# ファイブスター物語の登場人物
ファイブスター物語の登場人物（ファイブスターストーリーズのとうじょうじんぶつ）では、永野護の漫画『ファイブスター物語』に登場するキャラクターについて解説する。作中登場ファティマについてはファティマを参照のこと。括弧内は作品内で用いられている暦である"星団歴"及び"AD世紀"における生没年を表す。

## イースター太陽系

### 惑星デルタ・ベルン

#### A.K.D.
天照帝（2020 - ∞）
物語の主人公、グリース王国第84代国王。詳しくはアマテラスのミカドを参照。幼名から名を取ったレディオス・ソープとして（劇中及び作品世界に）登場することが多い。
天照帝の名はグリース王朝の代々の男帝を指す呼称である（以下本記事において「アマテラス（天照）」と言う場合は、この人物を指すものとする）。
外伝（もしくはパラレルワールド）的作品である『プロムナード』では、メサ・ルミナス学園の名誉理事で主人公ちゃあの親戚「大おじ様」として登場する。
ラキシス
物語のもう一人の主人公。天照帝の継室であり、その正体は超生命体（ダブルイプシロン・ヒューマン）。天照命の養女となったため天照家皇位継承権2位を得ており、祇妃（ギヒ）・ラキシス・ファナティック・バランス・天照・グリエスが正式なフルネーム。臣下からは姫様と呼ばれ、お忍びではファナを名乗る。詳細はファティマ (ファイブスター物語)#クローム・バランシェ作（故人）参照。
天照命（1945 - 2100）
アマテラスのミコト、グリース王国の女帝を指す名前。本編においてはアマテラスの母親を主に指して呼ばれる（以下本記事において「ミコト（天照命）」と言う場合は、この人物を指すものとする）。フルネームは天照・メル・グランド・グリース・エイダス・ドライス（天照家第83代のグリース女帝）。ダイバーズ・パラ・ギルドの盟主として君臨し、コーラス19世やレーダー2世と共に星団法を制定した女傑。アマテラスの誕生（出現）時に起きた出来事やのちに彼によって引き起こされた数々の超常現象により寿命を縮めて早逝するが、強力なダイバーパワーによって死してなお現世に影響を及ぼしている。アマテラスの分身であるメル・リンスのダイバーパワーは、最盛期の彼女の力のコピーである。生涯処女であったとされる。第3話ではラキシスの元に現れて正式に「天照」の家名とアマテラスに次ぐ帝位継承権第2位を与えている。
レディオス・フォーカスライト（収光帝）
グリース王家の始祖とされる女性。AD世紀8383年にナインからナッカンドラ・スバースの身柄とドウター・チップを託された。強力なダイバーパワーを持ち、かつての肉体と寸分たがわぬはずのエイリアスで眼前に現れたナインの本体を一目で見抜いた。後にグリース王国を建国し、初代女帝として天照・メル・グランド・グリース・ファースト（天照家初代グリース女帝）を名乗るようになる。リチウム・バランスの造った最初のファティマの一人「フォーカスライト」は彼女の名を冠している。
AD世紀の悪しき遺産である「ゴーストテクノロジー」を途絶へと至らしめてもいる。歴代の天照家の皇帝もこれを継承し、その産物である「魔導人形」を歴々と殲滅し続けている。
メル・クール・リトラ・天照（1969 - 2122）
「リトラー（第1巻口絵など）」とも。天照の最初の正妻。詩女でもあり、詩女としては「荒魂（あらたま）の詩女」と呼ばれた。ある使命を帯びて天照家に入り2020年のアマテラスの誕生（出現）に立ち会い、その際に起こったある出来事の結果早逝することになるが、一方で彼女が天照家に来たおかげで今の天照家が存在していられるともされる。その後は霊体として未熟なアマテラスをサポートしていた。ラキシスがアマテラスに嫁いだのを見届けた後、消滅した。
彼女の死亡時期については、第4話冒頭でミコトがアマテラスに「リトラーの墓参りにでも」と言っていることからミコトより先と見られたが、新年表では先にミコトが早逝しその後しばらくして後を追うように亡くなったと記載されている。
カレン
7777年にフォーチュンで再会したアマテラスとラキシスの娘で、神の力を持つ超人類。フルネームは天照・メル・グランド・フォーチュン・エイダス・ファイブ（天照家第85代のフォーチュン女帝）で、幼名は「カレ・カ＝ルル＝レル＝カレン」。単身K.O.G.と共に異世界タイカ宇宙に赴き、タイカの全能神U.R.I.ユライヒと結ばれる。最終兵器MMTの一騎「バイナス」を駆る。さらに現在のジョーカーにもU.R.I.ユライヒと共に出没し、いまだ力不足な父母のサポートをすることもある。ビヨンド・ザ・クラスファーとともにジョーカー宇宙の改変を行い、モーターヘッド→ゴティックメードへと概念を変更している。
アイシャ・コーダンテ（アイシャ・ルーマー）（2845 -）
天照家の分家・コーダンテ（紅壇鼎）家の元当主。元A.K.D.筆頭司政官兼三軍司令官で、星団暦3031年現在はA.K.D.構成国の一つ・ルーマー国の女王。詳細はミラージュ騎士団参照。なお、第1〜18巻まで、皆勤して登場している唯一のキャラクターである。
ワスチャ・コーダンテ（環謝・紅壇鼎）（2968 -）
アイシャの実妹でコーダンテ家の（一応）現当主。幼名はチャア・ティ（茶茶）。アイシャが結婚どころか子を作る気もないと知った大公夫妻が遅くに作った子であり、姉妹とはいえアイシャとの年齢差は123歳（地球人換算で約30歳）と十分親子で通用する。騎士ではあるが、その能力は最弱レベル。性格も王家で生まれ育ったとは思えない「のん気な普通の女子高生」で、姉であるアイシャに対してコンプレックスを抱いている。幼少時に両親を失っており、その後庇護者であった姉と引き離されたことで周囲からの重圧と中傷に耐えられなくなり、コーダンテ家から出奔してしまう。しかしコーダンテ家が取り潰し寸前となると聞き、武功を立てるためリアル女子高生騎士団「ルミナス・ナイツ」を結成して魔導大戦に参戦する。
パートナーは「エミリィ」ことバランシェ・ファティマの最高傑作と目されているヒュートラン。騎乗するMHは最強MHナイト・オブ・ゴールドの装甲を換装したルミナス・ミラージュ（新設定ではGTMマグナパレスのまま）。天照家の重鎮であることから、本来はミラージュ騎士が持つ真紅のガット・ブロウ・ヴィーニッヒも特別に与えられている。だが、これだけ豪華な装備を用いてもまともに戦うことは出来ない。ただし、ヒュートランの演算を上回る偶然によって結果的に天位騎士クライマー・パイドルを退け、その縁からメヨーヨ朝廷のクラーケンベール大帝の興味を惹いて国家間の同盟関係を結ぶなどの成果を成し遂げている。巨大な紐付きがま口財布がトレードマークで、後述の成人後のイラストでも右手に隠し持っているのが見える。
外伝『プロムナード』では幼名そのものの「ちゃあ・てぃ」として主人公を務める。メサ・ルミナス学園に通う高校生で、生活費を稼ぐためカフェのバイトに精を出している。前述のがま口財布はチップを入れるためのもの。口癖は「普通のどこがいけないの？」。この性格に癒されるのか、大物と言われている人々からは意外と人気が高く、キルスティン・スターことナトリウム・シング・桜子、ジョーディことヨーン・バインツェル等の学友に好意を持たれている。高校卒業後に彼らの前から姿を消したジョーディを追い、キルスティンに連れられて途中合流した友人にしてパートナーであるエミリィことヒュートランと共に、戦乱のハスハに向かった。中学時代にバランシェ邸でメイドのアルバイトをしており、ヒュートランはこのとき娶った。
『F.S.S. DESIGNS 1』によれば、元服後は名を「メル・ダージリン・天照」と改め、アマテラス、ラキシスに次ぐ第3帝位継承権を得ることになっているが、実質的には第1位帝位継承権を持ち、天照家の血統を受け継ぐとされている。なお、現実と同様の世界を舞台とした『プロムナード』では身長155cmだが、騎士として登場する『ファイブスター物語』本編では180cm近い長身として描かれており、『DESIGNS1』に収録された成人後のイラストに添えられた設定から将来は195cmにまで成長することになる。
3070年にコーダンテ家当主に就位。3075年、びっくりする。3085年、もっとびっくりする。
ルート・コーダンテ
本名メル・ルート・サイサ・コーダンテ・天照。ワスチャの子孫にあたるミラージュ騎士団メンバー。第3巻の148Pにブラフォード＆キュキィ夫妻とともに描かれている。
ヴェイデリ・コーダンテ
同じくワスチャの子孫にあたる騎士。剣聖位を持つ。長らく名前のみの登場だったがDESIGNS7にてイラストが掲載された。ワスチャ似の髪にヨーンの物と色違いのスーツを着ている。
斑鳩王子（サリオン・イイ・シナーテ）
天照家のコーダンテに次ぐ今は亡き次席王家・シナーテ（紫成鼎）家の王子にして、新たに創設されたエミーテ（蝦鼎）家の当主。詳しくはミラージュ騎士団参照。
イーシ・ルーマー
コーダンテ家の親類で、ルーマー王家の王女。騎士の能力は持っていないが、アイシャによってルーマー王家の後継者に指名された。魔導大戦の頃は高校生であり、ミラージュ騎士シトロン・メナー王女とは同級生であった。東洋系の顔立ちで、メナー王女と共に「糸目コンビ」と言われている。
ファルク・ユーゲントリッヒ・ログナー（… - 2020、? - 3010、3010 -）
A.K.D.構成国の一つ、バビロン王国の国王。詳細はミラージュ騎士団参照。
エレーナ・クニャジコーワ
A.K.D.宇宙軍情報部の連絡員で、ミス宇宙軍に選ばれている。気弱で脳天気、いい加減で間抜けな性格だが、その正体はA.K.D.東方十か国の一つバビロン王国の騎士。元はA.K.D.ガス・ガル連邦の忍者組織の出身。パートナーは桜子ファティマの虹姫。
第4話では戦艦ドウラーにコーヒーの出前を届けに行った際に船が出港してしまったため、そのままシーブル軍との戦闘に駆り出される羽目になったとして振る舞っていたが、裏ではF・U・ログナーから行方不明になったアマテラスを捜索する命を受けており、A.K.D.軍の本陣がシーブルの機動歩兵に強襲された際には騎士として機動歩兵を撃破した後、ログナーの密命の実行に移った。その後アーレン・ブラフォードと遭遇して騎士戦となるも、得手とする速度において遅れを取って敗北、内臓破裂など重傷を負いながらも身体に鞭打って捜索を続行する。バローの攻撃にアトロポスとすえぞうが襲われたところで身を挺してこれを防御。両足と左腕を失うものの生還を果たしている。その後、ゴーズ騎士団に移ったのち戦死したポエシェ・ノーミンのナンバー13Rを引き継いでミラージュ騎士となる。
魔導大戦では、またもや戦艦ミルにコーヒーを届けに行った時にミルが出撃してしまったという建前でハスハ入りし、そのままログナーの密偵としてハスハ各地を飛び回ることになる。
ログナーの命を受けツラック隊に潜入した際には、PX（隊内売店）の店員になりすましてミスPXを自称していたが、ツバンツヒにより素性を看破されてバイズビスと共にツラック隊へ編入されて枢軸軍との決戦に参加している。なお、その際には当然のようにミス・ツラック隊に肩書きを変更していた。
後の夫は対シーブル戦で知り合ったA.K.D.宇宙軍宮殿警護艦隊司令部参謀部参謀長にして伯爵のデルツ・フォン・マイア・トッカータ中佐（のち大将）。上司であるログナーを「ムッツリスケベ」と評するなど、ログナーからは一刻も早い「寿退職」を望まれていたが、3062年に「育児休暇」を取っている。
グリーン・ネイパー
グリース王家出身の護法院「みどりの杜」の当主。フォーカスライト直系の血を引くアトワイト家の人間で皇位継承権第6位（男子であるためアトワイトの名は名乗れない）。A.K.D.及びグリース王国の歴代元首の戴冠を認可し、アマテラスのミカドを含む天照家およびミラージュ騎士団全てを裁くことが出来る最高審判者。フロート・テンプル内の人間からは「聖院」と呼ばれている。パートナーはリチウム・バランスが「星団初の4ファティマ」に続いて作ったダイオード。
「時の止まる空間」と呼ばれるファンタスマゴリアに250年間篭っていたが、ブラック・スリー襲撃によるミラージュ騎士団の弱体化を懸念した家老ダグラエン・ルスの要請を受けて地上に降り立った。しかし、実のところは自身が所有しているAD世紀のマシンメサイア「A.U.G.E.（オージェ）」を差し置いてエンゲージSR.1やジ・エンプレス・オブ・フレームが「星団中で最も美しいモーターヘッド」という評価を受けていることにガマン出来なかったからである。3030年には自らが連れてきたテレビ局帯同の元、アルルが駆るエンゲージSR1をハスハ・ノウラン近郊にて待ち伏せるが、戦闘の最中に乱入してきたエンゲージSR3を駆るセイレイ王女がアルルと壮絶な罵り合いを繰り広げてしまったことで戦闘の意義を完膚無きまでにぶち壊され、挙句にはエンゲージSR.1を取り逃がしてしまった。この顛末の一部始終はネイパー自身が連れてきたテレビ局によって星団中に放映されており、「国家の枠を超えアトールの巫女のために戦う正義の騎士アルルとエンゲージSR1」というイメージが星団中に認知される反面、当のネイバーとオージェは端役に追いやられるという非常に望ましくない結果に終わった。しかもこの時にロッゾ帝国のMHを十数機壊したことでA.K.D.はロッゾ帝国に賠償を支払う羽目になったため、罰としてオージェを取り上げられてしまっている。
A.U.G.E.旧時代のコントローラーのまま自在に駆る技術を持った非常に強力な騎士でもあり、ナッカンドラ・スバースよりナイトマスターの紋章を与えられている。ただし当のネイパー自身は「剣の腕よりも口のほうが達者」と豪語しており、結果的に無視されてしまったもののセイレイと対峙した際には星団法を細かく引用してアルルとの交戦権が自身にあるとする弁論を振るう姿を見せている。
メル・サッチャー・スクリーク
ミラージュ魔導団（ミラージュ・ダイバーズ）のリーダーで、メル・リンス（天照帝の分離体）が長を務めるダイバーズ・パラ・ギルドの事実上のNo.2。アトワイト家から分家したスクリーク公家の当主（A.K.D.の皇位継承順位は第10位）だが、通常はフロート・テンプルにあるヘル・タワーに住んでいる。主な任務はパラ・ギルドを通じての情報収集や、ヘル・タワー内にある異界へと通じる門の結界（通称：フタ）を維持し護ることであるが、結界は実のところアマテラスの力によってもたらされており、アマテラスの力が一時的に消失したときにはフロート・テンプル内の全ダイバーの力を結集させても結界を維持することが出来ず、多くの異界のモノ（パラ・サイマル）の侵入を許す事態となった。
『重戦機エルガイム』に登場するフル・フラットをデザインのベースとしている。
メル・ズーム・ウォンター（ウィッチ・ズーム）
フロート・テンプル内「デモンズ・タワー」に居を構える女性ダイバー。時間を制御することができ、自分の趣味で自身の成長を幼女の時点で止めてしまっている。通常フロート・テンプルで生活しているダイバーはヘル・タワー内に居を構えるのが通例ではあるが、快楽殺人癖がある危険人物のため普段はデモンズ・タワー内に「封印」されていた。母親はユーコン財団の会長で現在はバッハトマ魔導帝国のブラック・スリーとして名を馳せているビューティ・ペール。
レフト内乱の際はシャフトと共に玉座のラキシスを襲うも「次元回廊」により敗退した。このときにお気に入りの帽子をラキシスに切断されてしまい、以後ツギハギになっている。ブラック・スリーのフロート・テンプル侵攻の際には止めていた成長をペールの力によって解放され、本来の年齢の姿に戻されてしまった。
実はゴーストテクノロジーによって生み出された魔導人形のうち一体であったが、制御可能として唯一破壊を免れている。
ホワイト・リンクス
強力なテレパス能力をもち、通信システムがなくてもあらゆる情報を伝達可能な女性。本来はダイバーズ・パラ・ギルドの一員だが、その役目上ほとんどをミラージュ騎士団で過ごしている。ダイバー能力を持つメンバーが多い左翼大隊との関わりが深い。
メレトレ・清花（さやか）
天照家中納言で魔導情報部「典星舎（旧設定のダイバーズ・パラ・ギルド）」指揮官。臨時雇われ状態のヨーンに依頼という形で指示を飛ばしている。ブリッツェンフォースの戦闘員でもあり、天照王朝の大臣でもある。しかし、帝の代理人でもあるミラージュ騎士に対しては逆らうことも出来ず中間管理職的立場の苦労人。魔導大戦でミラージュ入りしたエイブロウ・ビット・マエッセンとは幼少時に面識があり「メレトレちゃん」と呼ばれて困っている。
ドリュー・ゼレ
天照王朝の貴族だが、魔導大戦時にはブーレイ傭兵騎士団の隊長職に就いている。パートナーはバランシェファクトリーファティマのヨーキ（妖姫）。
Dr.ジョージョ
星団歴4000年代のA.K.D.の科学者。初出は『CHARACTERS #4』。
ユーパンドラの下でゴーズ騎士団の長官を務め、かつての力を失いつつある騎士達に機械化や薬物による強化改造を施していた。自身もその風貌から、同様にマイトの能力を強化していたと考えられる。

#### ゴーズ騎士団
A.K.Dの国家騎士団。ミラージュ騎士団はあくまでもアマテラス個人の私有騎士団であり、A.K.Dの主力は数千人規模を誇るゴーズが担っている。とはいうもののミラージュ騎士団は団員それぞれがアマテラスの全権代理人としての権限を持つため、格下に見られがちである。主力MHはブラッド・テンプル。アマテラス隠居と同時にミラージュ騎士団の活動も停止したため、ユーパンドラの時代では名実共に最強の存在として星団に君臨することとなる。ただし、アラート・エックスには「二流」と評されている。
ボーギン・デ・ライバッハ
ボォス星ウォンドルシーク駐留のゴーズ騎士。男爵。命の水争奪戦において、他星に駐留しており、本国での混乱に巻き込まれなかったことから同僚のパンヘッド・ミネアポリス、ジジ・ハイアットと共にルンの指揮下に入り、ブラッドテンプルを駆りシーブル軍と戦うことになるが、パイドバイパー騎士団に実力及ばず敗退している。パートナーはエラーラ。

#### ミラージュ騎士団
A.K.D.元首アマテラスの個人騎士団。詳細はミラージュ騎士団を参照。

#### ガス・ガル連邦
ハンザキ・バクロ
ガス・ガルのニンジャ組織「地潜り」統領。白塗りの化粧を施し男女の区別も難しい人物。ステートバルロ・カイダからの伝言によって上忍殺しであるアーリィ・ブラストの追跡を打ち切った。トモエとは長い付き合いだったらしく、彼女にとって納得の死だったことを察していた。

### 惑星アドラー

#### トラン連邦共和国
ミッション・ルース（ボード・ビュラード）（2849 - 3100）
トラン連邦共和国大統領で、剣聖ナッカンドラ・スバースに始まる「純血の騎士」の一族。しかし成人するまで騎士の能力が発現しなかったため母親をはじめ一族から精神的虐待を受けながら成長する。その経験から自らの家系をはじめとした貴族階級へ反発することになるが、幼くして強力な騎士の能力が発現した妹マロリーに対しては優しい。
しかしカレッジ時代に突如騎士代謝が発生、生存率30%のリスクを生き延び騎士として覚醒したものの高年齢で発現したことから血統にかかわらず力は最低レベルで、「ボード・ビュラード」の偽名を用いてトラン連邦公安騎士（S.P.I.）という騎士としては（当時は）末端に類する組織に就職、だがその後トラン連邦大統領選挙に（曾祖父がかつてトランの母体の一つ、レント国王であったという事実さえ利用し）勝利。そんな中、S.P.I.の騎士としてお披露目の警護にあたっていたところ、以前バランシェ邸での所要中のトラブルがきっかけで見初められたブルー・メガエラというメガトン級のファティマを娶る羽目となってしまう。偶然が重なっての成り行きとはいえ「お披露目ゆかりのトラン連邦の大統領がお披露目前の銘入りフローレスファティマに手を付けて後にマスターとなった」というのはあまりにもスキャンダラスな出来事であり、そのため対外的に「修行に出ていたらあらびっくり、バランシェの最新ファティマがパートナーに！」という体裁を繕うため、10年もの間放浪の旅にほっぽり出させられることになる。
大統領として表舞台に復帰した後も本業そっちのけで偽名を名乗っては星団各地を放浪し、理不尽な不正を叩っ斬っているらしく、一部では「水戸黄門野郎」と呼ばれる。
表面上はかなりちゃらんぽらんな性格で、メガエラには星団法違反の格好でヒッチハイクをさせるわ、公共の場で悪ノリしてソープを押し倒すわと「ご乱行」が目立つが、政治家としては非常に優秀でふらりとどこかに出かけるたびになぜか大国と友好条約を結んできたり専横を働く貴族を始めとした特権階級が成敗されたりと不思議な土産を持ち帰るため一般国民から非情に高い支持を受けており、10期以上の再選を続けている。騎士としてはMHクルマルス・ビブロスを駆り、遅咲きで騎士としては最低クラスの能力だと自称しながらも「地下サイロに転落しかけた幼いメガエラをバランシェさえ驚く速度でダッシュし救助」「サイレンベースのブーレイを撃破」「スバース伝来のモータースキルを使ってA-TOLLスクリティを小破させる」といった、大国の一流騎士団員をも凌駕する強さを見せつけている。
また、各国首脳を含めて劇中に登場する人物の多くは彼と友誼を築いており、特にアマテラスにとっては4人しかいなかった「本当の友達」の一人でもある。
3100年、アドラー動乱が始まるとほぼ同時に亡くなるが、彼の死に際の言葉がアマテラスにジョーカー星団侵攻を決意させたと言われている。後の子孫に、ラベル・ジューダ（コーラス26世）の戦友ウェイ・ルースがいる。
外伝『プロムナード』にも登場しているが、外見の描き方が変化している。また、メガエラを娶った頃のミッションの姿は、『重戦機エルガイム』に登場したミラウー・キャオに似ており、ウェイにも引き継がれている。
ルビール・レイス
トラン連邦評議会の判事長であり騎士。ミッション・ルースの大学時代からの友人。2989年、ハグーダ帝国のコーラス領侵攻の際、コーラスに助太刀するためにジュノー入りしたミッションに同行する。その時に自身のモーターヘッド「クローマ」を持ち込んでいる。パートナーはモラード・ファティマのソリュート。
サーパ・ビュラード（サーパ・ルース）
ミッション・ルースの妻。学生時代より彼の右腕として、騎士として、支え続けている。元々はバキンラカン本土に近いエラルド島のフィルモア系列の騎士家出身。ミッションが偽名を名乗る時の姓「ビュラード」は元々彼女の家名。奔放なミッションにはメガエラ共々苦労させられている。
ナデジダ・リーフ
かつてはS.P.I.の騎士であったが、2989年時点では籍を離れ、フリーの騎士としてミッションを支えている。レイス、サーパと共にミッションとは学生時代の付き合い。
カロリナ・リーフ
18巻で登場した女性騎士。パートナーはミース・シルバー・バランシェのアルファ。
ジェスター・ルース
トランの前身のひとつレント王国の王。ミッションの曽祖父でディモス・ハイアラキの父。側室としてナッカンドラ・スバースの次女であるアラド・バスコ・スバースを迎えるが、アラドの優先ファティマ だったザ・ニーヴから「マスター」と呼ばれたことで“初めてファティマから「マスター」と呼ばれた騎士”として星団史に名を刻む。子孫であるヴュラードに似た大らかな性格の持ち主で、パートナーとなったニーヴに掛けた言葉は「あのなニーヴ、おめぇ俺のこと好きかぁ？」であった。騎士としての能力はそれほど高くなかったと言われるが、アラドとの能力差を気にすること無く非常に良好な関係を築いていたという。
ウェイ・ルース
ミッションの子孫でラベル・ジューダ（コーラス26世）の戦友。若い頃のミッションを思わせる風貌と性格の持ち主。A.K.D.との最終決戦時にロレッタと共にフロート・テンプルに潜入、ゴーズ・テンプル騎士に囲まれるもミラージュ騎士ウピゾナ・バーデンバーグに救われる。ウピゾナのパートナーとなっていたメガエラは彼に最初のマスターの面影を見出し涙していた。
前述のように『エルガイム』のミラウー・キャオがモデル。

#### レント自治連合
ユーバー・バラダ（- 2988）
トラン連邦内のレント自治連合にある自由都市バストーニュの領主。旧王族から商人に転じ、ミッション・ルース大統領の不在中に前任者のワトルマ公を軟禁する暴挙にまで及んだ結果領主へと成り上がった男。この件の裏ではハスハのコレット王らが糸を引いていた模様（劇中のレーダー8世のセリフより。なお、レーダー8世には「無能」と評されている）。ルースの民主化政策に反抗する貴族らを味方に勢力を伸ばし、バストーニュ独立を目論んでいた。お披露目でマスターが決まらず預かりとなったファティマを次々と毒牙に掛けるなど品性下劣で、先任のワトルマ公が人格者だったこともあり悪名が絶えなかった。騎士ではなかったがMHヘルマイネを所有し（エトラムルファティマにより基本動作は可能）、また甥と称してデコース・ワイズメルとトローラ・ロージンを傭兵にしていた。
2988年のお披露目でもラキシスとクローソーを狙い、クローソーを奪われたコーラス23世に恥をかかせたりアマテラス（アイシャ・コーダンテが変装していた）に猥褻行為を働こうとしたりとやりたい放題だったが、逃亡したレディオス・ソープとラキシスを追跡した際にK.O.G.のバスターランチャーにより死亡。公式にはトランの警察組織SPIに不正を暴かれて逃亡中に事故死と発表され、後任にはワトルマ公が返り咲いた。
モアー・ビョイト（- 2988）
ユーバー・バラダの副官的な人物。トラン連邦の正規騎士であったが、特権階級の一人としてルース大統領の政策に強い不満を抱いており、同様の思想を持つ騎士20人以上を集めて「ユーバー騎士団」を独自に組織する。星団法違反を犯したクローム・バランシェを逮捕するべくバランシェ邸を急襲するが、ランドアンド・スパコーンに殺害される。
トローラ・ロージン（- 2988）
デコース・ワイズメルと同じく、ユーバー・バラダの甥として登場するが、実際はデコース同様、金や名声に倦み果てて「なにか面白いことができそうだ」との直感でユーバーのもとにやってきた不良騎士。デコースとは以前より同じ傭兵団で肩を並べて戦っていた仲であり、歴戦のヘッドライナーであった。デコースがそうであるように人間としての美的センス（あるいは不気味の谷問題）からファティマを忌避し、あえて性能が劣るエトラムル搭載のデヴォンシャに騎乗する。ボード・ヴュラードがソープに「腕が立つ」と注意するほどの実力を持っていたが、あいにくと星団最強のMH+ファティマ+ヘッドライナーというどうしようもない相手を敵に回したため、不用意に斬りかかったところをナイト・オブ・ゴールドに頭部を掴まれ、そのまま片手で握りつぶされ死亡。ナイト・オブ・ゴールドの初陣の贄になるという、星団史において非常に不名誉な形で名前を残した。
チャーティ・ウッド
バストーニュ郊外にあるクローム・バランシェ邸（通称「バランシェ城」）の執事。元々はフェイツ公国からバランシェの側近としてやってきており、研究一筋のバランシェに代わってフェイツ公国の大使館ともいえる城の管理やファティマたちへの一般的な応対、夜会や宴会を含む外交上の執務など一切を取り仕切っていた。厳密には家督を放棄したバランシェを「大公」と呼んで忠誠の限りを尽くしており、主亡き後も城を守り続けている。その職務ゆえに厳格で慇懃な人物。ボード・ヴュラード（ミッション・ルース）とはメガエラの転落事故の件以来の犬猿の仲。
本編にはメガエラの件の回想シーンで登場したのみだが、『CHARACTERS #6』および『F.S.S. DESIGNS 2』にて、インタビュー形式にてバランシェ城の生活を語っている（なお、インタビュアーは『フール・フォー・ザ・シティ』に登場したソーニャ・カーリン）。『DESIGNS 2』ではソープとビュラードがクルマルス・ビブロスにプラスチック・スタイル対応のファティマコクピットの突貫取付工事を行った件について語り、あまりの騒音に激怒して（二人が何者か薄々分っていながら）即日邸から叩き出した旨、述べている。
番外編「プロムナード」でも公爵（≒バランシェ）邸で執事を務め、メイドのバイトに励むちゃあ・てぃ（≒ワスチャ・コーダンテ）を見守り、ちゃあのルミナス学園への入学に際しては推薦を引き受けている。

#### バキン・ラカン帝国
ミマス・サオリレナ
バキンラカン帝国前聖帝。現在は娘のカンパー・ラ・シーラに帝位を譲り隠居した身ではあるものの、経験の浅い若き聖帝に助言を与えるなど未だ帝国に於いてなくてはならない人物。帝位にあった時には家臣のオルカオン・ハリスの娘、マドラ・モイライの身柄を引き受け、彼女に隠された騎士としての実力を試すためにカイエンと引き合わせた。3007年、クリスティン・Vとママゾア・ユーゾッタがダグラス・カイエンと戦わざるを得ない状況になってしまった時も、少女2人が一流の騎士となるために乗り越えなければならない試練だとして暖かく見守る。聖帝の「騎士の実力を一目で見極める能力」による「天位等の授与」を「ひよこの選別」と表現するなどユーモアのある人物でもある。過去にカイエンにワンピースのスカートを胸まで捲られてしまったらしい。
オルカオン・ハリス
小天位を持つバキンラカン帝国の剣術指南役であり、ママドア・ユーゾッタの後見人。「純血の騎士の家系」に繋がる人物であり、始祖であるナッカンドラ・スバースの玄孫で慧那・ダイ・グ・フィルモアは伯母に当たり、ママドアは姪に当たる。純血の血統として非常に強い責任感を持っており、娘のマドラの騎士の力を試すために躊躇無く斬りつけ、それに身動きすらしなかったことで次代は国への忠義を果たせないと陳謝するほどであった。その後騎士の力がないと思われていた娘が全く逆の制御不可能な剣聖であることが発覚したことは後の人生に大きな影響を与えることとなる。2999年、カステポー・サッシャタウンでバッハトマの軍勢に襲われたママドアを護るためにケサギと対峙。その後、後を追ってやってきたイマラにマドラから引き出された人格、ピッキングの近況を尋ねている。3007年、エラルド島にてダグラス・カイエンと対峙するママドアを護るために飛び込もうとするが、慧茄の真空投げで阻止された。後に、超帝國剣聖マドラ・モイライとなった娘と再会することとなる。
余談だが、比較的整った容姿に恵まれたスバースの血筋の中では、かなり個性的な容姿の持ち主でもある。
ママドア・ユーゾッタ
剣聖ヘリデ・サヤステの血を引くバキンラカンの騎士団長であり天位騎士。成人するまではおかっぱ・メガネ・そばかす・ふりふりブラウスにクマちゃんパンツという少女趣味の持ち主で、自分のイメージの中で大幅に美化されたダグラス・カイエンに憧れていた。2999年、サッシャタウンでバッハトマの忍者に人質にされかけたところをジャコー・クォン・ハッシュとオルカオン・ハリスに助けられ、再度襲われた際にはパートナーのバランシェ・ファティマ「オーロラ」がスカートの中に隠し持っていた剣で撃退する。3007年、クリスティン・Vのハイランダーの称号授与式の席で聖帝ラ・シーラの命により震えながらクリスと対峙させられるがクリスの堂々としたふるまいによりその場は血を見ることなく収められる。だが授与式終了後にクリスと小学生レベルの口ゲンカとどつき合いを開始。その時に止めに入ったカイエンを何者か見抜けず「しょぼいオッサン」と暴言を吐いた挙句に剣を抜いてしまったところで前剣聖ダイ・グ・慧茄をはじめとする要人が見届人となって「試し」が行われ、剣聖技「ミラー」からの小指一本での攻撃により脇腹と腕を吹き飛ばされるもなんとか生き延びたことにより天位を授けられる。3030年、聖帝に魔導大戦への参戦を進言し、ボォスに進軍。少女趣味の可愛い子ぶりっ子は相変わらずだが、自身の外聞を最優先にしたふてぶてしい性格にパワーアップしている。3036年のコーネラ帝国によるGTMデモールのテスト戦闘（なお、事前に市街地で檄を飛ばしたことから、民間人に扮したアルテン・サヤステにたしなめられている）では、ホルダ31ユーレイの出現にうろたえ自分を見失いかけるが、オーロラの「ここで負けたらくまちゃんパンツ穿いてる姿を星団中に晒される」との言葉にペースを取り戻す（ちなみにこの功績によりオーロラは第15巻の表紙に抜擢されたと永野護は語っている。なんでもやってみるものである）。その後、騎士団に的確な指示を与えながらデモール1騎を撃破寸前まで追い詰めるが、そこで不意をついて割り込んできたデコースのダッカスの初撃を受け、コックピット近くに受けた衝撃により左手の五指を砕かれてしまう。二の太刀こそ直感的に妨げたものの、生死の危機が続いていたことには変わりなく、あわやのところでアルテン・サヤステの助言を受けて駆けつけてきたミューズの駆る「リッタージェット MK.3 破烈の人形」に救われる形で窮地を脱する。黒騎士に追い詰められた恐怖とミューズに救われた屈辱と感謝を頭に焼き付け、捲土重来を誓うのであった。
カンパー・ラ・シーラ
バキンラカン帝国現聖帝。クリスティン・Vにハイランダーの称号を授けている。魔導大戦にあたり、ママドア・ユーゾッタから参戦を進言されるが、中立を国是としているため一度は出兵を拒否する。しかし前聖帝ミマスから、国家を背負うことの意味と戦に出る騎士を見守ることを諭され出兵を許可する。
ディモス・ハイアラキ（ディモス・ルース）
純血の騎士ナッカンドラ・スバースを祖父に、星団で初めてファティマから「マスター」と呼ばれたレント王ジェスター・ルースを父に、剣聖の称号を与えられたアラド・バスコを母に持つ騎士で、彼自身も剣聖に列せられている。二つ名はクレイジー・モス。
両親や祖父に見られるように、その家系には多数の騎士を輩出している。従兄弟に当たるデューク・ビザンチンを師とし、後の剣聖慧茄・ダイ・グ・フィルモアは姪。弟子にダグラス・カイエンや“シャフト”ことバーグル・デ・ライツァー、マロリー・ルースがいる。その後の名のある多くの騎士に手ほどきをしている。
性格は豪放磊落の一言。FSSのタイトルバックでファティマと連れションした唯一の人物。また、幼少期からカイエンを鍛え、その能力を嫉まれてイジメられっ子だったカイエン少年に産みの母親であるクーンに「筆降ろし」の面倒まで見て貰えと言い放っている。
実妹ティティンシャ・バスコがバキンラカンの聖帝ランダに嫁いだ縁でバキンラカンの騎士となり、各地の戦役で活躍した。
初登場は第3話。2629年、ボカージュ共和国内戦に参加し、サン・ロー郊外のファティマ・ファクトリーを攻撃。そこでレディオス・ソープ（ソープ・ダッシュ）、クローム・バランシェ、そしてバランシェ初の銘入りファティマ・クーンと遭遇し交戦。クーンを返り討ちにしたものの表向きバイアであるソープに秘剣「飛燕剣」を防がれたことから剣を引くとともに彼女に対して天位騎士の称号を与えた。後にA.K.D.に渡り、ミラージュ騎士団の設立に関わるが、モラード・カーバイトの処女作ファティマ・エストとモーターヘッド「ブラックナイト」（バッシュ）を巡ってバキンラカンの騎士団が混乱に陥った際にはA.K.D.から一時帰国し、エストを預かることで事態の収拾に当たった。晩年は兄ウゴードの孫（又姪）に当たるマロリー・ルースに剣を教えたりとのんびりした人生を送ったらしい。死後、バキンラカンより永世筆頭騎士の称号を追贈。「ハイアラキ」の家名はマロリーが受け継いだ。
所有モーターヘッドはフェードラ。のちにクルマルス・バイ・オ・ラや最初のK.O.G.ことウォータードラゴン（別名シュペルター、新設定デムザンバラ）のヘッドライナーとなる。パートナーは独立前のバランシェが手がけた工場製ファティマのサロメ。後にサン・ロー戦で彼に特別な好意を抱いたクーンをパートナーとして受け入れた。
サロメはAKDに保護された後、じゃーじゃー姫ことプリンセス・タイトネイヴのパートナーとなる。また、クーンはカイエンに譲られたがカイエンのバランシェ襲撃事件後にボルサに預けられて150年の間眠りにつき、覚醒後はダイアモンド・ニューのパートナーとなる。
ティティンシャ・バスコ
ハイアラキの実妹で、彼と共にバキンラカンを支えた。剣聖慧茄・ダイ・グ・フィルモアの母親としても知られる。バキン・ラカンの聖帝ランダの後妻として産んだ子供たちは、星団各国に散っていった。性格は母アラドを継いで至って真面目。
剣聖の孫であり妹であり母であるという、ある意味とんでもない血縁を持つ人物。

#### ディ・ヨーグン統一連邦
ダジャー・ビームス
アドラー南部ヨーグン大陸の統一国家、ディ・ヨーグン統一連邦の初代大統領。

#### ダスニカ神聖連合
アグラカ帝
ダスニカ神聖連合の皇帝。
ライ・ド・ピア
ダスニカ神聖連合の将軍。騎士であり戦略家。マッシブな肥満体にトーガをまとっただけの中年男性にしか見えないが、それは彼の才を隠すカモフラージュに過ぎない。

## サザンド太陽系

### 惑星ジュノー

#### トリオ・コーラス王朝
コーラス23世（2875 - 2989）
ジュノーの最大国家コーラス王朝23代目の王で、20を省略され単に3世（サード）と呼ばれる。コーラスの長子の例に漏れず強力な騎士の力を持ち「武帝」と称された。剣の師匠である2代目黒騎士ロードス・ドラクーンからは「坊や」と呼ばれている。留学中にフィルモア帝国の筆頭騎士であったラルゴ・ケンタウリとの間に生じた因縁から、最愛のファティマ・ウリクル（モラード・カーバイト作）、そして自分の命まで失ってしまった悲劇の人物。非常に高潔な人物だが、ウリクルへ愛情をそそぐあまり妻エルメラの嫉妬を買い、ファティマを娶ることになるから息子を騎士にさせないと決意させてしまった。マイトとしての正規の教育は受けていない中で三十余年をかけてMHジュノーン（エンゲージ SR3）を造り上げた。レディオス・ソープの正体を見抜きながらもあくまで友人として接し、クローソーの真のマスターとなる子孫（26世）への伝言と王家の宝刀を託した。
理由は定かではないが、初めて遭遇したときより、彼の目にはラキシスは通常描かれている「栗色の髪の少女」の姿ではなく、モラードに「五つの星の物語」を語った際に描かれている「藍色の髪の少女」として映っていた。
若かりし頃の姿は『重戦機エルガイム』の主人公ダバ・マイロードをデザインのベースとしている。
エルメラ・コーラス（旧姓 エルメラ・フロンドゥ）
コーラス23世の后でセイレイと24世の生母。23世とは高校の同級生（「リッター・ピクト」より）。彼を深く愛していたが、ウリクルの存在により愛情を受けられなかったことに愛憎入り混じった感情をもっており、コーラス王家の王母としてはやや歪んだ愛情を長子である24世に注ぐことになる。一方で愛娘セイレイには「騎士には嫁がせたくない」との願いを持ちながらも生粋の気質（後述）から煽ってもいて、結果セイレイはヤンキーとなった。魔導大戦ではセイレイの醜態がTVに流れるのを見て嘆いていた（その裏では拍手喝采していたらしい）。
「リッター・ピクト」の記述によると23世と出会うまでの高校時代はヤンキーだったが、23世との出会いをきっかけにヤンキーを卒業し、23世の傍にいるウリクルを意識してイメチェンを図ったとある。
リザード・マイスナー
コーラス三王家のひとつマイスナー王国の女王。騎士ではないが対ハグーダ戦では自ら軍の指揮を執っていた女傑。生涯独身を貫き、その後マイスナー家は妹のトラストナ王女が継ぐ。魔導大戦ではエルメラ前王妃と共にTVでセイレイの蛮行を目にして、お目付役に甥イェンテの婚約者であるマロリー・ハイアラキを送ることを提案する。
ルーパス・バランカ
コーラス三王家のひとつバランカ王国の国王。2989年時点でのコーラス王家の最年長者であり、23世が即位するまでは摂政を務めていた。王家の長老として老獪な発言が多い。
トラーオ・バランカ
バランカ家の王子で軍参謀。自身に騎士の力がないもののコーラスの騎士らを支えており、特に対ハグーダ戦で戦死したプルース・ランダースは弟のように接していた。その縁でプルースの姉でミラージュ騎士のシャーリィと恋仲となり、片腕と引き換えに嫁いできた彼女を終生大切にした。ハグーダ戦で死んだ者達の遺志を受け継ぎ、24世の成長に大きな影響を与えた。24世が即位するまでは摂政を務める。後にルーパスの後を継いでバランカ王となる。
アムーラ・バランカ
18巻で登場した女性騎士。シャーリィの娘。パートナーは母から引き継いだエフロシューネ。
プルース・ランダース（- 2988）
コーラス・トリオ騎士団の騎士。ミラージュ騎士シャーリィ・ランダースの実弟。ハグーダ戦でMHマグロウとの死闘の末にパートナーのモラード・ファティマ「エルマ」と共に戦死。
コーラス24世（2990 -）
23世の没後に生まれたコーラス王朝の王位継承者。父同様に20を省略され単に4世（フォース）と呼ばれる。ルーパス王やトラーオ王子など有能な王族の補佐により名君に成長するが、姉のセイレイを凌ぐ騎士の能力を持ちながらも母エルメラの願いによりMHに騎乗することもファティマを娶ることもしなかった。子宝にも恵まれず悲運の王とされる。以後、コーラスの実務はバランカ家が担うこととなる。第9巻で幼少時の姿が、イラスト集『ジョーカー3100』で成長した姿が出ている。また、トラーオに似た壮年期のデザイン画も存在しており、トイズプレス社発行『CHARACTERS #2 COLUS』に掲載されている。
3032年時点ではまだ幼い少年だが、その体内に超帝国剣聖ララファが形成されつつあることを、バーナー・レンダウドのスコーパー能力で看破されている。
コーラス暴風三王女
コーラスの現王女・元王女・次期王女のトリオ。アルセニック・バランス作の「風の3ファティマ」を持つ。魔導大戦でその悪名（?）を星団中に轟かせることになる。
セイレイ・コーラス
コーラス23世の長女でコーラス24世の姉。事実上騎士にならなかった弟に代わりコーラス筆頭騎士となる。パートナーはアルセニック・ファティマのシクローン。
第2巻でクローソーに付き添われて出演したときにはカーリーヘアーの可憐な王女様だったが、第10巻に再登場して以降、中学校まで寝ションベン垂れ、たばこはふかす、基本的な四字熟語も読めないというとんでもないヤンキーぶりをアルル・フォルテシモ・メロディや側近たち、シクローンに暴露されている。しかし父の死の要因だったフィルモア帝国には激昂し父を想い涙する情に厚い一面もあり、国民はそんな彼女を心から支持している。必要ならば王女らしい上品な立ち居振る舞いも可能だが、長続きはしない（できない）様子。
父の初期型ジュノーンを模したエンゲージSR3レプリカ（ジェイド・テンプル）を駆り、魔導大戦では国宝であるエンゲージ・オクターバーSR1を持ち出して逃走したとして国賊アルルの逮捕を口実にトリオ騎士団を率いて参戦する。騎士としては一流らしいのだが、第12巻では星団中に中継されている最中、交戦中にアルルと低レベルの口喧嘩をして星団中の人々を呆れさせ、母エルメラを悶絶させた。しかし、この口論がコーラスの国是に反する魔導大戦への介入に国民的合意を与え、またコーラスに外交上のフリーハンドを与えるなど、結果的にはいい方向に転がっている。以前にはダイアモンド・ニュートラルへのエンゲージSR3レプリカ発注を成功させ、ベルリンSR.2の発注をも成功させている。ベラ国攻防戦に参加し、そのまま正式にベラ国に部隊を駐留させる。
本作に登場する人間の女性で体重が公開されているのは彼女とエレーナ・クニャジコーワ、アイシャ・コーダンテだけである。
アルル・フォルテシモ・メロディ4世
コーラス分家メロディ公爵家の王女だったが、父ピアノがアトールの巫女ナトリウム・フンフトと不義の子（ナトリウム・シング・桜子）を成したことでメロディ家は取り潰しとなる。母はマヨール・レーベンハイトの生母であるバランカ家王女シリセだがアルルはその事実を知らない。
実家の取り潰し後は諸国を放浪し、一時イズモ・アストロシティに身を寄せていたが、後のアトールの巫女マグダル・ビートの意を受けたハスハの騎士ロータス・バルンガにスカウトされ、マグダルの傭兵となる。その流れで魔導大戦ではハスハ・アトールの騎士として活躍するが、メロディ家取り潰しの経緯やコーラス-ハグーダ戦争の後遺症、さらに大伯父にあたる剣聖ハリコン・ネーデルノイドの神騎エンゲージ・オクターバーSR1（新設定では「アハメス」）を持ち出したことから、国賊としてセイレイ・コーラスに追われる身であり、それにハスハが巻き込まれることを憂慮していた。その生い立ちのせいか、仲間に自分のことで迷惑が降りかからぬよう全て背負い込みがちで、また自分を「悲劇のヒロイン」だと思いこむ傾向があったが、そのことはバルンガやスクリティのメンバー、マギーらに見抜かれており、後にハスハの仲間達の前でマギーから指摘され叱咤激励されることでハスハのために戦う覚悟を決めた。その後セイレイのベラ参戦によりコーラスがハスハ支持に回ったことでコーラス王女の地位を回復する。その後、バルンガの後任としてスクリティ隊隊長を引き継ぐ。
現在、白と黒の一対の懐園剣のうち大剣「白い剣」は彼女が所有している。弟子に同じコーラスの王子で、コーネラ帝国騎士団長となったマヨール・レーベンハイトがいる。パートナーはアルセニック・ファティマのラ・ユリケンヌ。
肌が色黒であることを気にしており、服は全てUVカット、出撃前には数時間かけて美白メイクを行い、ヒアルロン酸を毎日欠かさず飲んでいる。しかしコーラス王家の血筋は色黒の人物が多いので徒労に終わることがほとんど。セイレイとの口喧嘩により水虫であることが星団中に暴露されている（本人は否定）。
3064年、スクリティ隊を率いてナカカラ王国ホーダウン市に入った折、名前の不明で赤子の時よりたらい回しにされていた難民の幼女を保護し自分の幼名を取ってリズ・コールと名付けるが、その際に『詩女の預言』をおこなったことで詩女の資格を持っていることが明らかになる（なお、その際おこなった預言はこの幼女が後にホーダウン市の希望の存在となるとともに、やがて4代目黒騎士バントライン・ゴールを産むという内容であった）。
マロリー・ハイアラキ
ミッション・ルースの妹。兄同様に家名を嫌い、師であり大叔父でもあるデイモス・ハイアラキの姓を名乗っている。パートナーはアルセニック・ファティマのモンスーン。
同窓生のイェンテ・マイスナー王子と婚約したのが縁で、魔導大戦でコーラスのエルメラ王妃からセイレイ王女のサポート（お守り）を任され、軍資金に目がくらみハスハへ赴く。金銭感覚が無いに等しく、カステポーに入った後一泊5,000フェザー（約50万円）もするホテルに泊まり歩いたために、軍資金は早々に底を突いてしまった。ムンスターまでの交通費をも使い果たし、兄同様モンスーンに色仕掛けでヒッチハイクをさせている。その時に通りかかったアイシャ・ルーマーの乗るドーリーに乗せてもらって無事にムンスター入りし、その地でヨーン・バインツェルと出会った。当初はアイシャを敵視していたが、ムンスターでヨーンと出会った頃にはすっかり意気投合していた。セイレイ王女をサポートしてベラ国攻防戦に参加。
兄ミッションに輪をかけた破天荒な性格で毒舌家だが、騎士能力の発現が遅かったために家中から虐げられていたにもかかわらずマロリーには愚痴一つこぼさなかった兄に対しては、「クソ兄キ」と悪態をつきつつも慕っているようである。彼女の子孫に、後のコーラス26世の妻となるディジナ・マイスナーがいる。
コーラス25世（3788 - 3960）
先代である24世から500年以上の空白を経て誕生したコーラス家の男子であり、セイレイの系列の子孫に当たるコーラス王。星団大侵攻末期、ジュノーに集結した反A.K.D.勢力を率いた。黒騎士グラードの忠誠を得ていた名君であり、ユーパンドラのヤクト・ミラージュ《グリーン・レフト》を倒すなど騎士としても強力であったが、アマテラスとアトロポスの駆るナイト・オブ・ゴールド・A-Tに倒された。
コーラス26世（ラベル・ジューダ）（3960 - 4255）
コーラス王朝の王子。幼い頃に王朝はA.K.D.に滅ぼされており、側近の手によりボォス星の中立地帯カステポーに逃がされた。カステポー西部にある聖宮ラーンで育ち、王朝復興のために反A.K.D.パルチザンに参加する。しかしパルチザンを統べる人物が居らず、コーラスの血族であることは明白であるものの王子としての証拠がないことでパルチザンを率いる資格がないとして躊躇している。その証拠としてコーラス23世が遺したジュノーンを探している。その後メル・リンスの指導によりヘッドライナーとなり、ジュノーンを改造したエンゲージ SR4を駆る。A.K.D.皇帝アマテラス（実は影武者のユーパンドラ）のナイト・オブ・ゴールド・A-Tと相討ちになるも彼自身は生還、真のアマテラスによりその出自を証明され、星団を解放する。第3巻の最後で少し出演。外見は青年時代の23世とよく似ている。
なお、彼がなぜ序数（sixth）ではなく通常の数字（six）で呼ばれているのかについては、劇中では触れられていない（コーラス22世は「セカンド」、23世は「サード」と序数で呼ばれている）。
デイジナ・マイスナー（デイジナ・フレット）（3968 -）
マイスナー家の末裔でマロリー・ハイアラキの子孫。滅亡したコーラス王家から逃がされて、コーラス26世同様カステポーに脱出、聖宮ラーンでアトール女皇帝マグダルの保護下に置かれる。アイル・フェルノア騎士団の見習い騎士を経て反A.K.D.パルチザンに参加するが、A.K.D.からの追討から逃れるために偽名を名乗っている。自分の生まれと両親の名を知るべく、ものごころ付く前から持っていた紅い宝石に刻まれていたソープという名の人物を探している。星団解放後にコーラス26世の妃となる。第3巻の最後で少し出演。見た目はファティマ・ウリクルに酷似しているが、中身はずいぶん違うようで、かなりのお転婆娘。アマテラスの演説に同意したコーラス26世に「あんたねぇ、アマテラスの言うことに頷いてどうするのよ」と詰め寄るシーンもある。
デザインのベースは『重戦機エルガイム』のメインヒロインの一人、ファンネリア・アム。
ロレッタ・ランダース
バランカ家の末裔でシャーリィ・バランカの子孫。コーラス滅亡後はA.K.D.ゴーズ騎士団のボォス統括隊長を務めていたが、MHグラン・オージェと共に反乱軍に寝返る。A.K.D.の最終決戦時にウェイ・ルースと共にフロート・テンプルに潜入、ゴーズ・テンプル騎士に囲まれるもミラージュ騎士ウピゾナ・バーデンバーグに救われる。
『重戦機エルガイム』のメインヒロインの一人、ガウ・ハ・レッシィをモデルとしている。
コーラス19世（コーラス・ディス・バイス、コーラス・ナンブ）（1911 - 2208）
ミコトと共に星団法の制定に尽力した人物。コーラスの王らしく、その武勇で星団に名を轟かせていた。23世に似た外見とセイレイに似た性格を持つ。この星団法の制定により、コーラス家は星団における主要国として公に認められることとなった。
コーラス20世
星団暦2206年生まれ。19世の娘アルト・メロディ・コーラスの長男であるが、皇太子であった伯父テノールが事故死したため、彼が王位を継いだ。妹にソプラノ・コーラス・メロディがおり、彼女がメロディ家の始祖となった。2513年没。
コーラス21世
星団暦2479年生まれ。コーラス・ファーストもしくはコーラス・ナンブとも呼ばれる。騎士にしてGTMガーランドでもあり、自ら旗騎「ハイレオン SR2」を設計・組み上げる。また、アルセニック・バランス製作「風の4ファティマ」は彼の代にコーラスに迎えられている。2722年没。
コーラス22世
コーラス23世の実父。23世同様に20を省略され単に2世（セカンド）と呼ばれる。
年表およびコーラス23世の回想にて名前のみ登場。2875年に近隣諸国をまとめコーラス王朝を完成に至らしめた。2957年にモラード・カーバイト宛の親書を当時カラミティのマルタラに留学中の大学生だった23世に託す。かつてエストにマスターとして認められたこともあるが、立場上黒騎士とはならなかった。
生没年や即位・退位年、容姿については触れられていない。2代目黒騎士ロードス・ドラクーンからは「大帝」と呼ばれている。
リスト大尉、クライム・ルサ軍曹
コーラス王国地上軍の戦車兵。リスト大尉は空中戦車でハグーダ帝国のMHマグロウを撃破した。同じ部隊の准尉曰く、「エア・バレル隊の誇り」。
ルサ軍曹は負傷して入院していたが復帰して早々に再配属、補充兵としてリストの戦車に配属された。戦争が長引き、人手不足から兵科違いの新兵ばかりで腐っていたところに配属された待望の戦車兵で車長経験あり。
単行本第2巻でMHブーレイの襲撃を受けたが、脱出していたことが第3巻の二人の会話から明らかになる。ただし、このシーンは新規に描き加えられたもので、リブート第2巻には掲載されていない（コーラス軍の戦車が前線を観測しているシーンはある）。

#### メロディ公国
ハリコン・ネーデルノイド（ハリコン・メロディ）（2560 - 2619）
ソプラノ・メロディの息子で、剣聖であった人物。60歳足らずの幼さで剣聖となり、たちまちにロンド大陸を統一するも、それからわずか1年足らずでシステム・カリギュラと戦い戦死したとされている。パートナーはアルセニック・ファティマのタイ・フォン。
純血の騎士の血統ではない剣聖を輩出したことはコーラス王家の謎の一つである。ナッカンドラ・スバースからアルセニック・バランスを通じて懐園剣を託されたことやタイフォンのその後など謎が多い。メロディ家はハリコンの妹フォルテが継ぎ、ピアノ、アルルと続く。
実際はタイ・フォンと共にクラウン銀河の中心地スターバーストに赴いており、星団帰還後は妹フォルテによりその子カモン・ピアノ・メロディとしてメロディ家当主となり、ラ・ユリケンヌをパートナーとしている。アルルの他に詩女フンフトとの間に一女「シング」をもうけている。この行為は詩女との関係が深いフィルモアを刺激し、後の23世とラルゴの因縁に繋がる。
ナオ・リンドー・レイスルによると、ハリコンは超帝国剣聖ララファ・ジュノーン（本名はララファ・ネーデルノイド）のリストア体だったとのこと。
2974年、計画通りフンフトが詩女の資格を失い追放された後、懐園剣・雄剣とGTMアハメスと共にいずこかへと赴く。

#### ピチカート公国
アイリーン・ジョル
ピチカート公国国家防衛騎士団シェン・ラン騎士団団長。元トリオ騎士団団長。彼女の指南を受けるために多くのコーラスの騎士がピチカート公国に足を運んでいる。エルメラ・コーラスの高校時代の親友でエルメラのラブレターの受け渡しを代行したこともある。コーラス、ハグーダ戦の際にアトキでコーラス3世を守れなかったことを悔いてトリオ騎士団を去った。エルメラの依頼でエルダグライン隊を率いてベラ国攻防戦に参加したセイレイ王女を監視しサポートした。その後セイレイのしばき役としてトリオに復帰する。セイレイからは「姉ゴ様」と呼ばれている。AFはバランシェ作のパトラ。

#### ハグーダ帝国（ハグーダ領）
アルメメイオス帝（- 2989）
ハグーダ帝国の女帝。コーラス=ハグーダ戦争を引き起こした首謀者。フィルモアやハスハの列強による後ろ盾を得てそそのかされ、大国コーラスに侵攻する。コーラスの首脳陣からは「成り上がり者」と評されており、言動からも卑しい生まれであることがうかがえる（リザードには「あの女」と酷評された）。自分が大国の操り人形であることを自覚しつつも、それを利用して貧しい国を少しでも向上させようという思いがあった。
最期はMH決戦の敗北を受けて勃発した民主化のクーデターに倒れ、ログナーに看取られて息を引き取った。その後ハグーダ帝国は共和国に移行した後、コーラスに統治を委託、最終的にコーラス領となった。

## ノウズ太陽系

### 惑星カラミティ・ゴーダース

#### フィルモア帝国
レーダー8世（ドル・パーマネント・レーダー8）
ラント・フィルモア帝国237代皇帝。ハグーダ - コーラス戦では、ハグーダを裏で操る黒幕として登場した。しかしラルゴ・ケンタウリの死亡を悲しみ、ブルーノ・カンツィアンの自害を自らの未熟によるものとして制止した。また、クラトーマに「戦で死ねる。わしもそうありたいといつも願っておる」と語り、コーラス23世に杯を捧げている。その後、死刑が求刑されたクリスティン・Vを恩赦するために自らの退位を早めようとし、自らの皇帝騎ネプチューンをクリスに譲与する。また、A.K.D.の兵力増強を早くに察知して騎士団の増強を図るなど、星団有数の大国の元首として十分な度量を持ち合わせている。魔導大戦時は退位して隠居しているがいまだその影響力は健在。パートナーはクープ・ファティマのクラトーマだったが、退位に際し太后宮慧茄に譲っている。3032年、現詩女（代行）フンフトの働きかけを受けクリスをレーダー家の養子に迎える。「ファティマは物＝武具として扱え」という帝国の教えが必ずしも正しく伝わらず、騎士にとっては貴重な軍事資産であり優秀なパートナーであるはずのAFがときとして消耗品や奴隷のように扱われる状況をフィルモア老人会の一人として悲しく思っているものの、どうすることもできないかに見えたが、3069年レーダー9即位に伴い円卓の騎士となる。
ダイ・グ・フィルモア5世（エラニユース・ダイ・グ・フィルモア5）（2943 - 3069）
レーダー8世を継いで238代皇帝に即位した青年。祖母は元剣聖の慧茄・ダイ・グ・フィルモア。本人もダグラス・カイエンから天位、バキンラカン聖帝よりハイランダーと、優れた騎士としての称号を授けられ、皇帝騎プロミネンスでアシュラ・テンプルを一度に3騎撃破するなど、有能な騎士でもある。しかし、祖父の先々代皇帝のフィルモア4世や騎士能力が発現せずに早逝した父ノーランドと同様に病弱で、周囲からも懸念されている。パートナーは祖母から譲られたバランシェ・ファティマのチャンダナ。
幼少期に慧茄に連れられバストーニュのバランシェ邸を訪問、死期を悟ったノルガン・ショーカム＝ワイプ・ボルガ・レーダー皇太子から直々に次期皇帝として推挙されるのと引き換えにジークや茄里の保護を依頼される。また、この際にジークや茄里とも出会っており、以後しばらく一緒に暮らしていた。皇帝即位後も、二人に対してはワイプからの詔とは別に肉親のように思いをかけている。
予見されているカラミティ星の滅亡に備え全国民を別の惑星に移住させるという歴代フィルモア皇帝が先送りにしてきた計画を実行するため、領地獲得を目的としてハスハの友軍として魔導大戦に介入するが、それが善策であるのか常々悩んでいる。クリスティン・Vのことを気にかけており先帝レーダー8世の意を継いで彼女をハイランダーに迎え、妻へ渡すようにと慧茄から渡されたイヤリングを贈る。3031年、ハスハのラーン入りした際クリスを伴い「ラーンと詩女には決して剣を向けない」強い思いを告げる。かなりのおばあちゃん子であり、老いてなお元気な祖母にしばしば振り回されている。
第15巻にて「神経反応減退症」の兆候が現れだす。
第16巻では完全に症状を自覚しており、ナカカラ国シャルデファーでの静養で再会したラキシスに「アマテラスなら星団移住問題をどうするか」と尋ね、その回答に晴れ晴れとした笑顔を浮かべる。次いで、あとをつけていた茄里とアラン・リー・ファウトゥと会話。兄として茄里を優しく教え諭した後は、アラン・リーの懊悩を受け止め璃里から預けられていた初代皇帝サイレンの指輪を彼女に託す。
3068年、天照と対面。フィルモア帝国の未来を決定する。
実は諱を得たのは皇帝就位時であり、それまではダイ・グの家名は継いでいたものの、正式な個人名を持っていなかった。
ラルゴ・ケンタウリ（- 2989）
「赤の一番（テスタロッツァ）」の二つ名で呼ばれたノイエ・シルチス赤騎士団長で居合の名手。ノイエ・シルチス三銃士の一人でケンタウリ家の王子に当たる。ハグーダ帝国を支援するためにブーレイ傭兵騎士団を率いてコーラス王朝に侵攻する。学生時代のコーラス23世との因縁による屈辱（なぜそこまでコーラス23世を憎んでいたのか、具体的な理由はレーダー8世を含め終生誰一人として知ることも理解することもなかった）を晴らすため、決戦ではフィルモアの象徴であるMHサイレンF型でコーラス23世の乗るジュノーンを強襲する。コーラス23世を倒したことで恨みは晴らせたものの、ジュノーンの想いを受けたクローソーが覚醒。KOGの太刀を借りての渾身の一撃により、戦場の露と散った。サイレンが用いられたことによりフィルモアがハグーダを裏で操っていたことが公になり、フィルモアとコーラスは国交断絶となった。ケンタウリ家は、レーダー王家の散家筋のケンタウリ・バナー家の出身でレーダーの名を冠することを許されているため、レーダー王家の紋章をかたどったウォータークラウンのアウチ（ブローチ）を所有しており、そのアウチは末裔のブロード・ケンタウリに受け継がれることとなる。なお、パートナーについては、劇中では登場していないが、第1巻1998年版199ページでは少年型ファティマのシャズラブとなっている。
コーラス23世を斬った居合は実際は「無走剣（ブラインドソード）」であり、連載史上初めて剣技を用いた人物である。
慧茄（エナ）・ダイ・グ・フィルモア（2747 -）
先々代のフィルモア皇帝ダイ・グ・フィルモア4世の皇后、すなわち太皇太后宮（おおいおおいきさいのみや。正式の場以外では「太后宮」と略される）であり、前剣聖かつ元ハイランダー。代々有名な騎士や有力なダイバーを輩出する「純血の騎士」の家系のもと、バキン・ラカン帝国皇女として生まれた。剣聖ナッカンドラ・スバースは曽祖父、詩女ボルサ・バスコは年上の姪、剣聖アラド・バスコ・スバースは祖母、剣聖ディモス・ハイアラキは伯父に当たる。ディモス・ハイアラキが引退した際に剣聖となり、ダグラス・カイエンが復帰した際に引退。そしてダグラス・カイエンが死亡後再び剣聖位を預かっており、ちょうどカイエンと交互に剣聖位をやり取りしている。3031年現在は高齢のために騎士を引退し、公には足腰は弱り介添えなしでは立つことも出来ず、剣聖位を預かっていながら剣を持つことも出来ないとされているが、非公式に魔導大戦にも新型MHファントム（新設定GTMラミアス・メドゥーサ）を駆り、リハビリと称してロッゾ騎士団1個師団を全滅させている。かなりお茶目なお婆さんであり、孫であるダイ・グをたびたび困らせている。パートナーはバランシェ・ファティマのチャンダナだったが皇帝即位するダイ・グに譲り、レーダー8世のパートナーであったクープ・ファティマのクラトーマを新たにパートナーとして迎える。
ショウメ争奪戦後、剣聖位をマドラ・モイライに預けた後は聖宮ラーンにて（元老院の動きを牽制する形で）のんびりと余生を送ったという。
クリスティン・V（ビィ）（2968 -）
愛称クリス。フィルモアの名門ビィ家（V家）に生まれ、幼少より強力な騎士の血が発現していた少女。しかし父バーバリュースが当時無名のデコースに敗れたことでフィルモアの名を汚したとして周囲の壮絶ないじめに遭い、耐えかねて上級生の一般人を殴殺してしまう。一般人を殺害した罪による死刑と逃亡による即時処刑の判決が下されるが、身分を隠したレーダー8世に諭され「シバレース」として帝国に全てを捧げることを誓う。その際、父のパートナーだったバランシェ・ファティマの町と、レーダー王のMHであるVサイレン・ネプチューンを譲与される。3007年、ハイランダー称号授与式の日にママドア・ユーゾッタと共にダグラス・カイエンに「試され」、カイエンの小指一本で右腕を肩から吹き飛ばされるも、カイエンの「攻撃に耐えられたなら天位をやろう」という言葉を受けた太后宮慧茄によって天位を授与される。その後、MHでの実戦を経験しないまま皇帝代理騎士（ハイランダー）として魔導大戦の壮絶な戦闘に身を投じることになる。「普通の少女」への未練を捨てきれず、初陣の激戦で敵を倒したことにより幼少時のトラウマを引き起こし精神的に追い詰められるが、ダイ・グから渡されたイヤリングの「真意」を慧茄から聞かされてからは国と皇帝のために命を捧げる覚悟を決める。帝国がハスハ占領計画を進めていること、その一環で帝国元老院が現詩女（代行）フンフトとダイ・グの政略結婚を画策していることを知らされ、しかもダイ・グがフンフトに惹かれていることに再び動揺するものの、フンフトと二人きりになった際にダイ・グから渡されたイヤリングの「由来」を教えられ、さらに「詩女の預言」を受ける。
実は、クリスがハイランダーとなっている背景には、彼女の血統がフィルモア帝国がドナウ帝国だった時代の筆頭騎士ハロルドラント・マーカスの末裔であるため、生かしてどうにかその血筋を取り込んで子を残させたいという、フィルモア元老院の配慮と思惑が絡んでいた。しかし、それによって彼女の身が元老院の意のままとなることを懸念したレーダー8世やバシル・バルバロッサ、フンフトの意向もあって、3032年レーダー家の養子として迎えられる。ベラ国包囲戦の時点で12騎を破壊した、魔導大戦におけるトップエースであり、これにより小天位を授けられる予定である。
3037年、実兄ジークボゥを傷つけたトラウマに苦しむ茄里に対し同じ立場として助言を授け、「姉」としての敬意を得る。3069年以降はエンペラーズ・ハイランダーに就任、3075年のカーマントー解放戦に参戦する。
バキン・ラカンの騎士ママドア・ユーゾッタとは犬猿の仲。
「クリス」は元々永野自身が自ら名づけて使用している愛称。
バーバリュース・V（ビィ）（- 2998）
クリスティン・Vの父で爵位を持つ元ノイエ・シルチス青騎士団長でフィルモア最強とも言われた三銃士の一人。しかし2985年に2騎のサイレンを率いながら、当時まだ無名であったデコース・ワイズメルに敗れる。「サイレンとバランシェ・ファティマを持っているのに負けた弱い騎士」として敗北して生還する汚辱を背負わすためにデコースはとどめを刺さずに見逃す。その件によるものか黒騎士団に降格。第3話ではラルゴ・ケンタウリ戦死後の赤騎士団長人事の紛糾を嫌い、修行を兼ねてカステポーのヴァキシティに滞在。世間知らずのミューズ・バン・レイバックに騎士の身の処し方を教えたり、バング対アシュラ・テンプル戦では戦闘データを取っていたメヨーヨ朝廷の地上軍を一掃したりと活躍した。第5話ではブルーノ・カンツィアンやイアン・ケーニヒらとカステポーでアルカナ・サイレンのテストを行っていたが、クリスティンの上級生殺害事件の発生により急遽帰国。前述のフィルモアの名誉を汚した責を感じ、レーダー王のクリスティンへの恩赦を固辞し、自決する。パートナーの町はクリスに受け継がれることとなった。
ブルーノ・カンツィアン
ノイエ・シルチス青騎士団の騎士。2989年のジュノー戦にラルゴ・ケンタウリと共にブーレイ傭兵騎士団の「青」担当として参戦。ラルゴのコーラス23世殺害を見届けるも、再起動したジュノーンに斬りかかったが一撃で弾き飛ばされる。それによりブルーノも瀕死の重傷を負うがミラージュに見逃され、パートナーのパラーシャによりAP騎士団に救出される。このとき、「シルチスのルーキー君」とヤーボ・ビートに揶揄されている。ラルゴと共に死ねなかったことを後悔し、生き残ったことを恥じて自分を救出したパラーシャを殴打し、レーダー8世の前で自決しようとするが、レーダー王に制止説得され思いとどまる。ファティマを道具（武器）として扱うフィルモアだったが、パラーシャの振る舞いによりブルーノの中では変化が起きており、「助けてくれたことには感謝しているぞ。すまなかったな」「おれも…お前たちの魔性につかまったか…。ま、それも良いか」と話している。バーバリュース・Vの弟子であり、第3話ではバーバリュースの妻からの手紙の中で、バーバリュースの娘クリスティンの「ぞっこん」な相手として、またノイエ・シルチス赤騎士団長人事を巡るゴタゴタで「V様こそリーダーにふさわしい方なのに」と嘆いていたと書かれていた。しかしその娘クリスティンが上級生殺害事件を起こし、アルカナ・サイレンのテスト地であるカステポーからバーバリュースと共に帰国。責任を取ってレーダー王の前で自決したバーバリュースを介錯し、クリスティンに父の遺品の剣を渡す。ダイ・グ・フィルモア5世即位に伴い、L.E.D.ミラージュと対戦して生き残ったことを買われ皇帝警護騎士（アルカナ・ナイト）に任命される。魔導大戦ではアルカナ・サイレンを駆りビオレート・トライトン王子と共にクリスティンの直衛を務める。
ラルゴを「ラルゴ様」と呼んでいることから、彼に私淑していることが窺える。
バーバリュースからは「ファティマに転んで出世を棒に振る気か」と嘆かれていたが、ダイ・グに買われ着実に出世コースを歩んでいる。
ビオレート・トライトン
レーダー王家の縁戚に当たるトライトン・レーダー家の王子。騎士としての実力は各グループリーダーをも凌ぐ。第5話のクリスティン上級生撲殺事件では、読者にクリスティン処刑派の責任者と誤解させる演出で描かれていたが、慧茄からクリスティン保護の密命を帯びていた。そのため、フィルモア最強の強天位騎士であるアビエン・疋棟斎と剣を交えることも辞さなかった。クリスティンがシバレースとなったことで事件は解決し、その後はクリスティンやフィルモア5世を公私共にサポートし、アルカナ・ナイトを統率し、魔導大戦開戦では騎士団の指揮を務める。レーダー王家の人間だが、自由闊達で世話焼きな性格から王家の壁を越えて人望も厚い。赤グループリーダーであるブラウマ・イクとは友人関係にあり、クリスの様子をよく尋ねて気遣っているという。上から無理難題を押し付けられることがあり、口癖は「んもぉ〜〜〜」。かつて小姓をやらされていたフィルモア元老院や中学生の頃に指南役を行っていたバルバロッサ家の事情にも詳しく、初めて院に立ちあうブルーノに解説した。パートナーはエトラムルから桜子ファティマの「霧姫」に換えた。
イアン・ケーニヒ
皇帝警護騎士団の一人。博士号を持つ。パートナーはサリタ・アス・ジンク作のオキストロ。元々ノイエ・シルチスのメンバーであったが、初登場時はパイドバイパー騎士団に在籍しており、撃破スコア29騎を誇る超エースとしてナッカンドラ・スバースが所有していた名騎であるクルマルス・ヴァイ・オ・ラを騎士団団長ゾーア・パイパー将軍から与えられていた。しかし、命の水争奪のMH戦ではA.K.D.のブラッド・テンプルを遅参の怒りもあらわに一方的に叩きのめすものの、アイシャ・コーダンテのテロル・ミラージュに、アレクトーが復帰するなり一瞬で両腕を砕かれ、ショックを受けながら戦線離脱。なお、その直後ヤクト・ミラージュおよびシュペルターの急襲によりパイドバイパー騎士団はパイパー将軍もろとも全滅。他所に派遣されていた騎士もいたものの、結局解散となってしまう。だが、フィルモア直々のスカウトによりノイエ・シルチスへと復帰し、騎乗モーターヘッドの数やミラージュとの交戦経験などを評価されて皇帝警護騎士に抜擢され、ニオ・ハスラーと共にフィルモア5世の直衛となる。振る舞いや言動は軽薄だが騎士としての本分はわきまえており、カステポー戦では自分達の出番がないまま一般兵士達が死んでいくことに憤りを露にしていた。語尾に「〜だっぺ」と付けるのが特徴。既婚。
なお、名前や博士号所有の経歴はオイゲン・ケーニヒにちなむ。
ニオ・ハスラー
皇帝警護騎士団のひとりで、フィルモア王家の従騎士。幼少の頃から太后宮慧茄の指導のもと、エラニユース・ダイ・グ（フィルモア5世）の侍従として育てられ、フィルモア5世即位に伴いフィルモア本国の皇帝警護騎士団へ。フィルモア5世への心酔ぶりはイアン・ケーニヒにからかわれるほど。元々頭が固く、慧茄ら「とんでもないおばさま達」に揉まれたもののあまり変わっていない。バキンラカンにある騎士高等学校ベイ・ポイント卒。パートナーはクープ・ファティマのストーイ。酒乱であることが第13巻で明らかになる。
ジャンシー・ガラー
「白騎士」の二つ名を持つ天位騎士。フィルモア5世の代より新設された皇帝直下の騎士団「ノイエ・シルチス白騎士団」のリーダーで、それまではバーバリュースの後を受けてノイエ・シルチス黒騎士団のリーダーであった。魔導大戦初頭、メヨーヨ朝廷軍との激突の際にクリスティン・V救出のために戦場に降下したフィルモア5世の護衛としてサイレンR型を駆って出撃。パートナーはコークス・ファティマのシンドラ。
ブラウマ・イク
ラルゴ・ケンタウリ亡き後、ノイエ・シルチス赤騎士団長に就いた恰幅の良い女性騎士。クリスティン・Vの理解者の一人で、バキン・ラカンでのクリスティンのハイランダー即位の際にはビオレート・トライトン王子とともに同行。その後クリスティンを世間慣れさせるべくトライトンが仕掛けた「クリスひとりぼっち作戦」に協力させられる。その最中にダグラス・カイエンを巻き込んで起きたクリスティンとママドア・ユーゾッタの私闘を止めようとするも、慧茄太后宮のリング・スライサーで剣を折られる。魔導大戦時には未登場。ラルゴと同形のサイレンF型を駆る。パートナーはサリタ・アス・ジンク作のオブリサイド。3069年レーダー9即位に伴い円卓の騎士となる。
ナイアス・ブリュンヒルデ
ノイエ・シルチスの教導騎士団である、グリーングループもえぎ騎士団に所属する騎士。魔導大戦では元老院より密命を帯び、ブーレイ傭兵騎士団に偽装した部下を率い自らはMHファントム（新設定GTMラミアス・ステンノ）てフィルモア騎士団とは別働している。身長209cm（もしくは、205cm）の長身だが、ゴスロリファッションを身に付けており、バキン・ラカン帝国での天位授与式で服装を笑った騎士3人を叩き斬ってノイエ・シルチスを解雇されたこともある。その時期にダグラス・カイエンと出会い、服装が悪趣味と言われて決闘になるが一撃で倒されている。それ以来、カイエンに恋して再会を夢見ていたが、カイエン死亡により叶わぬものとなった。そのため、未だに処女。見かけに反して性格はかなりの乙女で、些細なことですぐに泣き出したり、お姫様扱いされないと拗ねていじけたりと、周囲に相当の苦労を掛けている。魔導大戦開戦時にはフェイツ公国にいたヨーン・バインツェルを連れ出してブーレイ傭兵騎士団に誘うが断られている。クバルカンのノンナ・ストラウスとは因縁があるようである。パートナーはバランシェ・ファティマのジゼル。強力な騎士の血を取り込みたいというアネッサ・ティルバーの養女となっている。好きな食べ物はエルメのイスパハン。3069年レーダー9即位に伴い円卓の騎士となる。
ギエロ・スガスコーニチ（- 2989）
ノイエ・シルチスの騎士。2989年にブーレイ傭兵騎士団の「黄」担当としてハグーダ帝国のコーラス領侵攻に参戦。哨戒活動中にデータ収拾を兼ねて実戦テストをしていたコーラス23世のアーリィ・ジュノーン（エンゲージ・オクターバーSR3）と遭遇、未完成のジュノーンを圧倒しコーラス23世に重傷を負わせる。23世にとどめを刺すべく戦線離脱したジュノーンを追跡し23世を護ろうとしたファティマ・ウリクルを殺害した。しかしそのことが逆に戦意喪失していたコーラス23世を奮起させてしまい返り討ちにされ死亡する。彼の遺体と乗騎であったブーレイ「黄」は本国フィルモアに送還された。
スティール・クープ作のファティマ・シューシャをパートナーとしていたが、ファティマに対する特別な感情といったものは一切持っておらず、ジュノーンとの戦闘で死亡したシューシャの遺体をゴミとして川に投棄させるなどしていた。しかしそれはギエロ独自の観念ではなく教えを曲解した結果フィルモアでは一般的になってしまった価値観で、それまで騎士は愛情と友情を持って接するべき対象として描かれていたファティマ観が普遍的なものではないことを示した（後にコーラス23世の妃、エルメラがクローソーにそのことを説明している）。
ミヤザ・ヘクゼイ
フィルモア帝国官房長官。フィルモアにおける官房長官は内閣のトップで、帝国議会を掌握する役職。民間出身で騎士ではない人物であり、フィルモアに派閥勢力争いが絶えず起こっていることを示している。3030年のハスハ介入時に、凶状持ちのクリスティン・Vの処遇に不満を持ちクリスの抹殺を目論んでいた。旗艦ダランスにてフィルモア5世に挑発的な皮肉を言うなど、フィルモアには皇帝といえども一筋縄ではいかない官僚主義の存在が窺えるかに見えたが、「貴族にあらずんば人にあらず」という元老院の実態を全く知らず、院の場においては民意が介入する余地の微塵もないことを明言され、自身の立場が帝国の単なる歯車のひとつでしかないことを思い知らされてしまう。
その後、元老院の真のリーダー、アドー直々に院に迎えられ、クリスの素性を教えられたうえで絶対に殺さず子を確実に残させることを条件に彼女をどうにかして自身の指揮下に置かせるよう甘言とともに指示され快諾するが、クリスがレーダー家の養子となったことで頓挫する。
3037年、神経反応減退症で苦しむダイ・グに静養を与えた後、アルカナ・ナイトたちの前で元老や王家、ダイ・グの健康に振り回される心情を吐露し、「取り替えのきく官房長官などで終わりとうない」と本音を口にする。
アネッサ・ティルバー
フィルモア帝国王家のひとつティルバー家の当主で元老院のリーダー的存在だが、実際には元老院の真のリーダーであるアドーに仕える立場にすぎない。バリトー王国女王。魔導大戦にはアドーの意向でシステム・カリギュラと契約を結び、また養女のナイアス・ブリュンヒルデをブーレイ傭兵騎士団に送り込むことで関わっている。クリスティン・Vに隔意を持つが、同じ考えのミヤザ・ヘクゼイとは元老院の立ち位置上たいして関わりはない。
実はフィルモア5世のファンでもあり、同ファンクラブの会長。好きな食べ物はエルメのイスパハンでナイアスにこれを教えた。
アドー・バルバロッサ
フィルモア帝国元老院の真のリーダーであり、帝国を影で支えるバルバロッサ家を取り仕切っている人物。本来は絶対に表に出てくることはないが、魔導大戦と共に表舞台へ姿を現した。恐ろしいほどの野心家であり、配下においているアネッサ・ティルバーを現皇帝であるフィルモア5に差し向けハスハ占領の圧力をかけている。ハスハ占領計画を平和的に進めるにあたり、ミノグシアの民の支持を得るため、「フィルモア1と詩女の物語（花の詩女 ゴティックメード）」を利用してフィルモア5と現詩女（代行）フンフトとの政略結婚を画策していることを院の場で公開する。クリスティン・Vの血統を重要視し彼女の子を確実に残すべくミヤザを元老院に迎えいれ、彼女の素性を教えたうえでミヤザを使ってどうにか指揮下に置こうと画策するが、クリスがレーダー家の養子となったことでその目論見は頓挫する。
作者のコメントによると、この人物は絶対に何があっても生き永らえてこの人物なりの幸せな人生を全うするとのこと。
バシル・バルバロッサ
バルバロッサ家の現当主。既に実権を甥のアドーに譲って隠居しているとされるが、「大王」としてその影響力は未だ健在である。レーダー8世とは旧知の仲であるとともに喧嘩仲間でもあったようで、その容姿からレーダー8世に「たこ入道」と渾名されている。フィルモア5の決意を尊重する主張をしている一方でクリスティン・Vの扱いに対しては甥アドーや元老とは異なり魔女として危険視しており、内心できれば抹殺したいと考えている。他者には信義に厚く寛大で優しい物腰だが、皇女茄里を手元に置いているなど、不穏な面も持っている。
かつて世間知らずのポーラ・ボルガ・レーダー女王を籠絡して密かにノルガン・ショーカムを産ませ、さらにそれを知ったブラウ・コーネル・フィルモア王を政治的に陥れて死にまで追い詰めた黒い過去を持つ（これを知ったポーラもまた自責の念から精神を病み若くして世を去った）。生前のショーカム曰く、「人を追い込んで追い込んでボロボロにして生きてきた」「敵対する相手を身内であっても死ぬまで追い詰める」「権力欲と支配欲にまみれた怪物」。
3069年レーダー9即位に伴い家督をレーダー9に譲り円卓の騎士となる。
エイデンス・アルク・レーダー
アルク・レーダー王家の家長で、魔導大戦時にはド・ラ・フォルモアに代わって司法長官となっている。彼もまたアドーの意向に従い暗躍している。
アビエン・ヒートサイ（疋棟斎）
帝国最高の騎士であり、刀匠でもある。以前は強天位という剣聖を除いては最高の騎士称号を持っていたが、現在はその称号をバキン・ラカン帝国に返納した（今の強天位は璃里）。ノイエ・シルチス三銃士の一人で、黒騎士団長であった。パートナーはテンドロス。
帝国の責務からは離れたが、その騎士としての腕を惜しむ声は多く、ダイ・グのハスハ出陣には実践での相談役としてともにハスハに赴いている。なお、ハスハのデプレ・ツェン・アトールが携帯している剣もヒートサイが鍛ったもので、デプレが幼少の頃に、イズモにあったものをバルンガが購入し、おみやげとして差し上げた業物である。
サイレン・ノルガン・ジークボゥ / “ドナウ・ガァ・ダス・ラント”/ドナウ・ガァ・レーダー9世（2974 -）
「ブラック・プリンス」の通称で知られている、畏れ多い名を捨てた「名のない少年」。ジークボゥの名前はノルガン財閥の戸籍を借り、さらに幼少時のクローソーからもらった偽名をあわせているもので、これも一部の親しい者達しか呼ばない名前である。
ナイトマスターの称号と「皇帝」と呼ばれる青いMH/GTMを持ち、魔導大戦中期にファティマ・オデットのマスターとなる他、エストを含めた複数のファティマを所有することになる。母親譲りの癖としてやや緊張すると右目がヒクつく。平和主義者であり、丸腰で剣を持たない。
ちゃあ（＝ワスチャ）と同じメサ・ルミナス学園に通う後輩で生徒会長。ヨーンの身を案じてハスハ入りしたちゃあを心配してハスハ入りすることになる。ムンスターでちゃあと合流し、クラーケンベールとも交流を持つ。その後、ツァイハイにてヨーンに合流するが、バッハトマに続いて氷グループとして現れたのが実妹・茄里と気付いたことから、あえてその刃を受けて傷つく。パルスェットの救命処置で命を繋ぎ、クープ博士の治療を受けて母・璃里の看護の下療養中。
その正体はフィルモア帝国王家ブラウ・フィルモア家の女王璃里の息子にして、フィルモア三大王家であるブラウ王家、ボルガ王家、バルバロッサ王家の全ての直系の血筋たる「三色の王子」。幼い頃に母親の許を離れ、エラルド島の慧茄の許でダイ・グと兄弟同然に育つ。学園に在籍していたこと、コーダンテ公女（＝天照家の事実上の跡取り）たるワスチャと親交を持っていたことそのものが星団を揺るがす大事件であったとされている。ある理由によりフィルモア帝国に追われる立場にあり、何度か暗殺されかけて天照家典星舎に助けられている。3069年、フィルモア三大王家総ての家督を正式に引き継いでフィルモア5世よりフィルモア皇帝の座を引き継ぐ。『花の詩女 ゴティックメード』のラストシーン（3159年「アドラー侵攻」後の出来事 NT2021年7月号より）に皇帝となった姿で登場している。彼が皇帝となったことで、フィルモア帝国は立憲君主制から絶対専制君主制に移行することになるが、強権政治ではあったが独裁恐怖政治は一切おこなわず、初代皇帝とならぶ偉業を星団史に残す。
「プロムナード3」でクラーケンベールが語ったところによると、ロードス公とエストを見届け人に、剣聖カイエンと立ち合った少年と黒髪の幼子がいた。少年は右肩からたたき切られ、幼子は左腕を肘から切断されたが二人はお互い自分を盾として相手をかばい合い倒れた。二人の内の少年がダイ・グで、幼子がジークボゥである。またどさくさでAKD、メヨーヨと彼の本国フィルモアとの間に不戦協定が結ばれてしまったが、ちゃあの戯言になるか盟約として機能するかは今のところ不明。
“サクリファイス” ニーゼル、璃里（リリ）・ブラウ・フィルモア
初代皇帝サイレンの兄から続くブラウ・フィルモア家の女王にしてフィルモア帝国元老院「円卓の騎士」の一員。強天位所持者。『DESIGHNS 4』での呼び名は「こいつ」。鋭い目付きがコンプレックスで、公務とそれ以外では正反対の印象のメイクをしている。パートナーはバランシェ作のオデット（白鳥）。アトール教導学院高等政治科・司法科学位所持。帝国の筆頭王家の長としてフィルモア帝国皇帝とはまた別の頂点にいる人物で、帝国そのものを守る役を担っているため表には出てこない。慧茄とは通じ合っている関係でクリスに対してもその縁で味方のスタンスをとっているが、一方でかつて慧茄に3度戦いを挑んで敗退している。ジークボゥの実母だが彼に対しては「恋をしている」とされ、狂気をはらんだ愛情を抱いている。ジークボゥの生命が絡んだ際の璃里の戦闘力は天照の生命が絡んだときのアイシャのそれに等しく、星団騎士で太刀打ちできるものはいない。また、皇位1位の人物を守る役割を持つ「サクリファイス」の座にも就いている。ツァイハイでジークボゥが茄里に襲われた際に駆けつけるが一歩間に合わず、バルバロッサと元老院への復讐の念を顕にするが、意識も定かでなくフィルモア1世の意識も入り混じったジークから一喝を受け、怒りを捨てる。
高校進学時、あまりの素行不良ぶりを懸念したレーダー8世により騎士科のある帝国近衛兵学校ではなく一般の普通科に入れればおとなしくするだろうと帝都デュアンス都立高等学校に入学したが、ある日の夜遊びで補導員に乱暴をはたらいたため退学、その後新たな受け入れ先としてラーンのアトール教導学院に裏口入学。入学の際の縁でフンフトには頭が上がらないとのこと。大学部で法律を学んでいたノルガン・ショーカムとの間に在学中にジークボゥを、その後身を寄せたバランシェ邸で茄里を儲けるが、ショーカムは病気により早逝している。
帝国を守る力を身に付けんとヒートサイや慧茄に手合いを挑み、手足を切り落とされても臆することなく挑み続けた。ショーカムを亡くしてからは、遺された我が子を守るためという目的も加わった結果、戦うための手足を残さんと自らの胴（心臓）を差し出すような戦い方をした。
3069年レーダー9即位に伴い家督を息子レーダー9に譲り円卓の騎士となる。
ノルガン・ショーカム / ワイプ・ボルガ・レーダー
裁判官を目指してラーンのアトール教導学院大学部で法律を学んでいた学生だが、その正体は太陽王国筆頭王家ポーラ・ボルガ・レーダー女王とバシル・バルバロッサの間に生まれたフィルモア帝国皇太子。バシルの息子とは思えない穏やかでやさしい人物。
バシルにとって最大の武器となることを見込まれていたが、AD世紀から受け継がれた負の遺産「神経反応減退症」を発症したことで放逐される。バランシェの治療により彼が本来よりも長生きし、ジークボゥのみならず茄里までをもうけたことはバシルにとって最大の誤算となった。
三色（みしき）の娘、茄里（なり）・ブラウ・フィルモア
皇位1位の皇女。璃里の娘でジークボゥとは兄妹のため、本来はジークボゥが皇位1位の皇子である。現在はバシル・バルバロッサの元で育てられている。天照家典星舎の妨害により暗殺失敗した「裏切り者（ジークボゥ）」を自ら処刑するために、ノイエ・シルチス「氷」グループを借り、AFオディール（黒鳥）、GTMダス・カイザース（皇帝）を駆って出撃する。ツアイハイでジークと対峙するが、妹と気づいたジークが無抵抗で剣を受けたショックからPTSDに近い状態となる。夢のなかで詩女ナカカラと出会い、彼女の言葉に従いクリスティンと知りあい親しくなるとともに、兄とも慕ったダイ・グからも教え諭されて蒙を啓く。:3069年レーダー9即位に伴い円卓の騎士となり、元老院議長に就任する。
アラン・リー・ファウトゥ
暗殺と諜報を専門とするノイエ・シルチス「氷」グループリーダーを務める少女騎士。ケンタウリ家の係累で天才騎士との名も高い。ボルガ・レーダー家に仕えている。ジークを狙う茄里をサポートしてヨーンを牽制し、「剣を取らねばデコースに勝つことはできない」とも忠告する。しかし、任務は失敗し、茄里の暴走の証拠隠滅のために氷グループは解体。帝国の暗黒面を見て絶望し、ダイ・グに対して粛清覚悟で元老院の陰謀の告発を図るがすんでのところで止められると、茄里に対するニーゼルの想いの形として「帝国の至宝」ブラウ・フィルモア王家の七宝焼の指輪を託される。
3069年レーダー9即位に伴い円卓の騎士となる。
モーズ・ボルガ・レーダー王
現ボルガ・レーダー家筆頭。ショーカム（ワイプ）の存在を隠すべくバルバロッサ家からボルガ家の養子となった人物。
デザインズ4（初版）では彼の名がバシルの息子と表記されているが、「二刷」では??と修正されている。
ブラウ・コーネル・フィルモア
故人。先代ブラウ・フィルモア王家宗主にして璃里の父。誠実で清廉な人物であったが、不幸にもバシル・バルバロッサの悪行を知った上で逆に彼に陥れられてしまい、政治的に破滅しながら若くして死んでいった。彼の生き様が若年期の璃里の逃げ癖を型成すこととなる。
ジェイン・ボルガ・フィルモア女王
現レーダー宗家当主。第15巻P106でジーク暗殺に失敗したアラン・リーの報告を受けていた老年の女性貴族。家格が上のため、前皇帝レーダー8世をも呼び捨てにする。ラルゴが犯した大罪の累が及ばぬようアラン・リーを茄里の近侍として預けていたが、結果それを上回る暴挙に加担させかけたことを悔やんでおり、実姉の孫であるジークや茄里が国家の政治に煩わされることもなく、静かに健やかに生きていくことを願っている。デザインズ4（初版）ではポーラ・ボルガ・レーダーの「娘」となっているが、これは「妹」の誤りで「二刷」では修正されている。
3069年レーダー9即位に伴い家督をレーダー9に譲り円卓の騎士となる。
フィルモア1世（サイレン・ザ・グレート）
星団歴535年に初代皇帝となった人物。『花の詩女 ゴティックメード』に登場するドナウ・ガァ・トリハロン本人である。世襲による統治を行わないために子を持たず、生涯独身であった。GTMやガット・ブロウといった兵器に頼らず各地を奔走し話し合うことで平和裡に東西フィルモアを統合した功績から、後の世において「サイレン」は偉大な統治者の代名詞となり、口に出すのも恐れ多い名として語り継がれている。指輪、ガット・ブロウ、イヤリング、マント、そしてGTM「ディー・カイゼリン」等、彼の遺品はストーリー上で重要な役割を果たす。
後々の帝国のためにに多くの言葉を残したが、残念なことに、ファティマに対する扱い同様曲解されて伝わっている例が多い。
ヨミ・ルーカ・フィルモア2
ユミ・フィルモア2とも。星団歴2000年代初頭のフィルモア皇帝。聖宮ラーンの東宮西宮蜂起に関与し、その後天照命やコーラス19世等と共に星団法制定にも関わったとされている。サイレン・ザ・グレートを除けば、正フィルモア王家で唯一皇帝の座に就いた人物である。
アンデ・ファウ・フィルモア3
星団歴2500年代、ミノグシア動乱の時代におけるフィルモア皇帝。ハスハ連合共和国発足への援助を行った。
フルダ・ダイ・グ・フィルモア4
先々代、第236代フィルモア帝国皇帝で剣聖慧茄の夫、現皇帝エラニユースの祖父に当たる。
パーマネント・レーダー1
初代統合皇帝サイレンに続いて皇帝となった人物。パーマネント・レーダー王家は現在のレーダー8へと続いている。
レーダー6
星団歴2300年代におけるフィルモア皇帝。ジェスター・ルースが初めて「マスター」と呼ばれた場に立ち会った人物の一人で、後にS.S.Lをパートナーとしている。
ブロード・ケンタウリ
ラルゴ・ケンタウリの子孫で、A.K.D.打倒を目指すフィルモア・パルチザンのグループリーダー。ラルゴの遺品であるウォータークラウンのアウチを所有しており、その血筋から仲間たちからレジスタンス全体をまとめるリーダーに推薦されるが、血にまみれた血統はリーダーにはふさわしくないと辞退していた。同じチームにいるラベル・ジューダがラルゴの因縁のコーラス23世の子孫であることに気付いており（ラベルとディジナのやり取りを隠れて見ていた際に「血は隠せんな」と発言している）、リーダーとして立つことを望んでいる。その後にノイエ・シルチスを復活させ、ラベル（コーラス26世）と共にA.K.D.打倒を目指す。

#### クバルカン法国
リオ・スパンダ
国民から絶大なる支持を受けているクバルカンの法王。教義と戒律が全てというクバルカン法王庁の中にあっても決して堅物という訳ではなく、次期法王と目されているミューズ・バン・レイバックがクバルカンの最高機密MHである「破烈の人形（S.S.I.クバルカン）」を私闘のために許可なく使用するという戒律違反を犯したときも、何の処分も助言も与えない ことでミューズに「一国の王」としての成長と自立を期待し、黙認した。
星団歴3030年に魔導大戦への介入を決意。表立った軍事行動ではなくハスハ南部とギーレル周辺の難民の保護と収容を目的としたものだが、真の目的はフィルモア皇帝ダイ・グ・フィルモア5世と同じく、カラミティ星の崩壊を前提に据えた国家存亡に関わる難事業の遂行である。
ミューズ・バン・レイバック
クバルカン枢機卿。半騎士半司祭のルーン騎士団の中でも最も高潔な人物と言われ、次期法王と目されている。バランシェ・ファティマ「静」と共にMH「破烈の人形」を駆る。
平民の出だが、ノンナ・ストラウスの実家で騎士修行にいそしんでいたため、ノンナのことを「お嬢様」と呼んでいる。
「石頭の兄さん」と揶揄されるほどかなり頭の固い所があったが、カステポーでの修行を通じ、ヒューア・フォン・ヒッター子爵（ダグラス・カイエン）、バーバリュース・Vやヤーボ・ビート、ジョルジュ・スパンタウゼン、アイシャ・コーダンテら多くの友人を得て成長しているようである。そのカステポーでは、想い人アイシャを救うために「破烈の人形」を駆ってイラー司教のアシュラ・テンプルと対戦、見事勝利した。ボード・ヴュラード（ミッション・ルース）とも旧知で、彼の口コミで「WAX TRAX」を訪れている。ヒッター曰く、「ボクの本当の名前を知ったときが本当に君の修行が終わる時かもしれない」と告げていたものの、魔導大戦が開戦し、カイエンが世を去った後となってもいまだ彼の本当の名は知らず、同様にボードの正体に気付いているかも怪しい。
魔導大戦3036年南部戦線にてアルテン・サヤステ太閤の意向でバキン・ラカンのユーゾッタを支援するため「破烈の人形」で参戦。黒騎士と対戦し勝負はつかなかったものの、その間に後続のルーン騎士団やスバース隊が到着したことよりバッハトマ・コーネラ連合軍が撤退したためユーゾッタを救う目的を見事達成した。
3068年法王に即位。前法王スパンダの残した国家の命運にかかわる計画の遂行という過酷な使命と、自己の良心との葛藤を抱えつつ、3075年のハスハ解放戦まで戦い抜く。
ノンナ・ストラウス
クバルカン法国神官長。ローテ騎士団団長。父ガリアは法国を構成する騎士枢機卿国家ストラウス公国の太公。「慈悲のノンナ」と呼ばれており、クバルカンのみならず星団中にその名が知られている。パートナーはバランシェ・ファティマの瑠璃（ラピス）。ミューズ・バン・レイバックとは幼馴染みであり、父の養子となったため、ミューズはノンナにとっては戸籍上の義弟であり、クバルカンの法と徳と戒律を叩きこんだ弟子ともいえる。
神官長は法王庁の最高責任者であり、クバルカンの行政と司法を統括する立場にある。よってノンナも徳の高い騎士で、前述の二つ名は彼女が下す冷静だが恩情溢れる判決に由来する。一方で、素では非常に口が悪く、ミスをした部下に対しおやつを取り上げるなどの容赦ない制裁を課すため、周囲からは「『無』慈悲のノンナ」として恐れられている。こと、堅物のミューズに無理難題をふっかけてイジメるのが趣味だが、これは彼女がミューズを自分より徳の高い人物と認めていることの裏返しでもある。「自分より5cmほど背が高いのが気に入らない」という理由だけでフィルモアのナイアス・ブリュンヒルデを敵視するなど単純なところもある。周囲や国民からはナイアスの破廉恥な言動に憤慨しているからだと思われているが、真実を知るのは瑠璃だけである。
カラミティ星の崩壊を予見したスパンダ法王の命を受けて魔導大戦に介入してきた。ハスハでのクバルカンの行動に関しては、次期法王と目されるミューズに一切の責任を負わせないことを固く決意している。
真紅のMH「カーディナル・バング（法王の操り人形）」を駆る。本来バングは男性のみで構成されるルーン騎士団にのみ与えられるが、カーディナル・バングはストラウス公国の国有騎である。
『プロムナード』では、第1話の最後に空港でチェックインを待つ乗客の一人として登場。同行していた執事を大声で罵倒していたところにナイアスの姿をした女を見かけて追いかけるが、振り切られている。
アルテン・サヤステ
クバルカン法国を構成するサヤステ公国の2000年代中期における太公で、剣聖ヘリデ・サヤステの子孫。静の先代マスターであり、初代黒騎士ツーリー・パイドルを倒した人物。「破烈の人形」の前ロボーター・プーラー（人形使い）であり、星団暦3000年代初頭では太閤の地位にあるとともにクバルカン法国騎士顧問を務める。
作中では回想場面で若い頃の姿が描かれていたが、魔導大戦にて登場。3036年、先帝ミマスの頼みを受けて地元の老人に扮しつつラカン騎士団の動静を見守っていたものの、血気にはやるユーゾッタを危惧し静を通じてミューズに南部戦線参戦を依頼、さらに自身も前線付近に赴いて戦況の観測に及ぶ。たまたま出会った大甥ビット・マエッセンとわずかに言葉を交わしたのみで彼が現在A.K.D.に所属している事を鋭く見抜きつつも、消息が知れたことを肉親として素直に喜んだ。
「破烈の人形」のファティマ制御システムの設計をバランシェ公に依頼した人物でもある。
イゾルデ・サヤステ
サヤステ公国現当主。カーディナルス筆頭騎士（女性であるため、ルーン騎士団団長の座には就けない）。魔導大戦においてルーン騎士を率いて現在メヨーヨと行動を共にしている。法国最強騎士としてGTM Mk.4 マッハ・シャルトマを与えられているが、魔導大戦終盤では「破烈の人形」を使用する。第13巻の「プロムナード3」ではクラーケンベールの意に沿い、配下のルーン騎士二人と共にチンピラを装ってちゃあに絡む。想定外のジークボゥが助けに入ったことにより険悪な事態になりかけたところで、シトロン・メナーと「こいつ」が介入しかけたのに気づいて速やかに引き上げた。その後、メヨーヨ大帝のナンパを飛び越えてのちゃあへのプロポーズに唖然とさせられることとなった。AFはバルタン。
3069年レーダー9即位に伴い「ラントの盟約」に倣い法王承認で円卓の騎士となる。
レイオット・オスカー卿
ルーン騎士団団長。
アビア・ラングレー大佐
女性のみで構成されるローテ騎士団の騎士。
バレフィラ・サンダン
ローテ騎士団副団長。GTMルッセンフリードを駆る。AFはイグリド。血の気が多い。3036年、アルテン・サヤステの警護役を務めていたところ、デモールのテスト戦を観測中だったビット・マエッセンと遭遇。事前のサヤステの制止も聞かずに迂闊に剣を鞘走らせ、そこでサヤステから改めてマエッセンが肉親でありローテ騎士団ともゆかりの人物であることを説明されてしまったため、団長ノンナからの制裁（一ヶ月間おやつ抜き）を恐れるあまり泣きながらその場にうずくまった。

#### ロッゾ帝国
レオ・ブーチェル
ロッゾ帝国皇帝。本編未登場。温厚で懐の広い人物として知られているが、魔導大戦で自国の騎士団が星団法に背いた手段で慧茄やネイパーによって壊滅させられた時（ちなみにネイパーのほうが慧茄よりも損害を及ぼしている）は、ダイ・グにもんのすごい形相で怒鳴り込んで抗議したり、天照にA.K.Dが所有するパテントの一部を10年間無償で使用することを認めさせており、自国の利益を守るためならフィルモアやA.K.Dが相手でも断固とした態度を取ることを見せている。
ダックナード・ボア・ジィ
ロッゾ帝国総騎士団団長で天位騎士。パートナーはエーロッテン・ニトロゲン作のネロス。ミラージュ騎士団の右翼大隊No.12のウラッツェン・ジィは実弟だが、弟とは違い非常に厳格な人物。部下からは「親父様」と呼ばれている。
ベラ戦の講評はともかく、アイシャの暴れっぷりを見て「手合わせを希望する」など、本当に剛毅なひと。
グレース・スドール天位騎士
ヴーグラ騎士団団長。ベラ国攻防戦に参加。ボイスオーバー・GA2を駆る。AFはバランシェ作No.23のマドリガル・オペレッタ。

#### ウモス国家社会主義共和国
総統フォッケヴォルフ・ムックル
小柄な初老の人物。国民党一党独裁を司る国家代表。ただしその真意は真に国家と国民のため、安定した未来を生み出そうとする赤心に基づいている。
ベルミ・クローゼ伯爵
ウモス青銅騎士団長。紅盾鋼（ハルシュカ）X-4を駆る。レスターを策略によって追い出した張本人だがムックルの思想に心酔しており、国家利益のためにあえて悪役を引き受けている。団長の地位にありながら自ら最前線に立つのは政治力のみに頼るをよしとしない彼なりの誠意の表れであり、それがために彼に同心する騎士も少なくはない。レスターやメルシュ等の指揮官に対してはその想いをぶつけ、ウモスの行く末を憂いていたが、残念ながらその狂信者じみた思考は彼らに理解されることはなかった。そのことについて無念をにじませてはいるが、彼らに対し悪感情は抱いてはいない。AFはヴィルマー。ベラ国攻防戦に参加。
オリバー・メルシュ
ウモス青銅騎士団所属第2カンプグルッペ隊長。GTM青騎士ボルドックス・ガーネット（紫苑鋼）を駆る。ミハイル・レスターとは友人だった（なお、レスターからはオリバー・「メッシュ」と呼ばれていた）ため彼を策にハメて追い出した現団長のベルミ・クローゼに憤りを感じている。AFはアニー・ポロン作のジャカルナ。魔導大戦勃発時、わざと難民の車列に飛び込むような傭兵騎士相手に出動させられ、騎士団を辞して距離を置く頃合いかと考えている。
クローター・ダンツヒ
元青銅騎士団団長。AFはバランシェファティマのオデット。星団歴2974年前後に秘密裏に引退。
メラリア・ムックル・ダンチヒ
18巻で登場した女性騎士。クローターの係累であるだけでは無く、ムックルの孫。パートナーはバランシェのオーキッド（蘭丸）。

#### カーグ連合・ジャスタカーク公国
アイオ・レーン
ジャスタカーク公国の筆頭騎士であり、カーグ騎士団団長。旗騎グルーン・エグダグラインを駆る。ファティマはバランシェ・ファティマの時。「ナイト・オブ・ナイツ」と呼ばれるほどの騎士であり、天位を持つ。ジャスタカーク公国騎士団の団長であり、2980年代時のブーレイ傭兵騎士団の団長を務めたひとりである。第5話パート8で初登場し、ヨーンの心得違いを叱りつけた。魔導大戦では公国軍を率いてハスハに降下し、ギーレル・ハスハ王国東部を占領している。
3069年、レーダー9即位に伴い「ラントの盟約」に倣いフィルモア帝国に合流し円卓の騎士となる。

## ウエスタ太陽系

### 惑星ボォス

#### ミノグシア連合（ハスハ連合共和国）／アトール聖導王朝
アッセルムラトワ・ディスターブ・ムグミカ・アトール（ムグミカ・ラオ・コレット）（2907 - 3030）
超帝国の女帝「ナ・イ・ン」からの歴史と記憶を受け継ぐアトール女皇帝（新設定での詩女）。アマテラスに匹敵する星団最高の予知能力を持つ。幼少時に両親を内戦で失い、先代女帝フンフトの不祥事による退位により幼くして帝位についた。魔導大戦開戦直後、ボスヤスフォートのダイバーパワーの前に為すすべなく死亡。女皇帝の風習により、生まれてから王宮の外に一歩も出ることなく生涯を終えた。伝説にならいその死を代償としてナ・イ・ンと「十曜の守護者」を召喚した。
ヤーボ・ビートとは親友とも言える関係にあり、第3巻では、度重なる不祥事でハスハ連合共和国騎士団（エープ騎士団）を除名されかかったヤーボをカステポー駐在という形で救い、その際、女皇帝であるが故に王宮から出ることの出来ない自分に代わって外の世界を見、それを伝えて欲しいと告げている（その際、ヤーボにそれとなく「預言」を与えている）。ワンダン・ハレーの脱走事件に際しては、騎士権を剥奪され一市民となっていたヤーボを女皇帝直属の騎士「ネードル・シバレース」に任命し、事態の収拾を命じた。マグダル、デプレ姉弟の名付け親でもあり、あり余る力で母ヤーボとコンコードを散々困らせた二人も、ムグミカの前では大人しくなるなど、彼女を心より慕っていた。そしてマグダルは次代の女皇帝（新設定での詩女）として指名される。
祖父のコレットがハスハ連合共和国の元首を務めるが、ムグミカの帝位とは無関係であり偶然である。名前に含まれる「アッセルムラトワ・ディスターブ」とは、超帝国初代皇帝の名であり、ナ・イ・ンなど歴代の超帝国皇帝も名乗っていた。
劇中、あの女たらしカイエンがセクハラも揶揄もしなかった女性。カイエンを抱きながら、ボスヤスフォートに共に討たれた。
ラオ・コレット・クルール（- 3030）
ハスハ連合共和国代表議長でハスハント共和国国王。「民政王」と称される。アトール女皇帝以外には結びつきの弱いミノグシア12か国の統一を果たし、元首として纏め上げる政治家。その老獪さは外交・軍事面でも発揮され、アドラーではユーバー・バラダを後押しし、コーラス-ハグーダ戦争ではフィルモアとともにハグーダを極秘裏に支援、ブーレイ傭兵騎士団の一員としてマイケル・ジョーイ・ギラやヤーボ・ビートらエープ騎士団の最精鋭「スバース隊」を送り込んだ。しかし魔導大戦では目の前で孫のムグミカとダグラス・カイエンをボスヤスフォートに殺害されたことに自身の無力を感じたのか、孫娘の死に対し一祖父としての心情を吐露すると、ナ・イ・ンの脱出の勧めを辞退し、ハスハの再建を期すよう全軍に命じて炎上する王宮と運命を共にした。
いかなる事態にも動じず常に笑みを絶やさない人物。フィルモアのレーダー8世とは異なるタイプながら、随所で一国の元首にふさわしい貫禄を見せる。
ダグラス・カイエン（2672 - 3030）
星団暦2810年から2819年、2970年から3030年までの剣聖。A.K.D.子爵、アトール聖導王朝侯爵。身長219cm、体重110kg。剣聖として正式に太天位（フレール・ド・イペル・シュバリエ）を持つ。使用MHシュペルター（新設定ではGTMデムザンバラ）。パートナーファティマはアウクソー（初期はクーン）。一時「失踪」するなどその生涯には不明な点が多い。母親は超帝國王女にして黒騎士団団長、さらに詩女始祖であったヤーン・バッシュ・ユニオIV、父は ヘリオス剣聖騎士団筆頭騎士のアサラム・スキーンズ。その息子であるカイエンもまた超帝国の純血の騎士であり、まだ産まれぬ前からナ・イ・ンより「カイエン・バッシュ・カステポー」の名を与えられていた。純血の騎士同士の強力すぎる受精卵は自然状態での出産は不可能であったため、身篭った王女の受精卵はL.E.D.ドラゴンに託された。数千年後にL.E.D.ドラゴンからクローム・バランシェが受精卵を受け取り、彼の作品であるファティマ・クーンの子宮に着床させることにより誕生した。借り腹となったクーンの影響で遺伝子がループ状になっており、テロメアがないことから老化することがなく、成人後はほとんど容姿に変化がなかった。また、彼自身の精子も卵子を破壊してしまうほど強力で、通常の方法では受精できなかった。戸籍上はバランシェの養子となってはいたものの、カイエンはバランシェにとって研究の対象でしかなく、カイエン自身は愛するクーンや自分を玩具にしたも等しいクローム・バランシェを憎み何度も殺そうとしたが、その度に庇護者かつ主だった天照に阻まれた過去を持ち、2人に対して愛憎入り交じった感情を抱いている。それを本人は「馬が合わない」と評するが、普段の態度に比して非常にナイーブな一面ももつ。2994年、カステポーにおいて天照が消息を絶ち第二次王朝動乱が発生した際にはダグエラン・ルスの依頼を受けてフロートテンプルに出向き、U.R.Iとカレンの介入もあって無血状態で動乱を鎮圧（ただしヤーボ・ビートを妊娠させて逃亡中なことをラキシスに勘づかれて報酬は重犯罪手配複数の取り消しのみとなってしまった）、さらに天照捜索のためにハスハへ向かうミシャル・ハ・ルンに愛機シュペルターを貸し与える。
前剣聖デイモス・ハイアラキに師事して全ての剣技、MHシュペルター（旧MHウォータードラゴン）とファティマ・クーンを受け継ぐ。また、ダイバーパワーも持ち、ハイアラキも修得できなかった剣聖技「ミラー（次元反転分離攻撃）」「カルバリィブレード（蟷螂十文字斬）」をも扱える。微弱ながらパラサイマル（預言者）としての能力も持っており、前記のフロートテンプル救援時には、「S.A.T.A.N」の気配に恐れをなし、またシュペルターをルンに貸与するにあたり「オレのカンはよく当たるんだよ」という台詞と共に「大砲（バスターランチャー）」を携行するように助言している。のちにハスハ王宮がバッハトマに急襲を受けた際もすでに自らの死とハスハの行く末とを知覚していた様子があり、あえてMHでは出撃せずに生贄となる形でボスヤスフォートに斃されている。
若年時はハスハ連合共和国統一に貢献し、時のアトール女皇帝ボルサより剣聖の称号を受ける。しかしクーンと自らの関係性を知って激昂、前述の通りバストーニュにてバランシェを殺害しようとする。2946年、幾度目かの襲撃をかけるが妨害に入ったメル・リンスと全力の騎士戦に入る。「ミラー」によるリンスの分身を「マキシマム・バスター・タイフォーン」で一挙に殲滅するものの、かろうじて生き残ったリンスの本体によるダイバー・パワーで浮かされ、「カルバリィ・ブレード」をまともに受けて敗北してしまう。しかし、とどめを刺すべく歩み寄る天照を幼いアウクソーが遮り救命を嘆願したことから、「リンス自身が神の力の片鱗であり世界の理の外にあること」を理由に天照はアウクソーの願いを聞き入れ神の力を用いてカイエンを救命する。その後「凄絶な能力を持ちながらつまらないことにしか力を用いないカイエン」「すでに『完成』してしまったアウクソー」に対し激怒し、八つ当たり気味にバランシェから勘当されたアウクソーを保護するという天照の建前にまんまと乗せられ、A.K.D.に渡ってミラージュ騎士団右翼・左翼大隊共通のNo.1になる。だが、弟弟子であるサリオンが起こした第一次王朝動乱が発生した際には失意のあまり薬物中毒に陥った末にミラージュを出奔している。
ミラージュを出奔後は特定の騎士団には属さず、「シルバーナイト」「ナイトマスター」の称号を残して裏世界へと隠れ、「ダークナイト」と呼ばれる星団随一の賞金首となる。カステポーではヒューア・フォン・ヒッター子爵を名乗りナイトギルドの総評議長に就く傍ら、放蕩無頼の生活を送っていたが、実子マグダルとデプレを出産したヤーボが己を訪ねてきた結果ボスヤスフォートによって殺害された事実を知り、その責任を果たすべく自らアトール女皇帝ムグミカの元を訪れてエープ騎士団総団長兼ネードル・シバレースに就任、長い放浪生活に終止符を打つ。
魔導大戦開戦直後に自分のパートナーだったバランシェ・ファティマ「アウクソー」の所有権を解除、「マキシ」の受胎を告白したミース・シルバー・バランシェに懐園剣・雌剣（光剣、新設定ではガットプロウ）を託す。そして、王宮に攻め入ったボスヤスフォートと対決。ボスヤスフォートのハイブレン・コントロールで操られることを防ぐため、無抵抗でムグミカの盾となり波乱に満ちた長い生涯を閉じた。
普段は女好きで節操がなく、とにかく情けない男。その特異体質から子供が出来ないのをいいことに数多くの女性と関係を持っている（皮肉にも蔑称は「種馬子爵ヒッター」）。相手がヒロインだろうとアトール皇帝だろうと平気でセクハラめいたことをしでかし、修羅場になりそうになるとすぐ逃げる。とうとうヤーボを孕ませてしまった時も逃げ回って会いに行こうとしなかった。その結果ヤーボがボスヤスフォートに殺害され、ヤーボの持っていたネードル・シバレースの座を継いだのは彼なりの責任の取り方だった。息子デプレのただならぬ才能を確認してヤーボからジ・エンプレスとコンコードを受け継ぐよう指示し、天位を授けた。劇中でカイエンが直に天位を授けたのはこの時だけである。
アウクソーに対しては普段から大切に想っており、アウクソーが自分の盾になって瀕死の重傷を負い、プリズム・コークスからたとえ再生に成功しても記憶がなくなると言われた時には騎士の廃業すら考えた。だが、彼女の正体が星団最初のファティマ、フォーカスライトだとは最期まで気づきはしなかった。享年358。前述のとおり、老化の兆候はまったく無く、寿命もあと数百年から千年近くは残されていた。
本気を出すことがなく、周囲の期待を裏切ることが多いが、星団最強騎士としての実力は本物 であり、本編でもその実力の一端を見せている。そしてダイ・グ、ジークボゥ、ジャコー、クリスティン、ユーゾッタ、ナイアスといった魔導大戦を彩る才能ある騎士を成長させ（その際、彼らの左右の肩のどちらかにはカイエンによる傷跡が儀式のように刻まれた）、死後も人々の記憶に残る名実共の「剣聖」である。しかしながら、要人の相次ぐ死とハスハの悲劇により人々の心は人間として当たり前の感情を失っており、最初に彼の死を悼んで涙したのはハスハ王宮陥落後にマギー・コーターの元を訪れた、カイエンにとっては数多い恋人の一人に過ぎなかったシリーズ・シアン夫人のみであった。
永野護によれば、外見上のモデルはF1レーサーのアラン・プロストである。
ヤーボ・ビート（2866 - 2998）
エープ騎士団でも最強の「スバース隊」の副隊長で事実上のリーダー。初代黒騎士ツーリー・パイドルゆかりのファティマ「コンコード」（ギエーム・アイアン作）をパートナーとしている。愛用している下着のブランドはラ・ペルラ。
コーラス-ハグーダ戦でハグーダ側に付いて参戦するため、ジュノー上空で待機していたが、A.K.D.とトランの介入による戦況の一変により終戦を迎え、参戦し損ねた。その後度重なる不祥事を理由に解職されかかったところをムグミカの請願（正確には後述）により閑職に干されるに留まった。その後カステポー滞在中に昔馴染みのダグラス・カイエンとの間にもうけた双子、マグダルとデプレを私生児として出産したことでついに騎士権を剥奪される。2997年、200年間封印されていたハスハゆかりの皇帝騎ジ・エンプレスとネードル・シバレースの称号をムグミカより与えられて騎士復帰し、パートナーの寿命問題で無断離隊したワンダン・ハレーを助ける。しかしその直後、カイエンに会うために訪れたカステポーのヴァキ・シティにてボスヤスフォートと遭遇、殺害される。
騎士として華々しい活躍を見せ「ウルトラエース」「女将軍」、あるいは愛騎A-トールBS（バーガ・ハリBS-R）のベイルの紋様に因んで「ハスハの毒蛇」と称えられたが、手合いでモーターヘッドを破壊し搭乗していた騎士を病院送りにするなどトラブルに事欠かず、親友アイシャ・コーダンテと同様極めて奔放な私生活（スパークがエープ騎士団に在籍していた当時は彼女と性的な関係があった、など）もあって「エープ騎士団の汚点」「カステポーの吸い取り女」と揶揄されており、本人もネードル・シバレースに命じられた時にはその噂を気にしていた。
ムグミカから特別視された理由はヤーボ自身ムグミカと歳が近い（「リッター・ピクト」より）ということもあったが、新たな女皇帝（新設定での詩女）の母となることを「預言」されていたためで、カイエンとの間にマグダルとデプレを儲けることができたのはそのため。生まれつき自由のない彼女の目となる約束を交わした。マジェスティック・スタンド（血の召還）のためもあって生涯処女という運命を担ったムグミカにとり、ヤーボが後継者にして娘にも等しいマグダルを産んだことは目ばかりか子宮であったともいえる。
マグダル・アトール（マグダル・ビート）（2994 -）
ムグミカの次の女皇帝（新設定での詩女）に指名された女児（ただし、知識の継承は魔導大戦開始時点ではまだ得られていない）で、父は剣聖ダグラス・カイエン、母は元ハスハのエース騎士でムグミカ女皇帝の騎士（ネードル・シバレース）であったヤーボ・ビート。純血の騎士であるカイエンの子ながら、ムグミカの「預言」の加護で受精卵の段階でデプレと共に通常の胚に偽装することで出生することができた。
ナ・イ・ンら超帝国時代の皇帝と同等のパワーを持つ星団史上究極のダイバーと云われ、ボスヤスフォートを倒せるただ一人の人物とされるが、現在のところ未だ真の力は覚醒していない模様。しかし初対面で名前しか名乗っていない筈のアルル・フォルティシモを懐園剣・雄剣（実剣、新設定ではラングン）とエンゲージSR.1（スルーエクセルナSR1）の持ち主＝メロディ家の末裔と言い当てるなど、幼少時からその片鱗は見せている。
魔導大戦でムグミカと父・カイエンが王宮に攻め入ったボスヤスフォートに殺害されたことでムグミカによる結界が解け、ボスヤスフォートの前に瞬間移動し挑むが、経験の差からボスヤスフォートにダイバー戦で完敗。視力と聴力を失ったとされる。窮余の策としてボスヤスフォートのダイバーパワーによる攻撃を無効化する仮死状態に自らなり（マグダルの昏睡の実際は、ムグミカが亡くなる直前に、マグダルの大脳にフィルターをかけて思考を停止させ、ボスヤスフォートの攻撃から脳を守った）、その直後に召喚されたナ・イ・ンによりボスヤスフォートは退けられ、マグダルは従者騎士のヘアード・グローバーに抱えられ逃げおおせた。バッハトマ魔法帝国の追跡から逃避行し、ランドやログナーに助けられランドと共に聖宮ラーンに辿り着くが神官たちから門前払いを受ける。ドヌーブらラーン支隊と合流しフンフトからの伝言を聞きハスハントに戻ろうとするが、途中でブーレイ傭兵騎士団と青銅騎士団の戦闘に巻き込まれる。ヘアードが負傷したために孤児として難民救護船に保護され、難民収容ステーションに送られるが、ヘアードが到着する前にオーダ宇宙海賊に襲撃され、生命維持カプセルに入ったまま宇宙に放り出されてしまった。コールドスリープ状態で漂流し、流れ流れて辿り着いたのは32年後のドーマ連合に支配されたカーマントーの採掘工場で、マグダルはアンジュとして工場の非合法作業員として働くこととなる。
魔導大戦終結後はハスハ連合共和国とアトール聖導王朝を統合した「アトール聖導帝国」の皇帝に就くが、A.K.D.のボォス侵攻で聖導帝国が解体された後、元の聖導王朝女皇帝に戻るとのこと。父の影響からか長寿を保ち、アマテラスの大侵攻を見届け、ジュノーを追われたディジナ・マイスナーの保護者となることが『F.S.S. DESIGNS』などで予告されている。
また『F.S.S. DESIGNS』によると、セントリーは詩女を守ると言われているがマグダルはセントリーの加護を受けられていないなど通常の詩女とは異なるところがある。また、詩女原母であるナインもなぜかマグダルに関しては何ら救いの手を差し伸べない。これらの理由全てがわかるまでには長い年月が必要になるとのこと。ムグミカはマグダルの正体を知っていたが、それを秘めたままこの世を去った。
幼少時の必殺技は「泣き声」で、誕生時の産声で病院のガラス製品を全て破壊し、その後も泣く度にコンコードも含む周囲の人々は昏倒するか悶絶しており、電気製品も破壊している。宥めることが出来たのはムグミカだけであった。母・ヤーボがワンダン・ハレーの事件の収拾のためアドラーに赴く際も、その先に待つ母の死を予知したのか泣き叫んでいた。
デプレ・ツェン・アトール（デプレッサー・ビート）（2994 -）
マグダルの双子の弟で、3歳にして天位を授与された強力な騎士。彼自身は騎士の能力しか持たないが、マグダルとの脳共鳴によりダイバーパワーを要する剣聖剣技を使うことができる。しかしそれが災いして、マグダルの昏睡の影響で、第12巻時点では昏睡状態に陥っている。これは冬眠状態に近く3062年には復活を果たした際にも弟のマキシとそう変わらない姿だった。母・ヤーボのパートナーで養母代わりでもあるコンコードとMHジ・エンプレス（新設定でのGTMカイゼリン）とを引き継いで騎士団総団長に就任。3075年のハスハ解放戦にも参戦。その際、逸るマキシを叱りつけている。
容姿は父であるカイエンに似ているが、あえてマキシを煽るなど母譲りの性格。幼少時から腕力が強く、3歳の時点で家宝のメトロ・テカ・クロム鋼で作られた剣を素手でへし折ってしまっており、育児をしていたコンコードも生傷が絶えなかった。ロータス・バルンガがイズモ・アストロシティ出張のおみやげに買ってきたアビエン・ヒートサイの業物の剣（新設定ではガット・ブロゥ）を携帯している。
マイケル・ジョーイ・ギラ
エープ騎士団スバース隊隊長。パートナーは桜子ファティマのコロナ。スキンヘッドが特徴だが、ウィッグを着用する時もある。
騎士としても一流の腕を持つが、政治手腕にも長け、のちにはムグミカやコレット王の側近的立場となり、ダグラス・カイエンのハスハ復帰前には騎士団総団長も務めていた。魔導大戦では軍総司令として、ムグミカ、カイエン、コレットを失い解体の危機に直面するハスハの再結束に奔走。平民階層の出身ゆえか支配階層からは快く思われていないところもあるが、国民の人気は高く、マギー・コーターから「あんたは信用、バルンガは頭。2人揃ってないと議会は動かせない」と評されたように、内外からの信頼を寄せられている。後にハスハの為に戦わせて欲しいと懇願したランドアンド・スパコーンに、議会対策に身動きが取れない自らに代わりスバース隊を率いるよう要請している。議会に掛かり切りで騎士としても身体が鈍っていることを自覚している。
ヤーボ・ビートやスパークがエープ騎士団に在籍していたころは、その破天荒ぶりに手を焼いていた。
コーラス-ハグーダ戦ではヤーボ同様ハグーダ側に加勢するためジュノー上空で待機していたが出撃はならなかった。その際フィルモアの若手騎士ブルーノ・カンツィアンを救助し、荒れるブルーノを諌めている。
ロータス・バルンガ
エープ騎士団スクリティ・ポリティ隊の隊長。パートナーはバランシェ・ファティマのスパリチューダ。丸眼鏡とソフト・モヒカンが特徴。
スクリティ隊は数多くの部隊が存在するエープ騎士団の中において憲兵の役割を果たす一方、裏方の汚れ仕事を一手に引き受ける秘密警察的な役目も持ち、味方からも恐怖と偏見の眼差しを向けられる部隊であるが、その隊長を務めるバルンガ以下構成員一同は決して冷酷かつ残忍な人物というわけではなく、ただひたすらに共和国とアトール女皇帝に対して忠節を尽くし、任務を忠実に実行しているだけである。2997年、任務遂行中に私事で脱走したワンダン・ハレーの追撃戦の際、対峙したクルマルス・ビブロス（ホウザイロI）のヘッドライナーがトラン連邦のミッション・ルース大統領と察知するや、たとえ国際問題に発展する危険があったとしても任務終了後に自らの首を差し出す覚悟を抱き、剣を引こうとしなかったことからも忠誠心と責任感の強さが見て取れる。戦闘が終わった時には必死に部下を守ろうとしたり、ハレー脱走の原因であったファティマ・ハルペルの真実を知ると号泣する（この時、ボード・ヴュラードと抱き合いながら泣いていた）など、根は情に篤い人物である。
ヤーボ・ビートとダグラス・カイエンの子であるマグダルとデプレは幼少の頃より彼の人格と才能を見抜き懐いており、そのおかげもあってか、後にマグダル・デプレの側近として共和国の中枢に身を置くようになる。剣や人を見る目は確かで、傭兵稼業を送っていたアルル・フォルティシモ・メロディをハスハに迎え入れたのは彼である。デプレが所有しているアビエン・ヒートサイの業物の剣も、もとはバルンガがイズモ・アストロシティ出張の際に幼いデプレへのおみやげとして見つけたもので、マグダルもいい目をしていると褒めている。
3030年、首都ペイジがバッハトマ軍により陥落した後、議会の収拾を図るために前線を離れるハスハ連合国軍総司令のマイケル・ジョーイ・ギラの命でハスハ軍司令部総参謀に就任。フィルモア帝国のノイエ・シルチスと停戦協定を結んだナカカラ駐在のディスターブ隊や、マグダルの失踪に伴う聖宮ラーンの動向にいち早く注意を向けるなど知将に相応しい采配力と才能を発揮させる。また、アルルへの好意と配慮は尋常ではなく、国家の危機に際し大切な部下二人を護衛につけるなど重要視している。彼の慧眼がハスハント解放戦にてハグーダ戦以来の冷戦関係にあったトリオ・コーラス王朝の協力を取り付ける原動力となる。
ヘアード・グローバー
アトール女皇帝ムグミカを補佐し、聖宮ラーンの最高責任者でもあるミカレス（最高神官）であり、ラーンを警護するラーン近衛騎士団と、そのベイジ駐屯分隊 を統括する騎士。ムグミカの後継者のマグダル、その実弟のデプレの身辺警護と世話も担当している。パートナーはスティール・クープ博士作のナールーシャ。片眼鏡をかけていたが、3030年のバッハトマ侵攻の際、王宮脱出時に失っている。
両親は女皇帝ボルサ時代にラーンに仕え、ヘアードもその道を行くものと思われていたが、騎士の血が発現したためエープ騎士団入りし、女皇帝フンフトの護衛にあたっていた。そして不倫事件でフンフトが追放され、後継にムグミカが就くと、彼女の指名でミカレスに就任した。騎士を兼ねるミカレスはラーンの歴史上初めてであり、在任中はハスハントの連合議会とラーンとの板挟みに遭うことも少なくなかった。
ハスハント王宮攻防戦で、ムグミカとダグラス・カイエンの命の代償により復活したナ・イ・ンの命令を受けてマグダルと共に王宮を脱出（ムグミカの死の時点でミカレスではなくなった）。所属部隊がラーンに帰還した ことを知ることなく逃避行を続ける。イマラからアルルを経て受け継いだ「姉ちゃんキックでモちょっとオバさんなのバージョン」で雲竜のケサギを退けている。度重なる追撃による怪我で動けなくなってしまったところをワルツ・エンデ（F.U.ログナー）からの情報を受けたランドアンド・スパコーンにより救出され、以降はランドと共に行動する。一旦はラーンに帰還しフンフトに面会を申し出るが、フンフトに仕える神官たちに退けられる。後にドヌーブらラーン近衛騎士団のメンバーとナールーシャとの再会を果たし、彼女たちから「そのままマグダルを連れて逃げるように」とのフンフトからの伝言と、大神官の証である5つのセントリー・ドロップを繋いだ首飾り「ファイブ・スター」を託され、再びランド・マグダルと共に逃避行の旅に出るが、途中でブーレイ傭兵騎士団と青銅騎士団の戦闘に巻き込まれ負傷し、その間マグダルが孤児として難民救護船に保護され難民収容ステーションに送られてしまう。ティスホーンの治療を受け回復。スバース市に向かうランドにギラへの伝言を預け、これ以上は甘えられぬと彼とは別れて一人で難民収容ステーションにマグダルを迎えに行くが、既にオーグ宇宙海賊の襲撃を受けた後であり、調査に来ていたイオタ宇宙騎士団のジャコーと共にマグダルの行方を追う。ランドのアイデアでヘアードはアデム・ユラ、マグダルはアンジュ・ユラの偽名を名乗り母娘と偽る。ユラはランドの治める母国の地名。
預かり屋の親父シゲルブ・ユキノジョウと会った際、自分たちの身分を隠すためランドから自分のことを妻だと紹介され、そのウソの一言に思わず舞い上がってしまうなど可愛い一面も見せる（第13巻で実は男性と私的に関わったり付き合ったりとしたことが一度もないことが明かされる）。
複数のドラゴン・ネイチャーを召還出来るドラゴン・ドロップ（新設定でのセントリー・ドロップ）を有し、ごく限られた条件でのみ行使することが出来る。
F.S.S.公式サイトには「物語中では彼女の地位や使命などに触れられることはない」と明記されており（ただし2014年3月26日現在、ヘアードのプロフィールを記述した箇所は、サイトリニューアルにより削除されている）、『F.S.S. DESIGNS 4』でその地位が明かされることになった。『F.S.S. DESIGNS 3』には神官服を着た姿が「ミカレス大神官（Over Apostle MICHALESS of the LAAN）」の肩書と共に収録されている。
フンフト・アトール（ナトリウム・フンフト）
先代のアトール女皇帝（新設定での詩女）。そのダイバーパワーでダグラス・カイエンの復活やマドラ・モイライとスパークの分離などに関わるが、コーラス分家の王子ピアノ・メロディとの間に不義の子（後のファティマ・マイト、ナトリウム・シング・桜子）を成したことで巫女の力を失い退位する。その後はカステポーで隠遁生活を送っていたが、魔導大戦開戦直後、廃都アマダ・ジーでフェザードラゴンの幼生に憑依したナ・イ・ンより、マグダル・ビートの復活までの間のアトール女皇帝復帰を命じられ、ナ・イ・ンの導きで聖地ラーンへ向かう。後の剣聖マキシの養母。
歴代のアトール女皇帝（詩女）では初めて政治に関わった人物であり、その手腕はフィルモア帝国等の大国の指導者達はもちろん、天照ですらも翻弄されるほどで、星団にアトール女皇帝（詩女）が政治に関わるとどうなるかを知らしめた。
フィルモア帝国が母星カラミティの寿命絡みでハスハを侵略しようとしていることを理解しており、その一環でのフィルモア5世との政略結婚をあえて受けることになるが、フィルモア5世やクリスティン・Vらの純粋な思いも理解しており、政略結婚の件で動揺していたクリスを煽ったあとに激励して「預言」を与える。
ランドアンド・スパコーン
第1支隊・スパース隊の支隊長。天照帝から魔導大戦参戦の許可を貰いギラの要請を受けてAP騎士団に参加した。詳しくはミラージュ騎士団 を参照。
ヒン・モンダッタ中佐
スバース隊デプレ付き騎士。パートナーAFはモラードのカプリコーン。魔導大戦ではスバース隊支隊長になったランドの下にいる。
アード・ゼニヤッタ中佐
スバース隊デプレ付き騎士。パートナーAFはモラードのエベレスト。魔導大戦ではスバース隊支隊長になったランドの下にいる。
シュマイス・バイダー
第2支隊・スキーン隊の支隊長。パートナーAFはコークスのウークーツ。
カーリム・玲於奈
第4支隊・スパチュラ隊の支隊長。ベラ国攻防戦でバトラント国から駆け付けた。教導隊時代のワンダン・ハレーの教え子。
ボルカノ・ストーン
第6支隊・ジャグード支隊の支隊長。ベラ国攻防戦でイェンシング国から駆け付けた。教導隊時代のワンダン・ハレーの教え子。軽口を叩きながら参戦したベラ国攻防戦は、実際にはカリーム共々、討ち死にを覚悟したうえでの与力であった。
ロダン・モドト
第8支隊・バローラ支隊の支隊長。魔導大戦の際にギーレル王朝騎士団に編入した。
ダーナー・ラドンウェイ
第9支隊・ディスターブ支隊の支隊長。軍人というよりも政治家気質な人物。魔導大戦の際には動かずに中立不動の立場を取る。
ナルミ・アイデルマ大佐→少将
第10支隊・ツラック支隊の支隊長。大雑把な性格だが騎士団長としての適正は確か。魔導大戦の緒戦で前任の支隊長が自分を庇い戦死したため支隊長を引き継いだ。また、その際に失った前のパートナーにかわり、ミース作のビューリーを娶った。以降、孤立無援状態のベラ国の防御に心血を注いでいたが、3031年にソープやツバンツヒと出会い、後のベラ国攻防戦で星団史に残る活躍を見せる。ハルペルを失って以来塞ぎこんでいたハレーを自分と同じようにパートナーを失った立場で説得して復帰させた。ベラ戦での働きに反して低評価されているが後々のことを考えての裁定であり、後年、ラーン支隊長になる。
ノーザン・カーツ大佐
ツラック支隊、ナルミの副官。パートナーAFはエイボスのプレインス。元スキーン隊の大隊長で、AP騎士時代のスパークの部下。繰り上がりで支隊長となったナルミの補佐としてハスハントから派遣された。実際の目的は軍監でありハスハント中央本部の意向としてツラック隊にベラ国から撤退させる役割を担っていたのだが、ナルミの真っ直ぐな想いにAP騎士の一人として感化され、以後中央本部の以降を無視してナルミの相談役としてツラック隊を支えていた。ツラック隊に様々な便宜が図られていたのもカーツの陰働きによるものである。
ユージン・ボレー大佐
ツラック支隊、第一大隊大隊長。パートナーAFはコークスのヌーリ。ツラック隊ではナルミ、カーツに次ぐ古参騎士。自分の乗騎であるバーガ・ハリの不調に悩んでいたが、ソープによる調整で前線に復帰。ベラ戦でスコアを増やし、エース騎士の仲間入りをした。
モーグ・ルセナー中佐
ツラック支隊、第一大隊副官。パートナーAFはイルナー。ベラ出身。自分の乗騎であるバーガ・ハリがソープによって修理されて前線に復帰。最後の攻防戦では枢軸軍の大集結にただひとりイルナーと前線に残り、危険を承知で枢軸軍の戦力の映像を送り続けた（一方、枢軸軍も戦力差を見せつける目的であえて彼を放置していた）。
ワンダン・ハレー
AP騎士団エンブリヨ隊所属の大隊長。2997年、自分のパートナーである工場製ファティマ「ハルペル」が異状をきたし、壊れファティマとして処分されることを恐れたハレーは任務中に脱走、当時の星団一のファティマ・マイト、モラード・カーバイトの元に赴くが、モラードとの接触を果たした後にスクリティ隊と遭遇。交戦中にハルペルが機能停止する危機に陥るも、ボード・ヴュラード（＝トラン大統領ミッション・ルース）やアトール女皇帝ムグミカの意を受けたヤーボ・ビートの助けもあって危地を逃れる。しかしモラードから、ハルペルの正体は星団史上初めて生み出された4人のファティマの一人「ジ・インタシティ」であり、彼女の異状の原因は（人間で言う）老衰によるものであることを告げられ、最後まで騎士と共に在りたかったというハルペル＝インタシティが天寿を全うするのをハレーは見届けるしかなかった。自身は軽い処分で住んだものの、ハルペルの件での喪失感がもとで帰国後に騎士を廃業した。
騎士廃業後はすっかり落ちぶれてしまっていたが、魔導大戦の渦中にあったベラ国でツラック隊の戦いぶりを観測していたところをツラック隊に拘束される。ハルペルの件で塞ぎこんでいた情けない姿をナルミに叱咤説得されて騎士として復帰。その際、モラードを訪ねた時に面識のあったファティマ・ビルトを自分から頼み込んでパートナーにし、かつてヤーボが使用していたA・トールBS（バーガ・ハリBS-R）に騎乗してツラック隊に参加、第二大隊大隊長に就任。後にドーチュー隊の支隊長になる。3075年のハスハント解放戦にも参戦する。
エルディアイ・ツバンツヒ
ツラック支隊、第三大隊大隊長。ミースの伝言を預かりツラック隊にワンダン・ハレー捜索を依頼しに来たところ、ソープやファナ（ラキシス）の口車に乗せられたナルミに頼まれ傭兵としてツラック隊に参加する。AFは湖のオーハイネ。詳しくはエルディアイ・ツバンツヒ を参照。
ヴィンズ・ヴィズ
ツラック支隊、第三大隊所属。星団中に放送された「コンテナを運ぶ少女兵（ラキシス）」の映像を観たログナーにより、ソープ（天照帝）の護衛ならびにツラック隊に潜入を目論む枢軸のスパイを排除する任務を与えられてベラ国国家騎士団に潜入。しかしエーディスから「不審な騎士と売店の売り子がいる」と報告を受けていたツバンツヒに尋問された結果、ツラック隊に臨時入隊させられた。詳しくはバイズビズ を参照。
エレーナ・クニャジコーワ
ツラック支隊、第三大隊所属。ログナーの命令でツラック隊PXで働きながらソープの護衛と枢軸軍の情報収集に務めていたがバイズビズ同様ツバンツヒに捕まり、ツラック隊に臨時入隊させられた。ジィッド率いる銀月騎士団がナルミへと突撃した際、ツバンツヒが無謀ともいえる勢いでハレーとの合流ルートを拓けたのは、バイズビズとエレーナという凄腕のヘッドライナー二人がバックアップとして備えていたからである。詳しくはエレーナ・クニャジコーワ を参照。
エーディス・ミュクレー中佐
ツラック支隊、第三大隊第七中隊中隊長。AFはホワイトリィ。サイトとは夫婦で、そのためか連携にすぐれており、そこを見込んだナルミによりツバンツヒの部下として配属された。ソープがやってきた後は志願騎士の教練も行っていたことから、不審なベラ国騎士とPXのバイトにも気がつき、やがて最終決戦で二人の凄腕騎士がスカウトされる結果を生んだ。ベラ戦後、子供ができたので一時休職していたが、3062年には子供もつれて復帰している。
エイチ・サイト中佐
ツラック支隊、第三大隊第六中隊中隊長。AFはエリドゥ。ミュクレー共々、ヘッドライナーとしての技量はツバンツヒが「この二人ならサポートを任せられる」と見込んだほど高い。事実、ソープがやってきた当時、完動状態にあったツラック隊のバーガ・ハリはカーツとエーディス、そしてこのサイトの三名の専用騎のみであった。GTMに損傷を残さず戦い抜いてきただけあって戦闘のカンは良く、ツバンツヒの初陣をきっちりサポートした。ベラ国攻防戦後はスバース隊を始め各地のAP騎士団から移籍や教官依頼の誘いが来ているが、北部が安定するまですべてを断り、ツラック隊に在籍している。
オロダムル・ハル（17巻イラストではオモラルド・ハル）
第11支隊・宇宙騎行支隊S-P-K隊の支隊長。AFはアリエ魔導大戦の際に宇宙都市ダンダグラーダごとハスハ及びミノグシア連合から離脱して惑星カーマントー・ドーマ連合に合流した。同じミノグシアの民ながら、本国から放置され続けていたことに不満はあったが、結果としてドーマの支配下に置かれていることには忸怩たる思いがあるようだ。
ピゲータ
第11支隊・宇宙騎行支隊S-P-K隊の騎士。ハルの副官。バーガ・ハリ・ダンダグラーダによる演習に参加した際にアンジュ・ユラ（マグダル）の眠るカプセルを発見した。
アルル・フォルテシモ・メロディ4世 大佐
独立遊撃支隊・スクリティ隊の支隊長。傭兵としてAP騎士団に参加。マグダルやデプレに気に入られて仲間になっていった。ギラの代理として中立不動の立場を取るディスターブ支隊の支隊長ラドンウェイと会談。その後、バルンガの指示で聖宮ラーンに向かう。詳しくはアルル・フォルテシモ・メロディ を参照。
ゲンジャ・ボルツ
スクリティ・ポリティ隊の騎士。パートナーはポーラ。同僚のベクター・赤城と共に行動していることが多い。上司ともども忠誠心に厚く、情に深い人物。ワンダン・ハレー追撃戦では間に入ったエンプレスをトランに寝返ったと誤解して攻撃、強烈な一撃を受けてもなお戦闘を続行しようとしたが、エンプレス投入をアトール女皇帝ムグミカの叡慮と悟ったスクリティ隊長ロータス・バルンガに制止される。
魔導大戦に入ってからはバルンガの命令でアルル・フォルティシモ・メロディの直衛につく。アルルよりも戦闘力は落ちるが隠密行動や電子戦に優れたA・トール・ESSQ（バーガ・ハリ・ESSQ）を駆り、アルルのエンゲージSR.1がノウラン近郊でグリーン・ネイパーのオージェの待ち伏せを受けた際には、エンゲージSR.3（ハイレオンSR3）で乱入したセイレイ・コーラス王女とアルルとの口喧嘩に乗じて突入、電子妨害を仕掛けアルルを救出している。
ベクター・赤城
スクリティ・ポリティ隊の騎士。パートナーはエイジア。同僚のゲンジャ・ボルツと共に行動していることが多い。ゲンジャよりも背が低くて頭がはげているのがベクター。ワンダン・ハレー追撃戦ではハレーの助けに入ったクルマルス・ビブロス（ホウザイロI）と交戦、ナッカンドラ・スバースの技「モーターブーム」を受けダメージを負い、ビブロス（ホウザイロI）のヘッドライナーが誰かを悟った上司のロータス・バルンガの指示で戦線を離脱。ハレーのパートナー・ハルペルの真実を知らされた時には上司・同僚（ついでにビュラード）ともども男泣きし、ハレー救出に動いたヤーボ・ビートからは「それでよくソージ屋がつとまるな」と突っ込まれていた。
魔道大戦ではゲンジャともどもアルル・フォルティシモ・メロディの護衛を務める。オージェ（モルフォ・ザ・スルターン）ならびにエンケージSR.3（ハイレオンSR3）との遭遇戦では、アルル救出のためにゲンジャを向かわせ単騎でロッゾ騎士団2個中隊を引き付ける囮となる。グランドジャマーで目潰しをかけ時間を稼ぐが、ジャマーの死角からヘルマイネに不意を突かれ窮地に陥ったところを慧茄の駆るファントムによって救われている。
ドヌーブ・ガセット
聖宮ラーンを警護している王宮支隊「アイル・フェルノア」の支隊長。ラーン入りしたヘアードにフンフトからの伝言と大神官の証「ファイブ・スター」を託して送り出す。
サムナー・カロン技術少佐
ツラック隊整備主任兼GTM整備大隊指揮官。2本線のアジャスター称号所持者で、博士号を持つGTM整備技術士。日々の激務により疲弊している所におちゃらけた格好でやってきたソープに対して反感に近い懐疑的な目を持っていたが、原因不明の故障で動かないバーガ・ハリを一発で直された時、見た目の偏見やツラック隊を切り盛りしてきた整備主任というプライドはGTMを修理することに対して何の意味もないことに気づいた。以後は部下とともにソープの技術を積極的に吸収、ベラ国攻防戦後も研鑽に励んだことにより整備隊の技術を「ハスハント随一」と呼ばれるまでに成長させた。

#### ギーレル王朝
ローマ・ギー国王
ギーレル国王。ギーレルを「もとより詩女様を中心とした国家」とし、旧ハスハ連合とは当初から距離をおいていた。魔導大戦の劈頭で旧ハスハ連合の分裂が一気に進んだのは、このギー国王の準備があったと言われている。
ロダン・モドト
ギーレル王朝騎士団バローラ隊隊長。元AP騎士団バローラ支隊長。

#### バッハトマ魔導帝国
ディス・ヒフツェン・ボスヤスフォート（- 2121、2992 - 3075）
バッハトマ皇帝。超帝國の血を引く純血のダイバーを自称しており、実際に「ルシェミ（新設定では「グレイン」）」や「ハイブレン（新設定では「オペラ」）」という現在では失われた筈のダイバーフォース（新設定では「グリント・ツヴィンゲン」）を有している。ヒフツェンの名は歴史上に14人目までしか記録が残っていない超帝國総帝の15代目、ディスは男性王を意味しているものの、これらはすべて僭称に過ぎない。事実、ベイジ陥落の際に（もし本当に超帝國の直系であれば確実に粛清に走っていたであろう）ナインが完全に無視しており、かつ正体とみられるものがナカカラの頃に観測されて以後の詩女にも継承されていることから、実のところその能力は超帝國とは関係ないなにか別のものであることが確約されている。
星団暦2121年、ダイバーズ・パラ・ギルド当主の座を求めて天照の命（ミコト）にダイバー戦を挑み、今一歩のところまで追い詰めるが、「今母上が死亡した場合、世の中に看過し得ない悪影響が出る」とデジタルに判断したレディオス・ソープ皇子が戦いに介入。「次元回廊」によって時空間の狭間に送り込まれる寸前に天照の命によってこの次元での死を与えられる。だが、肉体が滅びてもなお禁断の術である「憑依の法」を用いて幾人もの魔導師達の精神の片隅に寄生することで900年近い年月を生き延び、小国シーブルの宰相ディ・バローの思考を操って「命の水」を望むように仕向けると、L.E.D.ドラゴンの幼体（すえぞう）の「命の水」を横取りして再び受肉する。直後にアマテラスへの挑発としてシャフトを殺害、次いでシーブルを乗っ取ってバッハトマを興国し、主宰となる。一方でカステポーの闇に潜み、デコース・ワイズメルとユーコン財団会長ビューティ・ペール、泉興京巴といった裏社会の顔役を傘下に収めながら、ヤーボ・ビートを始めとして己の敵となりそうな騎士たちを暗殺してゆく。3010年、示威行為と強行偵察・重要人物の暗殺を目的としてデコース、ペールと共にA.K.D.フロートテンプルをたった三人で襲撃。リィ・エックスを殺害して玉座の間にまで侵攻するがスパコーンによって右腕を斬り落とされ、メル・リンスのカルバリィ・ブレードに倒される。撤退寸前にサリオンの殺害にこそ失敗したものの、盾となったF.U.ログナーを凍殺。一時的ながら、アマテラスの手足であるミラージュ騎士団に事実上の壊滅をもたらす。その後20年は雌伏してバッハトマ共々力を蓄えると、ついに3030年ボォス星ハスハ連合共和国（≒アトール聖導王朝）へと侵攻し、星団中を戦渦に巻き込む魔導大戦を引き起こす。開戦の目的は「超帝國の血筋でないものがのさばるのを不愉快に感じていたから」と言われているが、真実は定かではない。ハスハへの宣戦布告後、黒騎士団が首都ベイジに迫るのに合わせてハスハ王宮深層部に単独突入するとダグラス・カイエンとムグミカ・アトールを殺害、さらにダイバー戦でマグダル・ビートを昏睡状態へと追い込むが、カイエンの血と自らの命とを代償にムグミカが召喚したナ・イ・ンの炎に巻き込まれ、左腕を失う重傷を負って撤退する（この時、ミース・シルバーを一時的に捕虜と（いうよりは保護）する）。ミコトとの戦いで破れた際にアマテラスの正体を見抜いていることから、「アマテラスにとって人類は虫けら同然であり、魔導大戦も取るに足らないものだ」と指摘する（もっとも、これはアマテラスには詭弁と評されている）。
悪役ではあるものの、（以前はともかく）バッハトマ建国後は他人に対して礼節を欠かさず、無名・有名に関わらず実力のある人材を別け隔てなく登用するなど君主としての品格を備えた人物として描かれている。逆に言えば、作中においては絶対的な「悪」や「魔王」といった存在ではなく、あくまで新興国の有能な君主でありダイバー（設定変更後は「バイター」）にすぎない。
『DESIGNS』での設定上では最終的に3075年にマグダル・デプレ・マキシの三人によって完全に滅ぼされる。
身長は235cmと、高身長の人物が並ぶFSSの登場人物のうちでも非常に大きい。
ビューティ・ペール
副主宰。バッハトマ魔導軍総指揮官。ザンダ財団と対立するユーコン財団の会長でもありバッハトマを財政上も支えている。元々ディ・バローを支援していたが、復活したボスヤスフォートが成り代わるとそのまま臣従した。フロートテンプル奇襲では「エイリアス」を使った攻撃でハインド・キルやミューリー・キンキーを翻弄した。ミラージュの魔導士「ズーム」の母親であり、フロートテンプルで再会した時には彼女が自ら止めていた成長を促進させてしまった。また、マグダルやボスヤスフォートに劣るとは言え、極めて強力なダイバーフォースを有している。初登場時は化粧の物凄く濃いキャラとして描かれていたが、その後は登場する度に化粧は薄くなっていき、ハスハ戦後にはまるで別人のような若々しい姿となっていた。
ボスヤスフォートの命でアドラーのヨーグンとダスニカの増強を密かに推し進めている。星団暦3062年、「騎士再生プロジェクト」を進め、ヨーグンとダスニカにて、最低ランクの騎士を少なからぬリスクと引き換えに強化する「人造騎士」という強力な戦力を実地検証中。一方でバハットマの隻赤騎士団と黒血魔導団が行方不明となっているが、関連性は不明である。
前後して、旧ハスハ国内スバース市街を内偵中だったEV-3（偽名は「みつ子」）とマドラ＆マキシの前に姿を現し、マキシの力を試そうと攻撃を仕掛けるも、返り討ちに遭い首をはねられる。
だが、マキシの制御のために駆けつけたアマテラスによって、ペールの正体は旧超帝國の邪悪な遺産「魔導人形」であると知らされる。マキシが斃したものは予備体に過ぎず、メインの母体は別の場所にいると判明。背景も含め、ペールに関しては超帝國の亡霊程度では済まず、ボスヤスフォートよりも厄介な可能性がある事を天照は告げた。
ユーゴ・マウザー教授 / ワスペン・ナンダ・クラック
ビューティー・ペールに招かれたシステム・カリギュラ所属のGTMガーランド。ツバンツヒ同様に強力な騎士でもある重合人間で、天位以上の実力を持つヨーン・バインツェルを手加減して試す余裕があるほどの強さを誇る。パートナーはラ・ベルダ。GTMダッカスのオーバーホールを手がけただけでなく、フ・リエ、ル・ゾラやアーリィを指揮下におくなどバッハトマにおいて高い地位を与えられている模様で、事実ヨーンが請け負ったバイトでの「ルージョン市にいるバッハトマの要人」とはマウザーのことだった。
ツバンツヒ共々「花の詩女 ゴティックメード」の時代から登場している人物であるが、エキセントリックな言動は2500年経っても変わらず。パートナーであるベルダ曰く、尻尾を巻いて逃げることに何ら抵抗がなく、自分が楽しければ敗けっぱなしでもまったくこだわらない。マウザー本人も「本当に面白い展開になったら一歩引いて見物に回る」と宣言している。また、システム・カリギュラ共通の価値観として、何に対しても偏見はない（もっとも、女子高生生活をエンジョイするツバンツヒの惨状にはさすがにショックを受けていた）。「教授」という肩書もあって、実は教えたがりな一面もあるが、相手の理解力が低いとイライラするタイプ。
その後、システム・カリギュラとしてビリジアンと共にコーネラ帝国の新型GTM「カナルコード・エリア・ナイン（新設定ではデモール）」の開発に協力。プロトタイプであるデモール・ゾロのシーゾス国境における稼働試験のために、ホルダ31・ユーレイ（輸出仕様・K型）を購入し本国仕様と同スペックになるまでチューニングした上でサポート騎として投入したり、周辺地域に意図的に情報を漏らして実戦を誘発したりするなど「面白いこと」を最優先する行動をとる。結果的にそれは、星団3大GTMを揃い踏みさせる騒動となり、彼の狙い通りかそれ以上の事態となった。
デモールの試験後、ツバンツヒが消えた理由を察して、裏切り者として再捜索を開始。ラキシスの護衛についていた彼女を発見し、（その痛々しい姿にショックを受けた上で）肉体を本来の姿に戻した上で自ら処刑に赴くが…その後の詳細はミラージュ騎士団#第2期 グリーン・レフトを参照。
なお、第16巻47ページでは「3030年のボスヤスフォート主宰のフロートテンプル襲撃」と口にしているが、これは「3010年」の誤りである。
フ・リエ・シグダ
星団でも一、二を争うと言われるボルテッツ。天照帝も認める強い魔導師。フリーであったが3030年前後にバッハトマに加わり、ボスヤスフォートの護衛等を務めている。その攻撃速度は騎士のソニック・ブレードにも匹敵し、（いくら素手であるとはいえ）天位クラスのヨーンとジークが二人でかかっても攻撃を避けるだけで精一杯であった。
フ・リエ＆ル・ゾラはその時代で最強の魔導師に与えられる称号であり、騎士における「剣聖」と同等のものである。
ララトゥ・ル・ゾラ
星団でも1、2位を争うと言われるボルテッツ。やはり天照帝も認める強力な魔導師。
デコース・ワイズメル上級大将
バッハトマ重剛騎士団総騎士団長、バッハトマ宮殿騎士黒騎士団団長、バッハトマ軍団司令官。#黒騎士の項を参照のこと。
バギィ・ブーフ少将
黒騎士団副団長。バッハトマのベイジ侵攻時にデコース・ワイズメルの右翼を務めた強力な騎士。本人はそのことに非常にプライドを持っており、自分を差し置いて自分より腕の劣る若い騎士たちが分不相応なほどの多大な恩賞を受けたり、実力の無い騎士ほど自分を売り込みたいがために強がったり派手な格好をしたりすることに正直辟易している。アララギ・ハイトとは旧知の仲。
AP騎士団スキーン隊を陥とした際には、古株ならではの搦め手を用い、ファティマを無用に殺害せず堅実にバーガ・ハリを破壊している。
ベラ戦ではデコースが責任を担保した上で、ジィッドの後詰めとしていざという時の撤退役を負ったが、「きっついぜ」とやりにくさを独り言ちていたが、自分の部下と共に生還している。ミラージュ相手にジィッドを射出して囮になろうとしたニナリスに自分が行くから待てと止めている（実際には先回りしていたナオが助けた）。
ゴーン・ホー大佐
黒騎士団第1大隊長。バギィと共にデコースの脇を固めている。3036年のGTMデモール実戦テストでは、GTMカーバーゲンの大隊を率いてスバース隊を相手取って戦っている。
シーラ・ハイドン大佐
黒騎士団第2大隊長。女性騎士。彼女もデコースの脇を固める。3036年のGTMデモール実戦テストでは、好きに暴れるケサギとカエシを監視しつつも彼らを撒き餌にスバース隊を相手取って戦っている。マドラがデコースを性的な意味で襲っていた時分に、他所で騎士やAFの指導を行っていたエストを連れて帰隊。エストからの説明を鵜呑みにし、「戦勝気分に浮かれるバッハトマ騎士たちを鍛えるために不意打ちとしてデコース団長が『薔薇の騎士』と呼ばれる剣豪を呼んで不意打ちを仕掛けた」と説明。「その団長は今も想像を絶する手合いを繰り返している」と部下たちを叱咤し、自らも騎士たちと訓練に入った。
ケサギ准将
「雲竜のケサギ」と呼ばれるバッハトマ騎士団の副将格。カエシと共に旧シーブル騎士団の山羊座騎士団、射手座騎士団を率いる。ミミバ族出身だが、相撲取りのように丸々と太っている。右眼に眼帯を付けているが、伊達かは不明。しかし見掛けに反して動きはすばやい。小天位であるオルカオン・ハリスを足止めするほどの腕前を持つ。捕まえた相手にカエルの着ぐるみを着せて泳がせたり、リアル羽根突きで顔を真っ黒にするのが趣味と、傍目には気味悪いことばかりしているが憎めない性格のためバッハトマでは重宝されているとのこと。魔導大戦では騎士とダイバーを率いて逃走するマグダル皇女とヘアード・グローバーを追跡するが、ヘアードの「ねーちゃんキック、でもちょっとオバサンなのバージョン」を喰らって悶絶、数年間入院生活を送る羽目になる。3036年のGTMデモール実戦テストにおいては、デコースのダッカスに率いられて再登場している。
カエシ准将
「疾風（しっぷう）のカエシ」と呼ばれるケサギのパートナーで常に行動を共にしている。ケサギと違って細身であり、辮髪姿に泥鰌髭を生やしている。ジュノーでの内戦ではガスト・テンプルを駆ってケサギと共に30騎のMHを撃破する。マグダル皇女とヘアード・グローバーを追跡してあと一歩まで追い詰めるが、突如乱入したワルツ・エンデ（＝ファルク・U・ログナー）に阻まれて断念する。ログナーと対峙した時は騎士戦になると思われた…が、一目でログナーの実力を推し量ったため、即座に素直に頭を下げてルート変更を指示し「死神は本当にいるもんだ」と震えるように呟きながらその場から逃走している。3036年のGTMデモール実戦テストにおいては情報を嗅ぎつけてケサギとともに無理やり参加、ケサギを抑えておくことを条件としてデコースのダッカスに率いられて再登場している。
泉興京巴（せんこうけいともえ）准将
黒豹騎士団団長。本名は「堀川南桐院亜矢之巴（ほりかわみなみのとういんあやのともえ）」。デルタベルン星の貴族出身の騎士だが、“血”が出るのが遅かったのか、騎士としての能力自体は低い。前述した事情からファティマが大嫌いなためにモーターヘッド/GTMには乗らず、諜報、工作といった活動を専門に行う（こちらの能力に関しては突出して高い）女忍者。剣による一対一の戦いよりも、配下の忍者を集団で差し向け、手裏剣や煙幕などで攪乱しながら戦うと言った戦法を好む。諜報員としては優秀な部類に入るのだが、情報収集のために「亜矢子」の偽名を使って接近していたヒューア・フォン・ヒッター子爵の正体がダグラス・カイエンであることを最後の最後まで見抜けなかったなど、時々間の抜けていることもある。なお、ヒッター子爵のことはバカにしながらも意識して気にかけていたようである。バッハトマ入りする前まではフリーの女スパイとしてイラー・ザ・ビショップと契約、アシュラ・テンプルの試し斬り相手を探すために奔走していた。ファティマへの嫌悪と憎悪は相当のものらしく、無意味な嫌がらせをする傾向がある。パルスエットがアシュラ戦後に陵辱されるように町のチンピラを焚き付けたり、アイシャ・コーダンテを誘い出すため拉致したアレクトーを解放する際にも脚の筋を切断したりしている。
2999年には任務達成後、手下を引き連れて逃亡しているさなかに遭遇したジャコーと交戦。ジャコーが常軌を逸したバカであったため、無事に逃げ切る。
3069年、ブラストを利用してヨーンを罠にかけてデコースとの対戦を仕組むが、それを知ったブラストに殺害される。頭領であるハンザキに「自分が死ぬ時は教え子に殺された時」と常々語っていたとのことで、ニンジャの掟に納得いっていないのは彼女自身だったようだ。
アーリィ・ブラスト大佐
黒豹騎士団副団長。トモエと同じガス・ガルの忍者組織の出身で腹心の部下。大小二刀流。トモエに代わりGTM大隊を指揮する。変幻自在な剣技を得意とする。AFはモラード公のマルター。元々はアドラー星ボー・ヨーグンの奴隷民の孤児で、騎士の血が出たことで人造騎士の検体にされそうになり脱走。デルタ・ベルンのガス・ガル連邦に密航して渡った先でニンジャ組織に拾われた。直属の上司でもあったトモエは育ての親だったとのこと。
3035年、ツァイハイ自治区・ルージョン市でマウザーに随伴し、遭遇したヨーンと剣を交える。トモエから対男性用の下品な技を仕込まれているが、ヨーンやジークと同年代であり、必殺技の「開脚四手観音剣」をかわされた上に雲が切れて差した月明かりでヨーンの整った顔を見て赤面、最終的には本気で泣きながら「責任とってもらうから！！」と叫び、ジークによって手傷を負わされた部下とともに逃げ帰ってしまった。それ以降、プライベート時にはヨーンとの再会を目的にヨーンらしき人物の噂が立った場所を巡っている。
3069年、ようやくヨーンと連絡先の交換に成功するが、それを利用してヨーンを罠にかけたトモエを殺害、上官殺しと上忍殺しの二重の罪で逃走するが、その間もヨーンに対する釈明のメールを送信し、ヨーンの端末情報をチェックしていたカレとカイダによって救出される。「感情で動く人物に興味がある」というアマテラスのために凶状持ちとなったブラストを受け入れる先としてミラージュ騎士団を紹介される。後に本当に入団することになり、ハイファ・ブリンガーを駆る。エフィーやボーのようにレフトの2代目となり、パイソンのナンバー7Lを引き継ぐ。
アララギ・ハイト
ダグラス・カイエンによく似た風貌を持った騎士。ただし騎士としての実力はカイエンに遠く及ばないどころか工場製のファティマにすら見向きもされないほどの最下級の「クズ騎士」。カステポーで騎士警察をしていたが、立身出世を夢見て騎士警察の任務を放棄してナカカラ入り。どこかの国家騎士団に興味を持ってもらおうとカイエンの名を騙っていたが、自分のことを知るバギィ・ブーフに正体を明かされ暴行を受ける。しかしハイトはその場でバッハトマに雇ってもらえるよう懇願し、泉興京巴の忍者部隊の一員として雇われる。見たままの最下級の実力ではあるが、なぜかデコースのような強い騎士をして「何かある？」と感じさせるものがあるらしい。3031年、デコース直々の指名でリフレッシュのため里帰りすることになったエストのエスコート役となり、その先で会ったミースに一目惚れする。その後、バッハトマ所属のファティマたちのメンテナンスが行われる際ガーランドとの合流先への送迎を担当している。ミースに対しては自身の非力さや売名目的でカイエンの名を騙っていたこと（ミースは知らない）を気にしているが、門番でも雑用でもいいから働かせてもらえないか申込んでいる。
3062年、ミースと話していた所を暴走したマキシに片腕を引き千切られる災難に遭う。ミースによる治療を受けてバッハトマに帰還したところ、ジィッドよりアウクソーを獲得するためにミースへ口添えしてもらえないかと相談を持ち掛けられ、その際ジィッドよりペール会長の進める「騎士再生プロジェクト」を知らされる。
ジョー・ジィッド・マトリア
若い騎士で構成される銀月騎士団団長。元三ツ星傭兵騎士団の若い騎士。外面は良いものの、性格は幼稚で名誉欲や上昇志向が強く、軽口とはいえ星団トップクラスの騎士やファティマを人前で堂々とこき下ろす。パートナーはクープ・ファティマのニナリス。後に何らかの理由で「背徳者ジィッド」との汚名を背負う模様。魔導大戦の緒戦となったハスハ王宮攻略戦でMHアウェケンを駆って参戦し団長であるデコース・ワイズメルに次いでA-トールを撃破する。バッハトマに接収された剣聖ダグラス・カイエンのMHシュペルター（新設定ではGTMデムザンバラ）を欲しがり、デコースから今回の戦功の褒美として許可される。実際はデムザンバラを扱えるだけの技量はなく、密かにパートナーのニナリスがデチューンを行っているために扱えていることに全く気付いていない。ベラ国攻防戦において、バッハトマ銀月騎士団団長として参戦。終盤まで戦力を温存し、枢軸軍指揮官ナオ・リンドーによる「クロス・ジャミング」のサポートのもとで大将首のツラック隊隊長ナルミ「だけ」を討ち取るべく、ラルゴ・ケンタウリを彷彿とさせる奇襲を仕掛けるが、ラキシスの遠隔操作により初太刀を外し、さらに絶好のタイミングで現れたアイシャのファルトリム・アプターブリンガーにより一撃で戦闘不能へと追いやられる。この時、アイシャからは「ザコの分ザイ」と罵倒されている。ちなみに引き連れてきた部下の騎士8名すべてがこの戦闘で死亡しているが、対外的にはあくまで敵に包囲された状態から善戦し、ただ一人健気に生還した体を装っている。
3062年、ベラ国攻防戦での敗北においてニナリスがデムザンバラをデチューンしていたことを知って以来、ニナリスとのそりが益々合わなくなっていることから、自分にはより相応しいファティマ＝アウクソーの獲得が必要だと思い違い、バッハトマ所属のファティマたちのメンテナンス送迎を担当しているアララギに対し、アウクソーとの面会をミースを通じて持ち掛けてもらおうとする。

#### シーブル国
ディ・バロー（- 2992）
ボォスの小国シーブルの宰相。強力な老魔導師（ダイバー）。高齢により既に身体は半ばミイラ化しており、ダイバーパワーによって生命を保っている。L.E.D.ドラゴンの死期が近いのを悟り、伝説の「命の水」を入手して若返ることを画策、自ら捜索部隊に同行、最終段階では塵の雲となってすえぞうを襲う。しかしそれらはその精神に寄生していたボスヤスフォートに思考をコントロールされていたに過ぎず、「命の水」入手を目前としてボスヤスフォートが介入、命の水を奪われて消滅した。
メイユ・スカ（- 2992）
ボォス・ウースー共和国の国家騎士。ファティマ・リンザ（ムーン・カッパー作）と共にMHザカーを駆る。ツァイハイ自治区でカイエンに挑むも破れて撤退。その後ザカーの制作費を国家予算横領として讒言されて国を追われるが、ディ・バローに拾われてシーブル親衛騎士団長となり「命の水」捜索部隊の指揮を執る。前線でも料理人を連れて行きパートナーのリンザにも成金趣味丸出しの格好をさせ、愚直に主君の命を守って撫で斬りを行ったブラフォードを侮蔑する類の鼻持ちならない権威主義者であり、敵に対しては情け容赦ないとの悪名が高いが、騎士としての腕は確かで軍の指揮官としても一流であり、末端の兵の心情を理解した融通ある判断を下すことから部下からの信頼は高かった。また、銘無しファティマを卑下すると同時に、バランシェ・ファティマを「スペックばかりの役立たず」と評している（リブート第5巻26ページでそのスカの言葉を聞いた天照命は「てなことを言われておるぞよ」とバランシェに告げている。これに対してバランシェは「そうかもしれん…」と返している）。最期はヤクト・ミラージュ（グリーン・ライト）の餌食となり、リンザと共に死亡。

#### メヨーヨ朝廷
クラーケンベール・メヨーヨ / ツア・ベール・ハロルド・マリダシオ・1世
メヨーヨ朝廷の第3王子でランナバウト（遊撃）騎士団団長。兄二人を殺し皇太子の座につく。アシュラテンプルの機密が漏れることを防ぐため、自らカステポーに潜入して違法ファティマ娼館を訪れると、娼館の虜となっていたアナンダを殺害。激高して襲いかかってきた娼館付きの騎士たちや彼の正体を口にしてしまった経営者をも皆殺しにするとエストやパルスェットを含め、娼館で働かされていたファティマ達を全員解放した。資質を持っていたためエストのパートナーとして認められるも黒騎士にはならず、「黒騎士となりうる主を探したい」というエストの意を汲んで自国のMH開発に携わらせた後に再び解放している。しばらくして、先帝であった父を倒して皇帝の座を奪いクラーケンベール大帝となる。アシュラ・テンプルDDが正式に主力MHに採用されたことから、専用騎としてフランベルジュ・テンプルをダイアモンド・ニュートラルに制作させ、姫沁金剛と命名。バランシェ・ファティマのアンドロメーダをパートナーとし、魔導大戦にも自らMHを駆り枢軸軍として参戦している。非常に好戦的な人物だが、人望は厚い（作者いわく、「敵にまわしさえしなければ、かなりの好人物である」）。大帝になってから口髭を生やしていたが実際は付け髭。3031年ワスチャ・コーダンテと出会い、彼女にプロポーズした折「髭が似合わない」と言われて外した。その際、内心同感だったが言うに言えなかった御付きの騎士たちは「言っちゃった〜」「オワタ…」と愕然としていたが、本人はシャレのつもりだったらしく、ワスチャから「そのほうが絶対いい」と言われて気を良くしていた。
3062年には自国のGTMホウライでコーネラ帝国のAF搭載仕様デモールとの模擬戦に協力。ワスチャからもらった「ネギうどんギューピーさん」を浅慮に対する戒めとして大事にしている。暴力で大帝となった男だが、後に統一カステポー連合ツア・ベール初代大統領となる。
クライマー・パイドル
クラーケンベールの副官で天位騎士。初代黒騎士ツーリー・パイドルの血縁と考えられる。パートナーAFはキシュー（ムーン・カッパー作）。
魔導大戦では「ドラゴン・トゥース」装備の先行生産型アシュラ・テンプルDDを駆り、フィルモアとの軍団戦に参加する。その後、訳のわからない動作をするワスチャ・コーダンテとヒュートランの駆るルミナス・ミラージュに翻弄されるハメになる。見慣れぬ機体であることからルミナス・ミラージュをどこかの騎士団のテスト機体とみなし、状況次第では速やかに下がるつもりでいたようだが、まさか初見殺しのはずのドラゴン・トゥースを常識外の戦法でかわしつつ一撃を返してくるとは予想がつくわけもなく、この敗北はクラーケンベールをひどく悩ませることとなる。
ミュート・ル・パイドル
18巻で登場した女性騎士。クライマーの姪。パートナーはバランシェ・エトラムル「ムーンチャイルド」を所持。
イラー・ザ・ビショップ（-2989）
メヨーヨ戦闘司教でランナバウト騎士団教官。容貌魁偉で屈強な肉体を持つが、性格的には卑劣で騎士としても決して強くはなかった。パートナーはサリタ・アス・ジンク作の少年型ファティマ・アナンダ。新開発のMHアシュラ・テンプルの実戦テストとしてカステポーで29騎の首狩りを行っていた。アシュラ・テンプルの性能の高さは十分に証明されたが、30騎目のミューズ・バン・レイバックのバングに敗れ倒される。

#### コーネラ帝国
アジャンタ・ルーパート二世
コーネラ帝国の皇帝。ナン大陸南方の小国だったコーネラ国を重産業国家に確立することで帝国として勃興させた。自らも優秀な科学者である彼は、システム・カリギュラの手を借りエトラムルファティマを固定装備とすることでファティマの不安定性を排除したMHカナルコード・エリア・ナイン(新設定 SBB-01デモール)の開発を進めている。爬虫類のような独特の容貌をした人物だが、デモールに関しては開発過程でのテストゆえに結果の如何は問わないなど、器の大きさを見せた。
マヨール・レーベンハイト（マヨール・バランカ）
元はコーラス王朝バランカ家の王子であるが、国を出て修行のため傭兵として諸国を転々としている騎士。剣の師はアルル・フォルティシモ・メロディ。アマテラスの分身・東の君がその実力に目をつけ、間者に監視させていたという。バランシェ・エトラムル「ロンド・ヘアライン」を所持。
3007年、庇護下にあったイズモより旅立ち、コーネラ帝国国家騎士団「エレクトロ・ナイツ」の団長となる。以後K.A.N.（SBB-01デモール）のテストパイロットとして開発に当たる。3030年、皇帝アジャンタ・ルーパート2世の命を受け、試作機カン・アーリィ（SBB-00デモール・ゾロ）と共に実戦テストのため魔導大戦に参戦する。
カリギュラや彼と行動を共にすることになる「シオの番人」ビビエ・6には当初警戒心を持っていたが、3035年頃ではマウザーやビリジアン達とのやりとりからも打ち解けていた模様。
マロック・ミシェール
コーネラ騎士。GTMデモールのAF搭載型への改修に伴い、Dr.ダイアモンドの新作ファティマ「リンドウ」のパートナーとなる。3062年には新型デモールの耐久テストに参加。協力してくれたメヨーヨのGTMホウライと模擬戦を行った。

#### ガマッシャーン共和国
ナオ・リンドー・レイスル（シュバイサー・ドラクーン）
ガマッシャーン共和国、レイスル3党首の一人でレイスル騎士団長。母は2代目黒騎士ロードス・ドラクーンの娘。ハロ・ガロ〜ラミアス・エリュアレ〜（旧設定におけるMHファントム）を駆る。
正直騎士としては並以下の実力しかなかったにもかかわらず、国際的には鉱業国という以外に目立ったところがなく、国内にも著名な家柄のないガマッシャーンではロードス・ドラクーンの孫とリンド家の騎士というだけで過剰に持ち上げられ、本人の実力や意志とは関係なく若くして国家騎士団長および3党首（実際の政治は共和議会が取り仕切っており、3党首はそれを発表するだけに過ぎない）へと担ぎ出された悲運の騎士である。「シュバイサー・ドラクーン」という名も勝手に名付けられたものに過ぎない。幸か不幸か戦略立案能力に関しては天性の才覚を持ち、各国との合同演習などで流れのままにその才を活用していたところ、さらに根も葉もない「天位殺し（ナイトキラー）」「泰天位蹴り」といったデマが流されたため、呑気な性格のナオも危険な空気を感じてムンスターへと逃亡を兼ねて休暇に出る。もともとムンスターは下級ファティマのお披露目がよく開催される場所で、これまでエストをはじめファティマからは全くマスターとして認められることのなかったナオにとっては大して興味はなかったものの、たまたま出会って意気投合したボードという騎士に「ファティマ見物のつもりで気軽に足を運べばいい」と勧められ、一緒にお披露目に参加する。作法通りファティマたちに挨拶を行っていたナオであったが、突如継ぎ接ぎだらけのエプロンにサンダルをつっかけた「レイニャ」というファティマが仲介役を介さないルール破りの手段で挨拶。ファティマに認められることはないと諦めていたナオにとっては青天の霹靂で、喜んでそのファティマを娶ることとなった。ガマッシャーンに戻ったナオに対し国内マスコミは「騎士団長がさる高名なファティマをパートナーにした」と大仰に膨らませた記事を書き立てたが、それはのちに事実だと判明する。
上述のように大仰な二つ名に反し、実態は「へたれ騎士」であり、実戦にあっても後方から指示を出す「軍師」という立場を取っており、なにかと戦いを避ける傾向にある。実際、「党首殿はここで高みの見物なのか？相変わらずのへたれっぷりよな」とバーナー・恋・ダウドにツッコミを入れられるシーンもある（第14巻161ページ）。祖父が黒騎士であったことから周りもエストを継承させようとしたが拒否されてしまうという恥ずかしい逸話持ちで、それを自ら笑い話として語るほか、パートナーの令令謝にもあなどられている。ただ、本人はそう扱われることをさして気にしておらず、「祖父の七光りでレイスル騎士団長をやらせてもらっているだけ」とまで発言している。それでも他人に警戒心を抱かせない人当たりのいい性格で、なおかつ指揮能力に関しては本物の才能を演習で多々示しているため、団員からの支持は篤い（虚飾まみれの噂からレイスル騎士団に合同演習を持ちかける国家は後を絶たず、さらに在りし日のロードス・ドラクーンが指南を行っていたため騎士団員の実力は折り紙付きだが、彼らをもってしても認められる人物であるということである）。祖父の仇であるデコースに対しても「興味はあるが恨みはない」と言い切る鷹揚とした性格の持ち主（第14巻133ページ）。また、語尾に「〜ぜよ」と土佐弁のような訛りをつけて話すことが多い。「ボォス星はミノグシアの民だけのものではないぜよ」という言葉が口癖であるが、これは植民星からの移民であるガマッシャーンの国民の心情を代弁するものであり、彼の愛国心と為政者としての器の大きさとを示している。
前記のとおり、「軍師」としての手腕は星団随一とされるほど優秀でラキシスすら「危険すぎ」と警戒し、騎士としての腕も「負ける筈ではないが動きがアマテラスやログナーに似ている」とアレクトーに評されており、本来の能力は相当のものがあることを窺わせる。また、「消耗戦でも勝てる…がウモス、バッハトマの策はこれだ。まあ…無謀な…。思い切った作戦だが反対する理由はない」と発言してジィッドの策を採用するなど、戦略眼の高さを示してもいる（第14巻190ページ）。
実は超帝国剣聖ナオ・デュオ=“クルマルス”の転生体であり、身長こそ違えど姿は往時に酷似している。いつからかはわからないが本人もその事実を認識しており（おそらく令令謝を娶って以降であると思われる）、7剣聖だった頃とは比べようも無いほどに弱体化している（転生体としても明らかにレンダウドやマドラ・モイライ、カモン・ピアノより前世からのフィードバックが低い）ことを知りつつも、殺戮兵器としてではなく互いに助け合う人間のひとりとして生きられることを心から喜んでおり、バーナー・恋・ダウドにも「この時代の戦に関わるな」「おはんも探せ…。人として生きられるところを…」と述べ、そのように生きることを勧めている（第14巻162ページおよび220-221ページ）。実際、その剣技はとてつもなく、ハロ・ガロの性能も左右したとはいえ、激怒モードのアイシャ、ブラフォード、キュキイといったミラージュ騎士の技さえ「死ぬかと思った」と弱気な台詞を吐きながらことごとく凌いでみせた。ベラ国攻防戦の最終盤において「コーラス王家による」猛反撃を凌ぎ、銀騎士ジィッドを救出して負け戦と言えど最小限の被害で戦いを乗り切ってみせたナオの活躍は、ガマッシャーンの国民を熱狂させ、さらにナオの勇名を高めたことであろう。
メスティ・ウラスバーン
ガマッシャーン共和国、レイスル3党首の一人。
ヤオーニ・マルグレス4世
ガマッシャーン共和国、レイスル3党首の一人。マルグレス家は公家であり、セントリー・マグマによって作られた「マグマ・バイブレーション山脈」からの資源採掘・精製を取り仕切る名家の一つである。

#### カステポー
シケルブ・雪之丞
カステポーにてモーターヘッドやエア・ドーリー、果ては禁制品・人間など、ありとあらゆる物を何でも預かる「預かり屋」を営む親父さん（なお、この「預かり屋」が成立できているのは後援者として「システム・カリギュラ」が付いているため）。「秘密厳守・信用第一」をモットーとしているこの道180年以上のベテランであり、ハスハ近辺の情報にも精通している。一見飄々とした人物ではあるが、ドーリーを持ち出すアイシャ・コーダンテの様子がおかしいと見るやこっそりドーリーに発信機を取り付けたり、アイシャの窮地に際し私闘のためにバングを出撃させることをためらうミューズ・バン・レイバックを叱咤し目覚めさせるなど、なかなかの活躍を見せる。なお、彼の妻は「アイシャと同い年」らしい。
3030年、カステポーからナカカラ王国ムンスター市まで出張営業している。ランドアンド・スパコーンに連れられて預かり屋を訪れたヘアード・グローバーとマグダル皇女に昔馴染みの客の忘れ物と称したイヤリングをプレゼントする。そのイヤリングはマグダルの母親であるヤーボ・ビートの物であったが、ヘアードが抱いている少女がマグダルと知った上でプレゼントしたのかどうかは不明。
「プロムナード3」では、えみりぃ（ヒュートラン）が雑務と15年分溜めこんだ経理業務を片付けることで、ちゃあのGTMセイラー預かり代金を相殺している。

### 惑星カーマントー

#### イズモ・アストロシティ
ダイアモンド・ニュートラル（金剛）（2930 -）
愛称は「ニュー」。宇宙労働者の家系出身で、騎士の力に加え、星団で唯一（公式に）MHマイトとファティママイトの能力を併せ持つ。パートナーはバランシェ・ファティマNo.1のクーンであるが、バランシェ開発のエトラムル・ファティマ「ムーンチャイルド」も所有する。
ファンタスマゴリアと呼ばれる「時の停止する空間」で宇宙船事故に遭い、その場に居たファティマ「ラ・オプティカル・タイ・フォン」に助けられた経験があり、スタント遊星によって通常空間に押し出されたところを偵察していたマウザーに発見され救助された。その際に話した内容が気に入られ、マウザーの騎士名「クラック」を貸し与えられている。
本来は男性だが、研究の邪魔であるとして自ら男性器を切除しており、星団で唯一「中性」と認められている。国家や騎士団からの依頼により開発するMH「テンプル・シリーズ」がMHの代表作。後にL.E.D.ミラージュのイレイザー・エンジンとネオキチン製半透明積層装甲をアマテラスより譲渡され、3騎の「マイティ・シリーズ」を開発する。また、彼の開発したファティマたちは「スターズ・シリーズ」と銘打たれている。
3007年、ジョーカー星団では使えないほどの強力なレッド・ミラージュを作ったアマテラスの真意を察し、人類の誇りにかけて神々との戦いを決意する（後の時代に「システム・カリギュラ」に加わる）。その8年後、プリンセス・タイトネイブの件で泰千錫華と共にフロート・テンプルに乗り込んだ際には、想定敵であるはずのアマテラスとラキシスのあまりの飾り気のなさに慌てふためいている。
3062年。メヨーヨとコーネラのGTM模擬戦を観戦。育成に時間のかかるファティマはともかくGTMは設計図を売っていたので自分の設計したGTMホウライが実際に動いているところには感慨があったようである。
備考：通常マイトはそれぞれ最高5本のシグナル・ボーダーの着装が許されているが、ダイアモンドは10本ボーダーを着装する。万能であるアマテラスもダイアモンドと同様の能力を持ってはいるが、バランシェの存在からファティママイトとしての活動は行っておらず、レディオス・ソープとして行動する際にも、マイスターを示す4本ボーダーを着けていない。
泰千錫華（たいせんすずか）
イズモ市長。同市の特産品であるメトロ・テカ・クロム鋼「玉鋼」は騎士やMHの刀剣の材料として珍重されており、その価値を利用して市の自治権を勝ち取ると共に、長年虐げられてきた宇宙労働者の地位向上に尽力している女傑。自身も優れた刀匠であり、騎士にして4本ボーダーを持つファティマ・マイスター。ダイアモンド・ニュートラルの庇護者でもある。パートナーはダイアモンド作のカリオペー002。

#### 惑星カーマントー・ドーマ連合
バイラ・アーシュ連合議長

オッカ総督
ドーマ連合から派遣されてきた騎士。ハルに対しては敬語で話しているが、救難信号をキャッチしたバーガ・ハリが演習を中断して救助に向かうのをやめさせるなど、宇宙民の考えには理解が薄い。元々は難民だったと言うが、現在はドーマに取り込まれて難民を虐げる側であり、反抗分子やノルマを果たせない者を事故という名目で処分している。
オロダムル・ハル騎士団代表
元AP騎士団第11支隊・宇宙騎行支隊S-P-K隊の支隊長。詳しくはオロダムル・ハル を参照。
サンサ・ホルレ
アンビラン鉱山西区の監査官。ドーマが回収した救難カプセルを引き取るが、中で眠っていたのが幼い子供であるアンジュ（マグダル）とわかると最底辺の作業に放り込む。器量の良い子供を上司に融通している。アンジュに対しても手懐けるために菓子を与えるなどしているが、目覚める前に彼女のイヤリング（本人は知らないが母・ヤーボの形見）を着服している。
詩女に対して何らかの含むところがあり、カーマントーまで逃げてきたという。
アイル・フェルノア
アンビラン鉱山西区の年少組班長を務める少年。面倒見がよくアンジュ（マグダル）だけでなく仲間の子供たちからも慕われている。実は騎士の血に目覚めているが、ドーマに利用されたくないため、ノイスを始めとした信頼できる周囲の大人の助言もあって隠している。将来は詩女を守る騎士となって難民を救うのが夢。

## 黒騎士
ファティマ・エストをパートナーとする騎士にのみ許された称号。また、エストと共に開発されたMHバッシュ・ザ・ブラックナイト（新設定でのGTMダッカス・ザ・ブラックナイト）の通称でもある。エストからマスターとして認められるには騎士としての能力やエスト自身との相性に加え、バッシュ（ダッカス）とエストに搭載された「シンクロナイズド・フラッターシステム」に適合する特性を備えていることが条件である。エストのマスターを正式に継いだ騎士は「黒騎士」と呼ばれ、自動的にバッシュ（ダッカス）の所有者となる。アマテラスやコーラス22世、クラーケンベール等、エストは様々な騎士をマスターとしてきたが、そのうち黒騎士はエストの生涯を通じて5人のみであった。5人のみだったのは、黒騎士を名乗れるのはあくまでバッシュ（ダッカス）を主乗騎とすることの出来る騎士だけであるためと、所属する国家や騎士団に不具合が生じる、あるいは現状の立場を変えたくないなどの理由から黒騎士となることを断った者もいるためである。また、剣聖や別の称号を持つ騎士は自動的にマスター候補から外されるようである。これは彼らの持つ独自の能力がバッシュ→ダッカスと相性がよくないためとおぼしい。その他、エストのマスターとしては指南役や指揮官などの素養を持つ騎士が選ばれている（4代目のバントラインが年齢計算上歴代で若くして黒騎士となることから、経験は重要ではない模様）ことから、これがひとつの条件として規定されている可能性がありうる。
なお、歴代の黒騎士の中では3代目のデコースが最もエストとバッシュ（ダッカス）を使いこなした騎士として記録に残っている。
5代目グラードの死亡によりエストはバッシュ（ダッカス）と共に眠りに就くことを決意するが、それ以降も歴史には名を残していることから復活すると見られる。
黒騎士のマークはオレンジ色の巴紋（三つ巴）で、これはロードス、デコース、グラードの服の左胸 や、バッシュの楯、ドーリー（モーターヘッドキャリア）などに描かれている。また、エストが纏っている外套にも描かれている（第2巻57ページ）。設定変更後は二つ巴になり、これはハイトが持っているスーツケース（第13巻38ページ）やロードスの服の左胸に描かれている（第13巻94ページ「プロムナード3」）。ただし、ロードスの服の右肩には、一つ巴が描かれてもいる。なお、設定変更後のエピソードでも三つ巴は描かれることもある。
ツーリー・パイドル（- 2930）
ウモス国剣術指南役。エスト自身が探し当てた最初のパートナー。ツーリーはその時点で既に引退していたが、エストの思いを汲んで2885年に初代黒騎士に就任する。引退する前のパートナーはコンコード。ファティマ・静の回想に登場。2930年、クバルカン公国とウモスとの間で勃発した紛争によりパイドルはアルテン・サヤステの「破烈の人形」と一騎討ちに及んだ末に敗死する。
なお、MHの装備であるパイドル・スピア（中点なしの表記も）は彼の名にちなむ。
ロードス・ドラクーン（- 2990）
2代目黒騎士。侯爵（公爵という表記も）。ガマッシャーン共和国の筆頭騎士を2900年代半ばに返上し流浪の生き方を選んだ人物でもある（第1巻1998年版199ページ）。その剣技と人格で剣聖デイモス・ハイアラキと並び称され、コーラス王国ほか4つの国家で剣指南役を務めた剣豪（第2巻初版6ページ）。さらに、星団暦2957年当時は複数の国家から指南を求められていた、偉大な騎士でもある（第2巻60ページ）。第2巻68ページで、ラルゴ・ケンタウリが従者に「彼（コーラス23世）の後ろにいる男を知ってるだろうが」とロードスを指し示すシーンがあり、その際に従者が「あっ」と言っていることから、相当な知名度があることが窺える。また、第3巻25ページでも、ボード・ビュラードが「ひえ－！ロードス・ドラクーンだ。エストにモラード公もいらあ、スゲエ人気だ」とレディオス・ソープに話しているシーンもあり、人気の高さも窺わせるほか、剣聖カイエンから見届け人に依頼されたこともあることから、星団全体でも信頼の篤い人物であることも窺える（第13巻94ページ）。ちなみに、カイエンが立ち合った相手は、ダイ・グとノルガン・ジークボゥである。
ツーリー・パイドルがアルテン・サヤステに敗れた直後、エストはモラードに保護され、同行していたコーラス22世をマスターとする。間を空けずカステポーを訪れたエストに対し、半ば隠居生活を送っていたロードスは騎士として、そして人生最後の仕事として黒騎士となり、若い騎士たちの育成に残る生涯を費やす。
第3巻では、雰囲気にただならぬモノを感じ取りアマテラスを嫌っていることが明らかになるが、その分身であるソープには好感を持ち、「ソープ君はいい子じゃないか」と発言し、エストを仰天させていた。これはその後、伝統と化したようで、ダイアモンド・ニューと錫華御前はまったく同じ。
カラミティ星に隠棲していたモラード・カーバイトを訪問中にコーラス23世と出会い、その後コーラス23世と共に世界を旅して回り、師となった（コーラス23世は星団歴2957年から6年間星団中を旅している）。コーラスのトリオ騎士団でも指南役として迎え入れられ、コーラス-ハグーダ戦にも参加。ブーレイを仕留めている。コーラス23世の娘セイレイも師事した。カステポーで出会ったデコース・ワイズメルの素行を正そうとしたが返り討ちとなる。急所は外れていたものの、ロードスは潔い死を選んだ。
喫煙者でパイプを咥えながら静かに話をするシーンがあるほか、高らかに笑うシーンもあるなど、随所に豪傑らしさを窺わせる人物。見識も高く、他国の情勢にも通じ、コーラス23世の証言から彼を斬ったのがラルゴであることを見抜き、また、フィルモア帝国とノイエ・シルチスとMHサイレンについての情報を話している。さらに、コーラス23世の証言を基にモラードに対して、「いい機会だ、Dr。この地を出んか？ドーリー（モーターヘッドキャリア）で荷を運んでやるぞ」と提案するなど、戦略眼にも長けている。一方で、エストに「意地の悪い」と窘められることも（第2巻60-62ページ）。第2巻71ページでは、ロードスの旅への同行をコーラス23世が願い出た際に「わ〜っはっは。これはいい今度の旅はにぎやかになるぞ、エスト！」と発言している。また、第3巻ではコーラス23世を叱咤しているほか、ミラージュ騎士団のレオパルト・クリサリスと意気投合し、昼間から出来上ってしまったこともある。
ガマッシャーン共和国、レイスル3党首の一人でレイスル騎士団長のナオ・リンドー・レイスル（シュバイサー・ドラクーン）はロードスの孫である。
劇場版でも冒頭にエストと共に登場している。
デコース・ワイズメル（-3070）
3代目黒騎士。生まれながらにして超帝國時代の血が極めて濃く出た、カステポー出身の狂戦士。権力を憎悪し、そのためには他者の尊厳を踏みにじる行為も辞さないなど性格はねじ曲がっているものの確固たる意志を持っているうえ、騎士としても超一流の技量をもつ天才。剣術は相手や状況に合わせて一刀・二刀を使い分けるなど、我流で型を持たない。剣技としては「ブラインドソード」や「ブラック・ストーム」、手刀や人差し指だけで相手を斬る「ストラト・ブレード」を得意とする。品性下劣の変態だが、魔導大戦以前から仲間や目下の者には気配りを欠かさず、剣指南としてはもちろん指揮官としても優れた面を見せるほか、「撤退の責任はボクが取ってやる」と発言するなど、責任感の強さも持ちあわせている（第14巻187ページ）。「DESIGNS4」によるとファティマのことは完全に兵器として扱っており、フローレスファティマであるエストを当初こそぞんざいに扱っていたが、第13巻においてダッカスのオーバーホールに並行してエストを里帰りさせた際にはミースからも注意を受け「自分の使う道具を大事にしないヤツはバカ者だ」と語った後にメンテナンスパーツと称して宝石を贈ったり（第14巻63-64ページ）、破烈の人形戦では彼女の判断の正しさを賞賛する（第15巻215-226ページ）など、扱い方を理解し完全に使いこなしている。また、エトラムル・ファティマを最も信頼した騎士という記述もある（第2巻2005年版158ページ）。スパークことマドラとの間に後のミラージュ騎士で剣聖のベルベット・ワイズメルをもうける。なお、自分のことは「ボク」または「ボクちゃん」と呼んでいる。
2988年のファティマお披露目では、領主ユーバー・バラダの自称甥として登場。騎士戦においてアマテラスとラキシスのK.O.G.に一瞬で斬り倒されるが、むしろ物語の最強のトリオを相手に生き延びたことが彼の超絶な能力を示している。また、2985年にダラッカで起きた内戦に参加。中古のデヴォンシャとエトラムル・ファティマでフィルモア主力騎サイレン3騎を難なく倒し、なおかつ事態を報告させるためあえて隊長格のバーバリュース・Ｖにとどめを刺さずに逃している。このときの戦闘がフィルモア国内で醜聞として広まり、生き恥を晒す結果となったバーバリュース・Ｖと愛娘クリスの人生を大きく狂わせてしまった。
2990年、カステポーのノーキィ・シティで弟分を叩きのめし自分に意見をした2代目黒騎士ロードス・ドラクーンを二刀流を用いて返り討ちにする。2995年、興味本位でヨーンを襲った際、バーシャからマスターとして求められたもののにべもなく拒絶。しかしエストが正体を現し黒騎士として認められたと判るや、ねじれた意義を見出して黒騎士となる（この時期にはすでにバッハトマに合流していた）。3010年バッハトマ騎士団長としてA.K.D.フロートテンプルを襲撃すると、ミラージュ騎士団のステートバルロ・カイダに瀕死の重傷を負わせ（その後魔導大戦で復帰）、ウラッツェンを圧倒。ヌー・ソードまでを殺害するなど、鬼神のごとき力量を見せつける。しかし、そこでスパークが乱入。右胸部に傷を負わせるも、装甲部の隙間を縫っての包丁の刺撃を受けて痛み分けの形となる。
個人戦のみならず乱戦も得意としており、3030年魔導大戦のハスハ首都ベイジ進攻では、重棍装備のA・トールを実剣で次々と撃破してMH戦でも鬼神の如き強さを見せつけた。物欲や名誉欲は乏しく、ベイジ制圧後、鹵獲したMHシュペルター（新設定ではGTMデムザンバラ）を戦略的な理由から駆け出しのジィッドに戦利品として惜しみなく授ける。
3036年、南部戦線シーゾス国境でデモール・ゾロのサポートにオーバーホールが完了したダッカスで参戦、ママドア操るホウザイロの片腕を損傷させるも、アルテン・サヤステの言葉により戦場に急行してきた「破烈の人形」と一騎討ちになる。エストのサポートを受けて破裂の人形の弱点をつくように立ち回るも、ルーン騎士団やAP騎士団の水入りにより勝負はつかずに終わった。
3037年、ベイジに潜伏して騎士団の強化を図っていたさなか、何者かが隠れ家を強襲。異常事態を把握し即座に攻撃に移ろうとしたところを一方的に叩きのめされる。圧倒的な力量差を認識し怯えるデコースに「マドラ・モイライ」と名乗る、かつてピッキング・ハリスであった何かは、3030年のフロートテンプル奇襲の際の傷跡を見せて「わたしに傷をつけたただ一人の大切なお方」「今の時代一番の強い騎士」と情緒不安定気味に一方的な求愛を行い、なおも抵抗を図る彼にさらなる一撃を加えると、今度は超帝國7剣聖「アルゴン・アマンダ"プロミネンス"」の人格を顕にして大量殺戮兵器の懊悩と「子供を作り幸せな家庭を築く」という長きに渡る夢を語り、暴力でもって望みを叶えてきたデコースをそれ以上の暴力で蹂躙するかのように数日以上に及ぶ逆強姦を与え続けた。なお、エストや東の君、黒騎士団もマドラの来襲は知ってはいたものの、エストは「マスターお幸せそう！うれしいっ!!」とファティマ独特の思考で救助を放棄、東の君は「（任務地の）シャルデファーが近いからまあいい」と目こぼし、黒騎士団も「団長は『薔薇の騎士』なる剣豪を呼んで勝利におごることなく毎日想像を絶する手合わせに励んでおられる」と誤解し、誰一人としてデコースを助けには行かなかった。日頃の人徳であろう。
3069年、ヨーンと再戦し彼の背骨を切断して返り討ちにしたがエストの秘密を教えるためわざとトドメは刺さずに放置した。
3070年、バッハトマに宣戦布告した天照直々の指名で、ミラージュとなったヨーンとの、星団の騎士達の観戦する晴れ舞台にてGTMによる1対1の決闘に臨んだ。決闘は自身優勢でヨーンがかろうじて相手になる程度だったが、ヨーンが自身の得意とする「ストラト・ブレード」からの突きに「無手」を先行入力で混ぜた新剣技を繰り出してきたことで、かつて自身がヨーンを負かした際ヨーンが左手を犠牲に生き延びたのと同じ手で生き延びるしかなく次に同じ手を繰り出されると確実に倒されることを悟り、ヨーンの成長ぶりを称賛し「置き土産」とばかりに勝負に出て、壮烈な最後を迎えた。
なお、クローソー編では、単行本第3巻ではカットされたが、雑誌連載時はソープにツッコミを入れる端役で登場している。これはリブート第2巻に掲載された（281ページ）。また、トラフィックス1からはサングラスを着用している。
バントライン・コール
4代目黒騎士。「アマテラスのボォス侵攻戦時点の黒騎士」。3064年、ナカカラ王国ホーダウン市にて保護され後にマグダルと同時期に詩女となるアルルよりリズ・コールと名付けられ『詩女の預言』を受けた難民の幼女の未来の息子として生まれる。3200年代にエストによって黒騎士に選ばれることから年齢計算上、歴代で最も若くして黒騎士となる。コーラスの紋章を服に付けていることからコーラス側の騎士となることが示唆されている。
グラード・シドミアン（- 3960）
5代目黒騎士。A.K.D.の支配下に置かれた星団で、唯一残った国家であるコーラス王朝のコーラス25世に招かれ、反A.K.D.として集った騎士らを吸収した騎士団、コーラス王家王室軍団の団長を務める。A.K.D.の侵攻により王朝は滅亡したが、今後の復興に備えジュノーンとクローソーを密林の奥地に隠す任務を行う。その帰途で若きミラージュ騎士カーレル・クリサリスに捕捉され、65時間という一騎討ちの激闘の末、カーレルの捨て身の攻撃により討たれて死亡する。その地でエストは黒騎士と共に眠りに就くことを決意する。
星団史上最強かつ最凶の性能を持つL.E.D.ミラージュを擱坐寸前まで追い詰めた唯一の人物。グラードが搭乗していた当時のバッシュは、彼の名を取って「ブラック・グラード」と呼ばれていた。
エストを心から愛しており、妻を娶ることはなかった。

## システム・カリギュラ / シオの門番
AD世紀超帝國時代に結成されたガーランド（ここではまだGTMやファティマの開発者を指す意味ではなく、科学者組織を指す意味）。交差させた掌骨を徽章とする。AD世紀末にスタント遊星太陽系の調査を建前として、同太陽系に本拠地を置く。もっとも、彼らの科学技術をも凌駕するナ・イ・ンが直接関わっている時点でスタント遊星への調査はさしたる意味を持たず、彼らがジョーカー星団に対して技術干渉したり情報収集を行ったりしているのは、結局は彼らが知識欲の権化であるからに過ぎない。星団最大の謎の存在であるアマテラスにも強い関心を抱いて調査員を何度も送り込んでは文字通りに「消去」されており、モラードは彼らのことを饕餮（ここでは知識欲の魔物という意味で）と評した。しかしながら純粋な知識欲の権化ゆえに偏見は一切持ちあわせておらず、関わる対象を面白いと思ったならば契約相手に対しては惜しげもなく献身的に尽くし、立場上敵対している相手でも場合によっては協力するほど(事実、コーネラ帝国のヒュードラーやレーベンハイトは当初こそ警戒していたが後にすっかり打ち解けており、最高幹部であるはずのマウザーもツバンツヒが裏切ってミラージュ入りした件への仕置さえ、サタンやショウメといったそれまで蓄積した知識を上回る事態が発生していると知るや「ひとりで面白いことやってたのが許せない。ハブるな。まぜろ。」とあっさり反故にしてラキシスに剣を預けている)。「シオの門番」はカリギュラの代表騎士団。彼らは皆、重合人間（ポリメリゼーション・キャスター）と呼ばれる細胞単位の生体サイボーグで、数千年以上の長命を誇るうえ、全身の姿を自由自在に変えることができ、戦闘時には腕を生身からGTMのような機械の腕に変形させて武装することも可能。全身を変形させ小型GTMのような戦闘形態にもなれるが多大なエネルギーを消費するため活動限界があり、時間切れになると元の人間形態に戻る。そのため、この形態には対艦戦対GTM戦相当の戦闘時でしか変形しない。
ジョーカー星団でカリギュラが後援している代表的な組織としてはブーレイ傭兵騎士団やカステポーの預かり屋などがある。また、ウモス国家社会主義共和国とはもっとも関わりが深い。幹部であるツバンツヒとマウザーがミラージュ入りし、両人傘下の「シオの門番」以下下位組織がまとめてミラージュ入り(ただしカリギュラ関係者はあくまでアマテラスに対してではなくラキシスに対して絶対的忠誠を誓っている)となったことが縁となって、後のスタント遊星攻防戦では他のカリギュラメンバーも含めて共闘することになる。
GTMのフレームから卵焼き器に至るまで、彼らはその優れた科学技術を特許登録することで様々に星団からパテント収入を得ており、幹部クラスともなるとその年収は一般的な騎士など比較にならない、小規模な国家の予算にすら匹敵する規模となっている。一方で、特定個人が人類の平均寿命を越えて活動するのは色々と齟齬が生じるため、カリギュラのメンバーは偽名を交えて活動することが少なくない。
彼らの正体は、超帝國時代の総帝や地方皇帝の肉体的コピーである（記憶はあるものの、「オペラ」を含めた魔導の力や剣聖規模の戦闘能力はコピーされていない）。炎の女皇帝によるAD世紀の技術粛清・情報封印を回避するための手段の一つとして、ファロスティー・カナーン・トライブは既存の技術をデータではなく人体としてコピーすることで遺すことにした。システム・カリギュラの飽くなき知識欲は人工生命体である彼らの「人類への憧れ」の裏返しとも言える。たとえば、カリギュラは超帝國剣聖の力を得てその仕組みを理解しようとしたが、同じ働き蟻でも総帝と剣聖との肉体構造は根本的に異なることから「ポリメリゼーション・キャスター」という異なるアプローチで目的を果たそうとした。
ビビエ・6（ゼクス）（B-B-A-6）
システム・カリギュラの代表騎士団「シオの門番」の一人。魔導大戦の最中、ボォス星のコーネラ帝国を訪れ、同国皇帝アジャンタ・ルーパート2世と契約を交わし、それに基づいてスケーヤ騎士団長マヨール・レーベンハイトとMH「カナルコード・エリア・ナイン (K.A.N.)」、K.A.N.を設計したMHマイトのバルター・ヒュードラーらを借り受けた。マウザーとビリジアンが来て以降は出番がない。
エフィー・3（ドライ）（E-V-3、みつ子）
ミラージュ騎士団#第2期 グリーン・レフト参照。
ボー・6（ゼクス）（B-O-6、むつ子）
ミラージュ騎士団#第2期 グリーン・レフト参照。
エルディアイ・ツバンツヒ（L-D-I-20、スペック ストーイ・ワーナー）
ミラージュ騎士団#第2期 グリーン・レフト参照。
ユーゴ・マウザー教授（ワスペン・ナンダ・クラック）
#バッハトマ魔導帝国参照。
ミラージュ騎士団加入後はミラージュ騎士団#第2期 グリーン・レフト参照。
ギルフィー・ビリジアン（プロフェッサー・ビリジアン パローラ・ブラス）
『F.S.S. DESIGNS 1』初出。システム・カリギュラの主任教授で「輪波理論」の提唱者。若い頃バルチックアカデミーに在籍していたが、アカデミーと自身との学術研究の質の差から数ヶ月で去った過去を持つ。先鋭的な学者という印象に反して先達としてヒュードラーに協力したり、マウザーの無茶振りに振り回されるなど苦労人な一面も見せる。材料物質学の権威(ビリジアンの名義は本来こちらで使っている)であり、ボスヤスフォートが身にまとう液体金属マントや「破裂の人形」のモーフィング装甲は彼の発明によるものである。
ダイアモンド・ニュートラル
#ダイアモンド・ニュートラル（金剛）参照。
ゾーン・村田
GTMマイト。GTMシオやカリギュラを手掛ける。
デイデ・ゼクス、エファー・ジーベン（D-I-D-6、E-V-7）
デルタ・ベルンを中心に行方不明になったツバンツヒを2年に渡って捜索していたが、（女子高生となったツバンツヒを）見つけることが出来ず、調査を打ち切られた。エファーはエフィーと似た容姿を持ち、ツバンツヒを慕っていたのか調査の打ち切りと帰還命令を残念がっていた。

## その他の国家・騎士団

### 傭兵騎士団パイドパイパー
ゾーア・パイパー将軍（- 2992）
傭兵騎士団パイドパイパーを率いる老騎士。ウモスの青銅騎士団からキャリアを始めて、AP騎士団のバローラ支隊長に就任するほどの実力者であったが、地位が高くなるにつれて現場から離れてしまうため、現場で戦いたいという欲求から独立してパイドパイパーを立ち上げた。かつてバキン・ラカン帝国の指南役および軍師を務めていた折、アドラー星のネロデシアに行幸した聖帝を襲ったテロ組織から唯一人主君を守り抜いた功績から褒賞としてクルマルス・ヴァイ・オ・ラを与えられ、その名を星団中に知られることとなった。己が功績の証ともいえるヴァイ・オ・ラを機体と相性の良いイアン・ケーニヒにあっさりと預けて自身は青騎士を駆るなど、スカにさえ感服されるほどの高潔かつ理知的な戦略指揮能力を持っており、また各国で積み上げた実績により、多くの国家から様々な支援を受けている。配下の騎士は最大で11人に及んだが、その人柄から信頼も篤かったという。パートナーはモラード公のビルト。ヴァイ・オ・ラや青騎士以外にもA-TALL DDSやラインシャル・ヒューメトリ等のMHを所有していた。隊の半数がザームラント戦に参加している中、ディ・バローの依頼により残る主力メンバーと共にカステポーに降り立ち、自らも青騎士で出撃するが、シャフトとパルテノの駆るヤクト・ミラージュの餌食となってしまう。
彼の死後、パイドパイパーは解散。所属していた騎士たちの多くは返還されたGTMグロウダインとともにラカン帝国へと移籍。3036年のシーゾス戦ではママドア・ユーゾッタの下につき、彼女のワガママに振り回されながらもベテランならではの技量で被害を最小限に抑えた。
ジャグ・ケルシャー（- 2992）
パイドパイパーに所属する騎士。同僚のケーニヒやマエッセンと同レベルの実力を持つと思われるが、命の水争奪戦においてゴーズのブラッド・テンプルと交戦した際、後詰に回ったことが運命を左右してしまう。ケーニヒやマエッセンは見せ場を与えられた上に生き延び、出世?を果たしたのに対し、ケルシャーはその後に降り立ったヤクト・ミラージュに嬲り殺しにされてしまった。特に強い印象を与えられずに物語から退場せざるをえなかったという点では不遇としかいいようがない。パートナーはアルミオン・エイボスのウィルマ。モデルはアルベルト・ケルシャーならびに永野護が行きつけにしているヘアサロンの従業員。

### イオタ宇宙騎士団
ジャコー・クォン・ハッシュ
ジョルジュ・スパンタウゼンの跡目を継いだイオタ宇宙騎士団団長。ダイアモンド・ニュートラル設計のブリンガーB3彗王丸を駆る。AFは弁天。詳しくは3代目ジャコー・クォン・ハッシュを参照。
ジョルジュ・スパンタウゼン
宇宙の戦神と謳われたイオタ宇宙騎士団の前団長。平時に於いてはカステポーのヴァキシティにて「WAXTRAX」というバーのマスターをする傍ら、星団中のあらゆる情報の収集及び売却を行っているが、騎士団長の座をジャコー・クォン・ハッシュに譲った後はむしろこちらを本業としているようである。ボード・ヴュラードやダグラス・カイエン、ヤーボ・ビートとは馴染みの仲。パートナーはダスター・コバルト作の男性型ファティマ・スクラープ。
2989年、修行のためにカステポー入りしたミューズ・バン・レイバックにカイエンと壊し屋の話を聞かせる。2995年、デコース・ワイズメルに重傷を負わされたヨーン・バインツェルの処置を巡ってナトリウム・シング・桜子と言い争う。2999年、ボスヤスフォートに殺害される直前のヤーボと情報交換を行っている。3030年、魔導大戦が開戦された際にはジャコーやアイシャとともにニュース中継に釘付けとなっていた。
三条 香（さんじょうこう）
イオタの紅一点の女騎士でジャコーの補佐役。ラーン教導学院兵学部騎士科を卒業しており、AP騎士団ラーン王宮支隊からのスカウトを蹴ってイオタに入団している。パートナーはバランシェの男性型ファティマ・大門。ダイアモンド・ニュートラル設計のH型ブランデン、デ・ハビラントIを駆る。ピアスとカフスには将棋の駒をあしらっている。
ラーン近衛騎士団ラーン支隊長のドヌーブ・ガゼットは学生時代の友人で、そのため度々ラーンを訪れていたヘアードの顔を見知っており「娘を探しにカーマントーへ来た」アデム・ユラの正体を看破している。
なお、旧設定であるがイオタでは光剣（スパッド）をドス（DOS、ダイナミック・オプティカル・ソード）、実剣（スパイド）をヤッパ（JAPPA、ジャパニーズ・プレシジョン・アームズ）と呼ぶらしい。
グスコ・グルゥ
オーダ海賊団団長。パートナーはシェラスタ。ミラージュ騎士団と協力したイオタ宇宙騎士団によって海賊団は壊滅。囚われてイマラに尋問を受けた後、イオタの指揮下に入る。

### フリーの騎士
ミハイル・レスター（- 2989）
ツァイハイ自治区で防衛に当たっていた中年の雇われ騎士。工場製ファティマ・パルスエット（彼は最期まで「パルセット」と呼んでいた）と共に中古のデヴォンシャ型MH「プルート」を駆る。かつてはウモス青銅騎士団第1軍団長として青騎士を駆っていたが、ウモスの植民地経営を目の当たりにして失望し、退団（友人であったオリバー・メルシュは「ベルミ・クローゼの策略によって追い出された」と勘違いしている）。城内に侵入してガスト・テンプルのデータを盗んだダグラス・カイエンをバル・バラとTマインとで追いつめるが、身を挺したアウクソーの犠牲によりとどめを刺し損ねて取り逃がす。この時、カイエンは懐園剣雌剣（この時期には明確な設定がなく、作中では手持ちのスパッド）を一度失っている。その後ウースー本国より出張ってきたメイユ・スカに追撃の任を奪われると密かにゲリラの拠点の村に潜入、ミース・シルバーを救ってカイエンと和解する。だが、スカにカイエンを取り逃がした責任を押しつけられてウースーを追われてしまい、ドーリーで「ドラゴン・ロード」を移動中にイラー・ザ・ビショップのアシュラ・テンプルに果たし合いを挑まれる。善戦するも切り札の「ドラゴントゥース」を受け、パルスエットを逃して横死。カイエンはその死を悼んだ。あくまでも自由を追い求めた騎士であったという。

## ファティマ・マイト/AFガーランド
ファティマ（AF）を生み出す能力を持った人々。その能力の重要性と希少性により戦時であっても渡航が事実上自由である。故に国家の分類とは分けて記す。なお、ファティマ・マイトの名前は地球上にある元素または化合物の名前が一部に付けられている。モラード曰く、「医師の頂点」（第2巻）。

### 星団四大ファティマ・マイト/AFガーランド
ファティマ・マイト（AFガーランド）の中でも頂点に立つ存在。時代によって変動や欠員があり、2980年代と3030年代の双方に名を連ねているのはモラード・カーバイトとプリズン・コークスだけとなっている。
クローム・バランシェ（クローム・バランス・アイツ・フェイツ・エルフ）（2460または2499 - 2989）
この話のヒロインである「運命の三女神」＝アトロポス、ラキシス、クローソーの製作者。
元々はデルタベルン星エラン連邦のフェイツ公爵家（のちにエランを脱退し天照王朝に加入）の11代目当主。バランス家は代々科学者を輩出する家系で、5代前の先祖ウラニウムがファティマの基本理論を発案し、その孫リチウムが最初のファティマを製作している。
母アルセニックの下で幼少時より天才的な才能を発揮するが、自分の探求心や信念を世間の倫理より優先させるマッドサイエンティスト的性格のため、学会を追放されるなど周囲からは異常者扱いされて不遇の日々を送っていた。星団暦2629年、戦争中のアドラー星サン・ローのファティマ・ファクトリー跡地でバイアの少女レディオス・ソープ（ソープ・ダッシュ）ことアマテラスと出会い、彼をパトロンとしてファティマ・マイトとしての名声を確立する。
諸国を放浪の後、同じアドラー星にあるトラン連邦のバストーニュに研究所を兼ねた居城を構え、肉体の老化が進むとファティマのボディに自らの脳を移植させてまで研究に没頭していたが、真意は老化が起こらないアマテラスとなるべく長く添い遂げたいとの思いからである。光の神であるアマテラスの正体をうすうす感じており、その分身であるソープには恋愛にも似た感情を抱いていた。
ファティマに対しては、一部のファティマに対するダムゲート・コントロールの除去、自分自身を女性体として複製し記憶と生殖機能を付与したクーンの作成、養子としたカイエンの戦闘能力のファティマへのフィードバック、ユーパンドラの作成、運命の三女神に対する目的性の付与といった過酷な実験を課すなどマッド・サイエンティストそのものの冷徹で非情な一面を示す一方で、ラキシスの「ダブルイプシロン」化への要望や星団初の4ファティマの一人「インタシティ」のハルペルとしての再生、フォーカスライトの再構築などファティマ達の望みは極力叶えていた。性格的には傲岸不遜で偽悪的な言動が多いものの、自らが生み出したファティマたちへの愛は本物であり、メガエラがヴュラードをマスターとして選んだときは密かに自動車内でブチ切れ、アウクソーがカイエンを守った際には「完成してしまった以上用はない」と勘当を言い渡すなど、不器用ながら愛憎を顕にしていた。ダグラス・カイエン、ミース・シルバーらを養子として引き取り、プリズン・コークスを助手として育てたが、誕生における秘密を秘匿していた事やアトロポスのダムゲートコントロール除去、そして両者の性格的な相性といった様々な問題が災いし、カイエンとの折り合いは良いとはいえなかった。
2974年、ナトリウム・フンフトの依頼により、ノルガン・ショーカム＆璃里一家を匿い、（「研究素体」と偽悪的な言葉を用いながらも）ショーカムの延命治療に努める。ショーカム＝ワイプ・ボルガ・レーダー皇太子が密勅により慧茄とダイ・グを召喚し詔を発している時には璃里に代わって不器用に茄里をあやしていた。2977年、再度慧茄とダイ・グが訪れた際、珍しくも記念撮影に応じている。
晩年は脳組織そのものの劣化を薬で誤魔化しながら研究をつづけ、46番目のファティマの基礎研究結果をミースに託し、2989年の冬、老衰と薬物中毒のため第5巻にて死去。享年529（もしくは490）。
宇宙船のマイトでもあり、死の直前、自ら設計した次元航行デバイス搭載艦「ザ・ウィル」の図面をアマテラスに託している。また、バランシェ・ファティマ第一号のクーンに関しては、バランシェ自身のデータを元に制作していたことが第16巻P226のマキシの言葉から明らかになっている。
『プロムナード』では、ちゃあ・てぃ（ワスチャ・コーダンテ）のアルバイト先の主人「公爵様」（「お館様」「領主様」とも）として登場。ただし既に故人であり、登場人物の会話の中のみでの登場となる。かなりの資産家で、ファティマ育成に関しては45人の孤児を引き取って育てていたとの説明をされている。
モラード・カーバイト
アドラー星のダスニカ神聖連合出身。クローム・バランシェの親友にしてライバルで、貴族出身で神経質な面のあるバランシェとは対照的な豪放磊落な性格。コーラス22世やその子23世、2代目黒騎士ロードス・ドラクーンとも親交があった。ミース・シルバー・バランシェの恩師の一人でもある。
同じアドラー星のシュリーズ共和国にあるマイト養成学校「バルチック・アカデミー」で「開校以来の天才」と謳われ、星団暦2876年、既に著名であったMHマイトのルミラン・クロスビンと組んで、それぞれ専用のMHブラックナイト（のちのバッシュ・ザ・ブラックナイト）とファティマ・エストを完成させる。その後両者が預けられたバキンラカンに移るが、ブラックナイトとエストとの組み合わせがあまりにも強力な戦闘力を誇ったため、この二つを得ようとする騎士の争いに巻き込まれてクロスビンは客死し、モラードもカラミティ・ゴーダーズ星のマルタラにて半ば世間と隔絶した生活を送っていた。のちバランシェの容体悪化を知りアドラーに帰郷、バストーニュに近いペトルカに居を構える。
作成するファティマはバランシェ作に匹敵するクオリティを誇り、バランシェ亡き今は星団最高のファティマ・マイトである。2989年、コーラス軍を支援するため訪れたコーラス城でラキシスと出会い衝撃を受け、2997年にはインタシティの老衰死に立ち会っている。特に前者は彼のその後の人生に重大な影響を与えたとされる。3100年には最高傑作「タワー」を完成させている。
なお、ミラージュ騎士団に招かれた際には、右目にモノクルを使用している（第2巻初版6ページ）。
初期設定ではバランシェ同様に脳移植による延命を行っていたが、設定改変を経て、その脳移植による延命処置を行った後から（エストを作った当時のモラードと近い年代の初代黒騎士を倒した頃のアルテン・サヤステ（第10巻）が魔導大戦時には老人（第15巻）になっていたことから、第13巻でのツバンツヒの「あなたが『今行ってるバランシェ公』とはまた違う延命」が言葉どおりだった）さらにツバンツヒからショーメの情報提供の返礼として提供された因子と詩女フンフトの協力を受けて、自身を重合人間にすることで若返りを果たすことになる。
ミース・シルバー・バランシェ
クローム・バランシェの養女でフェイツ公爵家の後継者。カーマントー星の労働者の家に生まれ、父親の死後カステポーとシーブル（のちのバッハトマ）の境にあるツァイハイ自治区のメトロ・テカ・クロム鉱山に移るがそこで母を失い、反ウースー国ゲリラ首領の女性「A.T.」（アトロポス）に育てられる。A.T.の失踪後はダグラス・カイエンによってクローム・バランシェの許に預けられ、そこでマイトとしての才を見出される。バランシェの死後、その名を継ぐファティマ・マイトとなる。一般には「バランシェ伯」と呼ばれている。しかし、幼少時を知るモラードやコークスからは親目線故か子ども扱いされることも多い。
いわゆる「女傑」の多いF.S.S.の女性キャラクターには珍しく穏健で献身的な人物だが、恩人であるカイエンに対する感情は愛情を越えて狂気に近いものであり、やがてそれが、クロームから引き継いだMAXIMUMのプログラムを完成させ、星団暦で初めての「純血の騎士」＝のちの剣聖マキシマム・ハルトフォラス（マキシ）を自分の子として生むという行動へと彼女を駆り立てた。反面、自身に向けられる感情には疎く、アララギ・ハイトからのアプローチに対しては知人か友人以上の感情は抱いていない模様。
2997年、モラード・カーバイトの助手としてワンダン・ハレー脱走事件に巻き込まれ、ハスハ・スクリティ隊が起こした山火事に遭遇するがモラード・ファティマのビルトに救われ、その献身的行動に強い心理的影響を受ける。3010年にハスハ入りし、自身の子宮をファティマのそれに置換するなどしてマキシ誕生の実験を行う。魔導大戦開戦後、死を予期したカイエンから懐園剣雌剣を託されハスハ王宮からの脱出を促されるが、カイエンのパートナーを解除されたアウクソーの精神崩壊もあってすぐには動けず、一度はボスヤスフォートの虜囚となりながらも王宮で敵味方問わず負傷者の治療やファティマのケアに当たった後、昏睡状態にあるデプレ皇子のいるスバース市へと向かう。魔導大戦中にはイースト・ハスハ、トリスト近郊のガーランドの館に落ち着き、エストのメンテナンスのため訪れたモラードを始めとしたファティマガーランドおよび期せずして訪れたエルディアイと共にアウクソーの処遇について会議を開いている。この頃はバハットマのファティマのケアに勤めており、デコースに対してエストのケア方法を進言している。3031年にはビルドからの要望を受けてワンダン・ハレーを探しにベラ国を訪れたところ、そこに居合わせたソープにアウクソーとカイエンの出会いの経緯を聞かされるとともに、懐妊中のマキシがアウクソーを必要とした際にはぜひアマテラスを頼るようにとアドバイスを受ける。そのまま攻防戦の最前線にも乗り込むと、ガーランドとしてのスキルを活かし、枢軸軍によるクロス・ジャミング対策のプログラムを短時間で組み上げてツラック隊の勝利に貢献している。3075年のハスハント解放戦の時点では詳しい理由は不明だがアウクソーともども王宮に監禁されている。
ナトリウム・シング・桜子
ボォス星アトール聖導王朝の女皇帝フンフトとジュノー星コーラス王朝を成していたメロディ公爵家当主ピアノとの間に出来た不義の子で、その事実は彼女のトラウマとなっている。アルル・フォルティシモ・メロディとは姉妹。身長が低いことがコンプレックス。
マイトとしての能力に加えて母譲りの強力なダイバーパワーを持ち、スティール・クープに師事して弱冠ながら5本線のファティマ・マイトとなっている。AD世紀の血が濃いためかファティマ同様、合成素材の衣類に対してアレルギーを持っており、天然素材の衣服を身に着けていたことからボォス星ノーキィ・シティに住んでいた頃は天然素材を気持ち悪がるホテルコンシェルジュの間で悪評が立っており、結果ファティマ・バーシャを合成繊維アレルギーから救うための衣類を求めて自室に忍び込んだヨーン・バインツェルと出会い、なし崩し的に衣料品および薬品を与えることとなる。後にはデコース・ワイズメルに襲われ重傷を負ったヨーンの治療にあたり、彼を誘ってデルタ・ベルン星のメサ・ルミナス学園高等部へ入学、ワスチャからは先輩として慕われる。そのしがらみから魔導大戦緒戦では「ルミナス・ナイツ」のサポートメンバーとして無理やりボォス星まで連れ出され、「ペットだと思っていたら逆に自分がペットだった」等、いろいろと知ってはならない事実を知って精神的に多少不安定になる。なお、モラードは「この年頃にはよくある症状」として見当違いな同情をしていた。
ミースがアウクソーの処遇を相談したガーランドのひとりで、当初は「特権だらけのガーランドが法を犯せば、ファティマに対しての規制を強化しようとする者たちが増える。法は法として守らなければならない」という視点からアウクソーの処分を主張していたが、ツバンツヒがフローレンス・ファティマとして保存する案を挙げたことから救命案へと翻意した。
初期作品の霧姫とコロナがフィルモアのビオレート・トライトン王子とハスハのマイケル・ジョーイ・ギラという大物騎士のパートナーとなったことで、3020年代後半より師クープに代わって四大ファティマ・マイトに名を連ねるが、最年少ゆえ自信過剰の反面、精神面でも能力面でも未熟な面があり、ワスチャや彼女のパートナー・ヒュートランの素性に気付かなかったり、ルミナス・ミラージュを装甲を換装したK.O.G.と見抜けず「しょぼいMH」と暴言を吐いたりしているが、メカ音痴であることは自身も認めている。他にファティマとしては虹姫がベラ攻防戦で活躍。虹姫の計算能力は偶然の産物で、桜子としても再現は不可能とのこと。
『プロムナード』ではちゃあ・てぃ（ワスチャ）の先輩にして悪友「キルスティン・スター」として登場。学園のプリンス・ジョーディ（ヨーン・バインツェル）にベタ惚れだったが振られた末、授業をサボり続けたことによる単位不足で1年留年するハメになった。春休みになった直後、ジョーディを追いかけるためにちゃあを無理矢理連れ出した。
3070年、ルミナス・ナイツとしての活躍が縁でA.K.D.入り。とあるムッツリスケベの専属医師を務める羽目となる。
スティール・クープ
2980年代から3020年代において星団四大ファティマ・マイトと謳われた名マイト。
主にフィルモア帝国の騎士用にファティマを製作していた。作中にはラ・クラトーマ、シューシャ、パラーシャ、ベルクト、ニナリスが登場している。
弟子のナトリウム・シング・桜子に四大マイトの座を譲ったのちは一線から退いており、帝位を退いたレーダー8世らと共に「帝国老人クラブ」と呼ばれるサロンを作って余生を送っている。3035年、所用でボォスを訪れたところ、負傷したジークの治療のため璃里に呼び出される。その後、璃里によるヨーンの修業にも付き合ったのち帰国した。
帝国の口伝、「ファティマは道具として扱え」が曲解され、自作も含めてファティマがむごい仕打ちを受けていることを悲しんでいるが、どうすることもできない。
プリズム・コークス
幼少時よりクローム・バランシェの養女兼直弟子としてバランシェ城で学業に励んでいた。その経歴からか、世間ではなぜか「バランシェの愛人」と呼ばれている。もっともかつてバランシェに言い寄ったが、振られたらしいことを少女時代のミースに漏らしている。
もっぱら既存のファティマのケミカル・ケアを中心に活動し、ダグラス・カイエンを庇って死亡したアウクソーを再生させている。その際、記憶を失っていたと思われたアウクソーが記憶を取り戻したことに驚愕し、バランシェが複数の情報体を製作しているのではと疑問を持つ。
アウクソーを失い落ち込むカイエンを容赦なく叱り飛ばすなど、かなりの女傑でもある。
ミースの師匠のひとりでもあり、アウクソーの助命にも協力的で、ハレーの探索にも快く協力している。

### その他のファティマ・マイト/AFガーランド
アルセニック・バランス（アルセニック・アイツ・フェイツ・バランス10）
クローム・バランシェの母で、フェイツ公爵家の先代（10代目。ミース・シルバーが継いだ時点で「先々代」）当主。国土そのものが大学ともいえるフェイツの元首として、教育機関の整備に尽力するなど学術立国に力を注いだこともあり、ファティマは「風の3ファティマ」（ユリケンヌ、シクローン、モンスーン）とオプティカル・タイ・フォンの4体しか製作しなかった。
バランス家はウラニウム以来天照家との縁が強い（治めるフェイツ公国も3020年にそれまで属していたエラン連邦から天照王朝（東方10か国）に移籍する）が、アルセニックはコーラス王家と深い繋がりがあったようで、4体のファティマはいずれもコーラス王家に嫁いでいる。後に息子クロームが追求した超生命体「ダブルイプシロン」の基礎研究も行っており、タイ・フォンはその産物である。タイ・フォンが剣聖ハリコン・ネーデルノイドのパートナーとなっていることや特殊な任務を帯びていることなども含め、謎の多い人物である。
『プロムナード』では公爵様（≒クローム）の母親にしてルミナス学園の創立者として、登場人物の会話の中に登場する。
ウラニウム・バランス（アクチノイド・ウラニウム・バランス）
クローム・バランシェの5代前の先祖で初代フェイツ公爵。
騎士の反応速度を利用した生体コンピュータ「ファティマ」の基礎理論研究を最初に行った人物。その結果生まれたのが「生体演算理論」である。また、ミコトの招聘に応じて幼いアマテラスを診察し、その養育法を示唆した。
リチウム・バランス（- 2389）
ウラニウム・バランスの孫で3代目フェイツ公爵。祖父・父の研究を継ぎ、史上初めてファティマの製作に成功した。フォーカスライト、ニーヴ、SSL、インタシティの4体を作り上げ、後にダイオードを製作する。
純血の騎士ナッカンドラ・スバースからファティマの胚の基となった遺伝情報を得た見返りに、彼の血を薄め子孫をもうける手助けをしている。
発表直後からファティマの存在を快く思わない勢力から命を狙われ、居城にはフィルモアのノイエ・シルチスやコーラスのトリオなどの有力な騎士団が交代で警備に就いていた。ニーヴがジェスター・ルースを「マスター」と呼んだ首実検の会にもアマテラスやレーダー6世、エダクダらと共に立ち会っている。
ガリュー・エトラムル / エーロッテン・ニトロゲン
本編未登場。代表作に「ラ・ベルダ」、「ネロス」
リチウム・バランスの死後、非人間型ファティマを開発した。シェルで覆われた脳と脊髄のみのようなグロテスクな姿を見た識者から「これこそ、ファティマのあるべき姿だ」と絶賛され、以降、非人間型ファティマは彼の名を冠し「エトラムル」と名づけられた。人間型であるベルダやネロスはエトラムルとの比較検証のために育成された個体で、星団でも「もっともエトラムルに詳しいファティマ」である。
サリタ・アス・ジンク
女性マイト。現在はロッゾ帝国に在住している。師匠はエーロッテン・ニトロゲン博士。代表作に「オキストロ」「アナンダ」。
バローラ・ブラス
システム・カリギュラ所属プロフェッサー・ビリジアンのAFガーランドとしての名（第15巻）。バランシェ・エトラムル「ロンドヘアライン」を参考に「ブラス・シャーレ」型エトラムルの開発・育成に成功した。
ギルフィー・ビリディン（プロフェッサー・ビリジアン）参照。
ローガ・ポロニウム / 聖弟ナラリタ・ダル・アダマス
アドラー出身。ダスニカ神聖連合で改造ファティマに携わる。騎士でもあり、パートナーはバランシェのハスノホルテ。
アーカス・マーキュリー
本編未登場。代表作にフローレスの称号を有し剣聖ヘリデ・サヤステのパートナーであった「湖のオーハイネ」。
ギェーム・アイアン
本編未登場。代表作に「コンコード」。
アルミオン・エイボス
本編未登場。代表作に「シシステルケスレム」。
カルス・スパンコール
本編未登場。代表作に「ソルティア」。
ムーン・カッパー
本編未登場。代表作は「リンザ」。
ガイガー・グラファイト
本編未登場。甥にミラージュ騎士団騎士のヌーソード・グラファイトがいる。
ヘアリオ・ノーベリウム
本編未登場。ヘ・リー聖域のスーパーガーランド。ローガ・ポロニウムこと、「聖弟ナラリタ・ダル・アダマス」の師。

## MHマイト/GTMガーランド
MH（GTM）の設計を行う技術を持つ人々。ファティマ・マイト（AFガーランド）同様、希少な能力を持つ存在だが、MHの性能は最高ランクの機密に分類されることが多いため、戦時の渡航は制限される。MHマイトの名前には基本的に実在する銃器メーカーの名前が当てはめられている。なお、公にはマイト/ガーランドではないものの、星団最高のMHマイトは自らミラージュマシンを設計したアマテラスのミカドである。
ユーゴ・マウザー
システム・カリギュラのMHマイト（新設定でGTMガーランド）。パンター・フレーム開発者。
ストーイ・ワーナーと共に星団で使われているほとんどの機動兵器の基礎に携わっており、自身もMHローテキャバリー（新設定でボルドックス・シリーズ）やブーレイT-233ボストーク（新設定でラムアド）の設計を行っている。
魔導大戦期にはバッハトマに与してGTMダッカスのオーバーホールを行いつつ、ディ・ヨーグン連合のGTMフドーも製作中。
#バッハトマ魔導帝国、ミラージュ騎士団#第2期 グリーン・レフト参照。
ストーイ・ワーナー
星団三大ガーランド。システム・カリギュラのMHマイト（新設定でGTMガーランド）。ティーガー・フレーム開発者。ミラージュ騎士団#第2期 グリーン・レフト参照。
ゾーン・村田
システム・カリギュラのMHマイト（新設定でGTMガーランド）。
ルミラン・クロスビン
故人。カラミティ出身の天才マイトで、ベルリン（ワイマール）やグルーン（オスカード）の他、破烈の人形の開発にも携わっている。モラード・カーバイトがバルチック・アカデミーに在籍していた当時はアカデミーの学長を務めており、傑出した才能の持ち主であったことがうかがえる。そのモラードと手を組んで、生涯最高傑作であるバッシュ・ザ・ブラックナイト（ダッカス・ザ・ブラックナイト）を作り上げるが、エストを求める騎士の争いに巻き込まれ、心労で死亡したとされる。マール・クルップとチータ・フレームを開発。
ヘッケラー・バシントン
ユーゴ・マウザーの弟子。ローテキャバリーの構造を引き継いで青騎士（X-8 紫仙鋼(インカーセン)）を設計した。
パラベラム・スターム
ロッゾ帝国のヘルマイネ（グロアッシュ）や個人所有向けのデヴォンシャシリーズ、メイユ・スカが特注したザカーを製作した名工。これらのMHは整備性とコストパフォーマンスとに優れ、多くの騎士（特に傭兵）から愛用されている。バルンシャ（デヴォンシャのロッゾ生産版（バヤデルカ））に乗り込んだデコース・ワイズメルは3騎のサイレン（ホルダ）を瞬時に撃破し、プルート（デヴォンシャの3番騎）に搭乗したミハエル・レスターも最終的には撃破されたもののアシュラ・テンプル（ホウライ）に剣を落とさせていることから、実力のある騎士の手にかかれば相当な能力を発揮する性能を持っている。
コーラス南部1世
コーラス王朝のコーラス21世その人。騎士とガーランドの能力を持つ。
ルーザーン・アストラ
MHマグロウ（カールスドーラ）を設計したMHマイト。バルチック・アカデミー・トラン連邦所属。
バルター・ヒュードラー
コーネラ帝国に所属する女性マイト。国主アジャンタ・ルーパート二世の命とシステム・カリギュラの協力によりMHカナルコード・エリア・ナイン (K.A.N.：SBB-1) の製作を進めている。人間型ファティマをMHの不安定要素として忌み嫌い、K.A.N.（SBB-1）をエトラムルに特化した設計とした。後にエトラムル型では最強クラスのGTMには及ばない事を痛感して、エトラムル型の改良と並行してファティマ型のデモールも開発していく事を決意する。
騎士ではないが筋トレが趣味で、腹にシックスパックができるくらいには鍛えられた身体を持つ。服装も研究と動きやすさを優先していたが、協力者のビリジアン相手に頬を染め、可愛いワンピースを着るようになるなど、けっこう乙女。
3065年、魔導大戦の長期化で騎士との相性でファティマの補充の難しさが改めて浮き彫りとなったことで、エトラムル対応設計の重要性を評価されつつある。
キアリ・セトメ
ジュノー星、ピチカート公国を拠点に活動するGTMガーランド。GTMカイリーダウン、およびそのバリエーションのアマルカルバリを手がける。
キルリ・セトメ
キアリ・セトメの孫娘。アドラーに拠点を構え、ディ・ヨーグン連合のGTMスダルダを設計することになる。
アイアン・ドライゼ
ダイアモンド"クラック"ニュートラル
イズモ宇宙都市のガーランド。騎士でありAFガーランドでもある。GTMブランデン（旧テンプル）・シリーズ設計者。詳しくはダイアモンド・ニュートラル を参照。
ブラウニー・ライド
星団三大ガーランド。ライオン・フレーム開発者。星団歴初頭の科学者。MH登場以前のマシン・メースの設計が主。彼のブラウニー家は本編で活躍する多くのMHマイトの宗家でもある。ファティマ登場後はフィルモアのサイレン（ホルダ型GTM）、ハスハのジ・エンプレス（カイゼリン）が代表作。
亜奈美・ヘンシェル・アトワイト
アナミー・ヘンシェル・ガーランド社創始者。後に東方諸国を与えられアトワイト公爵になるとともに、天照王家と婚姻する。以降、天照王朝アトワイト家。GTMモルフォ・ザ・スルタン（旧オージェ・アルスキュル）を設計。
ユリカ・シグ・アトワイト従親王
アトワイト家の騎士にしてガーランドとしてモルフォ型GTMとその派生騎を受け持っている。パートナーはバランシェファクトリーファティマのナゴン（納言）。
マール・クルップ
星団暦2000年代中期のマイトにおける最高峰と言われた人物。GTMホルダ23型以降。コーラス21世の依頼によりエンゲージ（HL1）の設計を行っている途中に急逝、開発はルミラン・クロスビンが引き継いでいる。ルミラン・クロスビンとチータ・フレームを開発。
リーキ・クルップ
GTMホルダ27型以降、フィルモア帝国GTM多数。
メリンダ・クルップ・ショルティ
フィルモア帝国が誇るMH家系のひとつ、クルップ家の女性マイト。それまでサイレンの開発に関わっていた叔父のリーキ・クルップの後を受けて帝国筆頭MHマイトとなった。皇帝騎ダス・カイザースを開発。
ゼビア・コーター
故人。星団三大ガーランド。ナッカンドラ・スバースが搭乗したクルマルス（グロウスタイン）シリーズや、ジ・エンプレス（カイゼリン）を改修、バーガ・ハリの基本設計をした名工。アトール王朝と深い繋がりを持つ。
ガステン・コーター
故人。ゼビアの孫または子孫。高名なGTMガーランドであり、コーネラ帝国のGTM デモール・ゾロの元となる設計思想を後世に残した。
マギー・コーター
ゼビアの孫または子孫。自身もAトール・ESSQ（Aトール・スクリティ：バーガ・ハリESSQ）やAトール・ダンダグラーダ（作中未登場：バーガ・ハリ・ダンダグラーダ）を手がけている。魔導大戦ではハスハにて各地の戦闘で損傷したAトールの修復や整備に追いまわされている。ファティマスーツマイスターのシアン夫人はバルチック・アカデミー在籍時代からの友人であり腐れ縁。夜這いに来たダグラス・カイエンを叩きだしたり、自身の立場に気を使うアルル・フォルティシモ・メロディに活を入れたりするなど女傑ぶりを発揮する一方で、カイエンを悼むためハスハにやってきたシアン夫人を気遣うところは女性らしいと言える。祖父と同じく鼻ピアスを嵌めている。
ルーテン・バルミドラン・シャープス
フィルモア帝国のMHを設計してきたブラウニー家の人物で、現在も多くのフィルモアMHを生み出している。最新型のMHである「ファントム（ラミアス）」の設計者でもある。クープ同様「帝国老人クラブ」の一員で、口髭がチャームポイント。
スカイドラ・ボーチャード
MHアウェケン（ラングルーン）を設計したMHマイト。
ノイス・グリオノフ
聖宮ラーン東宮の誇るガーランド組織「ダリ・キア」所属。GTMアトラを設計。
ナカカラ出身のガーランドだが、自らGTMを設計・開発が出来る場を求めてバッハトマに渡り設計を詰めながらGTMカーバーゲンなどの生産に関わる。しかし、開戦後に自身が関わった兵器が母国を蹂躙する様にショックを受けて出奔。焼け野原となった故郷を彷徨っているところをブローカーに囚われ、カーマントーのアンビラント鉱山に送られる。バッハトマ所属ないしガーランドと身元を明かせば解放されたが、負い目から「ノイ」と名乗り難民となる。鉱山労働者会議の議長を務めている。騎士の血に目覚めた少年・アイルに力の使い方や隠し方を教えてた。新たに送り込まれた少女・アンジュが自身の気持ちを肯定してくれた際には感激の涙を流し、彼女がマグダルとは知らず「カーマントーの詩女」と呼ぶ。
マーナス・レミントン
聖宮ラーン東宮の誇るガーランド組織「ダリ・キア」所属。GTMエピキュラを設計。
キルス・レミントン
AD世紀のガーランド。スミロ・フレームを開発。
グローン・ボウチャード
AD世紀のガーランド。GTMバクシコア、ダイナニズムを設計。
マルケス・ルガー
AD世紀のガーランド。GTMグラムラーを設計。
ツィーイ・ィー・ヘンシェル・クルップ
AD世紀のガーランド。シンファイア制御システムを開発。ヘンシェル・クルップ・ガーランド（星団暦発足前後にクルップ系とヘンシェル系に分裂）創立者。
フラム・アトワイト
歴代天照家GTM、レオパルト・フレーム開発者。リィ・エックスの実母。
天照帝
ブリンガー（旧ミラージュ）・シリーズの設計開発。ティティン・フレーム開発者。

## マイスター/スライダー
MH（GTM）やファティマのマイト（ガーランド）に準ずる専門技師。整備・調整などの運用において高度な技能を有する。MH（GTM）やファティマの専門職だけに限らず、特殊な方面に秀でた者もいる。
レディオス・ソープ
星団歴2700年代から登場した伝説のMHマイスター（GTMスライダー）。星団史をまたいだ年代で複数回確認されており、襲名制と噂される。ふらりと現れては短時間で凄腕の仕事をやってのける、謎の多い正体不明の人物。場違いな服装で怪しまれることが多く、ファナという名の女性パートナーを連れている。ボーダーはつけていない。
プリンチペ・シリーズ・サリアッカー・パナフランシス・シアン
バランシェ・ファティマやモラード・ファティマ、並びにフィルモア騎士団やフィルモア・ファティマなど数多くのファティマスーツ・騎士団服を手がけるスーツ・マイスター（デザイナー）であり、ダグラス・カイエンのガールフレンドのうちの一人。カステポー・ヴァキシティでヒューア・フォン・ヒッター子爵という世を忍ぶ仮の姿を纏ったカイエンに引っ付いていた時は気の弱そうな淑女と言った感だったが、年を経る毎に性格がどんどんとオバサン化してしまっている。それでもおしゃべりの多さは昔から変わらず、コマの2/3近くを全て自分の愚痴で埋め尽くすほどのマシンガントークの持ち主。荷物持ち兼お針子としてバランシェ・ファティマのマドリガル・オペレッタとカナハの2体を所有している。
従来の「デカダン・スタイル」が星団法改正により禁じられた際も、その裏を掻いた斬新な「プラスチック・スタイル」を発表、アマテラスやフィルモア王家、ファティマ・マイトらの絶大な支持を受ける（この新たなスタイルに対応すべく、アマテラスの手でMHのファティマ・コクピットが再設計されたほどである）。
もともとはモーターヘッドの装甲素材の研究者で、MHの音を聞いただけでそのMHの装甲バランスや状態を一瞬で解析してしまう。MHマイスターではないが、それに類する能力を持ち、それをファティマ・スーツの開発に当てている。
その名声故に、渡航の自由などファティマ・マイトに匹敵する処遇を受けており、カイエンの他、慧茄・ダイ・グ・フィルモアやミマス・サオリレナといったVIP、マギー・コーター、プリズム・コークスらマイトたちと交友範囲は広い。3030年にはカイエン死すの報を受けて「少しでも早く、少しでもあいつの死んだ場所の近くで泣いてあげたい」という理由で戦時中のハスハに入る。
カステポーの騎士公社でヨーンとパルスェットに声をかけ、ファティマスーツをロクに持っていない二人の状況を見かねてパルスェットに予備の「ダブル・アライメントスーツ」を、さらに手袋から何者かを悟り、ヨーンにも装甲入り戦闘服を進呈する。

## 詩女
「うため」と読む。炎の女皇帝ナインより代々記憶と星団の歴史を継承している女性達。AD世紀より続く領土なき大国「アトール聖導王朝（ハー・マジェスティ・インペリアル・キングダム）」の皇帝を兼ねる。旧設定におけるアトールの巫女に相当する存在。ナイミン以降は全て惑星カーマイン＝ボォスにおいて出生した人物が就任している。
強力なバイター、とくにスコーパーの能力を持つ人物も少なくなく、貴賎を問わず多くの人々に触れ合いながら数々の活動や助言を行い、ハスハントの人々の安寧を支える。極めて巨大な政治力を持つ一方で立憲君主的な律を課しており、よほどの必要がない限り聖都ラーンを中心としたミノグシア以外の国々に対し直接の関与を避ける傾向が強い。ただし、後の星団史に大きく関わる出来事においては「ネードル・シバレース」のような代理人を遣わしたり「預言」を与えるなどして力を及ぼすこともいとわない。
詩女は就任後、原則として聖宮ラーンを離れることはなく生涯を過ごす。例外はまだこの習わしがなかった時代のナイミンやジスデラらと、特殊な役目を帯びてデルタ・ベルンに赴いたリトラ、そして「生涯処女」の禁忌を犯し不名誉な退位を経たフンフト、そして就任の経緯からラーンへの群行すら行わず、ハスハントの首都ベイジの王宮から生涯出ることのなかったムグミカである。そのため、詩女が他の地に力を及ぼさねばならない場合、先に挙げたネードル・シバレースなど忠実な従者人が彼女らの目や耳や手足となって働きを遂げる。
次代の詩女は、先代の詩女によって直接指名され、引き継ぎとして「記憶の継承」がなされる。何らかの理由により詩女が不在となり空白期間が生じた場合はセントリーとともに新たな詩女が現れる。この場合、すでに「記憶の継承」がなされているが、これにはセントリーが大きく関係しているという。新たな詩女が就位するにあたっては、まず「都行き」という習わしが果たされる。彼女らはまず生まれ故郷に赴き、そして一年の歳月を経たあとでラーンに向けての旅路に就く。この一年の期間は、「記憶の継承」によって得た膨大な記憶の整理のために費やされるという。ラーンへの途は空路を頼らず、特殊な装飾が施された陸上船「セイラー」を伴ってゆっくりと陸路を進んでゆく。これは実質的に初代の詩女であったナイミンの功績を辿り再現する目的で行われるとも言われる。事実、この都行きは詩女の初めての仕事をも兼ねており、彼女らは道行きで滞在した都市や街、ときには村や集落で歓待を受けながら、かつてナイミンがそうしたように、そこで受ける相談を解決したり、あるいは助言を与えたりする。この「都行き」の警護を兼ねる随伴者にはさほど規定がないようであり、少なくとも過去には星団でも屈指の騎士と兵力を伴った他星の大帝国が上空から警戒を務める中、その時代最強のボルテッツ複数を伴って旅を行った詩女も存在する。
また、新たな詩女が就位した際、それまでラーンで司政の中枢を担ってきた高位神官は全員が勇退するしきたりとなっている（幾人かが相談役として残される例外もある）。これにより、組織の腐敗や陳腐化が防止され、保身を目的とした不要な権力構造の構築も予防される。新規組織構築に伴う混乱は詩女が継承した知識や相談役、中枢外の人員のはたらきにより極力回避される。このシステムについては星団の多くの国家が採り入れを望むものの、残念なことに完全に成功したケースは見られない。
代々の詩女達はその活動内容や功績などに応じた呼び名が（多くは死後に）付けられている。なお、ここに名前が上げられているのは詩女たちのうち一部であり、全員ではない。
詩女原母 ヘリオス・ナイン・ユニオIII
詩女の母とも呼ばれ、詩女の記憶継承システムを構築した人物。超帝国ユニオの皇帝。詳しくは#AD世紀を参照。
黒の聖女 ヤーン・ダッカス・カステポー ユニオIV
ナインの実子。記憶を超帝国系列ではない女性に受け渡し、詩女の起点となった人物。詳しくは#AD世紀を参照。
中原の詩女 ナイミン・ハスハ・アトール
ヤーンから記憶を受け継ぎ、事実上初めて詩女となった人物。ハ・リの地を拠点とし、ミノグシアやカステポーの人々の生活の助けとなることを生涯の務めとした。彼女のこの行いにより、「詩女」という存在が世に知られるようになったともいえる。
星の詩女 スジタス・ボォス
二代目の詩女。ボォス星の名前の由来となった人物。ハ・リにて政務を行いながら、詩女の言葉としてカラミティのダス・ラント連合帝国の東西分裂を予言し、その機に乗じて衛星地域であったギーレルやハスハント地方などに移民による国家を次々と立ち上げさせた、政務に長けた女性。
水引の詩女 アオイ・ラジョラ
巨大化してゆくハ・リの内政と安定とに生涯を注ぎ、運河「タイダル（もっとも、そう呼ばれるのははるか後の時代になってからである）」の建設を開始した詩女。
緑の聖女 ジスデラ・トークナン
ハ・リから出て、他国からの干渉を受けるミノグシア諸国やカステポーを巡り、人々の相談を受け続けた詩女。
北限の詩女 ローショー・オーハイネ
当時はまだ未開の荒原であり、「北限地方」と呼ばれていた北部ミノグシア出身の詩女。これらの北限地方の発展と安定とに生涯を捧げ、後にベラ・イェンシング・バトラントの新興三国が産まれる土壌を築いた。
開国の詩女 ヒュツァ・リルレ
ラーンの三代前の詩女。両親はカラミティ星出身であるが、カーマインで産まれた。このことより、詩女の条件が「カーマイン出身であること」ということが判明する。
花の詩女 ラーン・ユニオV（在位451 - ？）
「星団暦」と呼ばれるほど深く歴史に関わった詩女。「阿闍梨（アジェリ）」という称号も持つ。星団歴451年に詩女となり、後のフィルモア皇帝サイレンと共に都行きを遂げた。歴代の詩女の中でも最もやさしく、人々に人気のあった人物である。在位中も幾度もの暗殺計画に巻き込まれながら、頻繁に王宮より市街に降りて人々との語らいを楽しんだという。
実はナイン・ユニオIIIの実子であり、ヤーン・ユニオIVの妹に当たる（カイエンの叔母でもある）人物であったことが明かされており、ナッカンドラ・スバース同様何らかの理由でボォス星に残されたと見られる。
彼女の時代にハ・リは学術都市として大きく発展する。
『花の詩女 ゴティックメード』に登場するベリン・アジェリその人。
にきたまの詩女（輝きの詩女） ライヒ・ナカカラ（在位2010 - 2130頃）
クリスティン・Vに預言を伝えた詩女として登場。別名「トホホの詩女」。
星団連合委員会を隠れ蓑として詩女ごとラーンを潰そうとする巨大勢力に対しラーン教導学院の学生たちとともに立ち向かい、ついに勝利を収める。2017年には「東宮西宮の乱」を納め、クバルカン法国法王マリーナが星団法を産み出すきっかけを作る。また、2020年にデルタ・ベルンを中心として発生した星団を大きく揺るがす出来事にも関わる。セントリー「ライブ」による直接の加護を受けていた事実が、彼女が統治していた時代が星団としても大変危険な激動のもとにあったことを窺わせる。グリース王国玉座を急襲したボスヤスフォートの「正体」も看破しており、その知識は後の詩女にも受け継がれてゆく。この時代の重要人物の殆どは彼女と強い繋がりを持っていたという。
なお、彼女の時代には、「ツィー・ミーン」なる少女がラーン教導学院に裏口入学している。
あらたまの詩女 メル・クール・リトラ・天照（在位2015 - 2122没）
ナカカラと同時期に在位していた、もう一人の詩女。イースト・カステポーのフランダー出身の戦災孤児で、ナカカラに引き取られて記憶継承を果たしている。詩女である事実は秘匿されたままデルタ・ベルンに赴き、ラーンではなくグリース王国を終の棲家とした。リトラを「あらたまの詩女」として知るのは、歴代の詩女を含めたごく一部の人間のみである。
2020年に発生した事件によりF.U.ログナー＝カラミティ・ゴーダース王を喪ったデルタ・ベルンをその「グレイン」の力により寿命を削ってまで守護し続けた。彼女がいなければ天照・ディス・グランド・グリース・エイダス・フォースは別として、天照家は確実に崩壊・滅亡していたと伝えられる。ナカカラが共有していた情報を除いて彼女の記憶が後の詩女たちに継承されることはなく、実際に何をなしたかは天照やログナー、ミコトといったわずかな人物しか知ることはない。詳しくは#A.K.D.を参照。
集約の詩女 クルル・タイダル（在位2220 - 2300代）
ナカカラ退位から80年もの詩女不在の空白期間を経て就位した、クルル王国の王女であった女性。かつてフィルモア帝国の所領であったナカカラ中原地方をミノグシア領ナカカラ王国として統合する。これに対しては無論フィルモア帝国やメヨーヨ朝廷も軍事介入したものの、2310年に星団を揺るがす「ファティマ発明」という大事件が発生したことから星団列強諸国は紛争から手を引かざるを得なくなった（もっとも、こうなることを予知していたからこそ、タイダルは事に及んでいた）。
天照の依頼によってナッカンドラ・スバースの制御も託されており、彼の血がリチウム・バランスに提供されたがために始源となる4人のファティマが誕生した。したがって、ミノグシアを一つの「塊」として集約したことに加え、ファティマ誕生を司った詩女としても星団史に名を残している。
また、彼女にちなみ、ラーンに築かれた人工河川「ラーン運河」が改めて「タイダル川」として命名を受けることとなった。
全視の詩女 ホルリ・エダクダ（在位2355 - 2400代末）
2364年、レント国王ジェスター・ルースが初めて「マスター」制度を生み出した場に立ち会う。また、西ハスハント王国の王子であったデューク・ビザンチンに二代目剣聖の称号を与える。「ネードル・シバレース」の資格とディー・カイゼリンを預けられたビザンチンは2490年のハスハント内戦において、AFインタシティをパートナーにハスハの大地を守り抜く。
抱擁の詩女 ルーザツギィ・ダルタン（在位2501 - 2600頃）
静寂の詩女 トーキィ・ジキジディ（在位2600代 - 2700代末）
己とクーンとの関係を知って狂気の淵に陥り、ついに薬物中毒者とまでなってしまったダグラス・カイエンを封印。聖宮ラーンにて凍結した詩女。
晴天の詩女 ボルサ・バスコ（在位2803 - 2918）
ナッカンドラ・スバースから始まる純血の騎士の血筋を持つ詩女。バキン・ラカン帝国聖帝ランダの娘であるラシャ・バスコを母とする。2790年に始まったハスハ統一戦争に際して2810年にダグラス・カイエンを目覚めさせ、剣聖位を預けた（統一戦争終結後の2819年にカイエンは消息を絶つ）。2859年に慧茄を剣聖として指名。2880年代にはエストを保護、以後ツーリー・パイドルをマスターとして得るまでエストは詩女の保護下に置かれる。
詩女としてのボルサの最後の大仕事は2916年、カイエンと別れることとなったクーンをセントリー・マグマに預けたことである。アウクソーがカイエンのファティマとなったのも同時期であることから、彼女の二重記憶に関しても関与した可能性が高い。
沈黙の詩女・魅惑の聖女 ナトリウム・フンフト（在位2920 - 2961、3030 - 3070？）
詩女の身でありながら直接的に政治力を行使した唯一の人物。
2961年、カモン・ピアノ・メロディ公爵との間に一子をもうけるという「生涯処女」という詩女の定めを破った不祥事により一度退位しつつも、ムグミカの早逝により再度詩女として復位する。記憶こそ継承されてはおり、スコーパーとしても凄まじい能力を持っているものの既に預言の力は失っている以上、詩女としては何も伝えられない人物＝「沈黙の詩女」という不名誉な称号を第二期就位時に得ることとなったが、後にそれが誤りであったことを大いに知らしめたことから「魅惑の聖女」という新たにして名誉ある称号を得ることとなる。詳しくは#ミノグシア連合（ハスハ連合共和国）／アトール聖導王朝を参照。
なお、彼女は記憶の継承によってベリンやナカカラといった歴代の詩女のフィルモア帝国皇帝に対する想いをも受け継いでおり、政略を抜きとしてダイ・グ・フィルモアに対し本心からの慕情を抱いていた。
転生の王女 ムグミカ・コレット（在位2962 - 3030没）
最も年若くして世を去った悲劇の詩女。
フンフトの退位により幼少にして詩女となったものの、まったくの偶然として祖父がハスハント共和国国王ラオ・コレット・クルールであったことが彼女の命運を定めた。
ハスハ連合共和国が樹立したのはまさにムグミカが詩女に就く直前であり、そこでハスハ連合共和国代表議長の血族が詩女となってしまうことはいかにムグミカが超絶的なスコーパー能力を有しているとはいっても恣意性を疑われるとともにミノグシア統一を「ラーンやコレット家による権力志向の結実」として誤認させ、結果歴代の詩女の名をも汚してしまいかねない。一方で、以後の詩女の動向を代表議会に、あるいはハスハ連合共和国の政治を聖宮に左右されることも決してあってはならない。
国王以前にミノグシアの一住人であるラオ・コレットはこの極めて難解な命題に対して、ラーンとの関係性および孫娘の自由を代償に、政治と詩女とをともにハスハント王宮に置く形をもってミノグシアを一つに結束させた。詩女は生涯を聖宮から出ることはない。ゆえに、ムグミカはラーンに赴くことはなく、またベイジ以外のミノグシアの大地を踏んだことのない唯一の詩女としてその短い生涯を終えた。高位のスコーパーが故に「ナ・イ・ン召還のための贄となる」という己の最期を知っていた可能性はあるものの、それでもムグミカは己の生命が消える最後の瞬間まで、己が「マジェスティック・スタンド」を全うした。詩女は皆、決して生を自ら放棄せず、未来に絶望することもない。
生前に次代の詩女としてマグダルを指名していたにもかかわらず、ムグミカがベイジを在所としていたがためにフンフトのもとで政務を担っていた高位神官たちがまさに歴代の詩女たちがしきたりによって排除してきたはずの腐敗した権力構造を構築してしまっており、より長く権力を操りより長く甘い汁を吸うために指名を握りつぶしてしまった。再び詩女の座についたフンフトは陰ながらこの旧勢力とも戦い続けている。
その他については#ミノグシア連合（ハスハ連合共和国）／アトール聖導王朝を参照。
時（とわ）の詩女 マグダル・カイエン（在位3070？ - 3200代？）
ダグラス・カイエンの娘。すなわち「血の召還」により星団に戻ってきた詩女原母ナ・イ・ンにとっては曾孫にあたる。その血縁があってさえナインはマグダルを一顧だにせず、詩女の座を取り戻したマグダルが兄弟とともにボスヤスフォートを打倒するその時まで、一切の助力を与えない。同じく、詩女の守護者であるはずのセントリー達もムグミカに対してはなんらの恩恵も及ぼさない（これはラーンの腐敗した神官たちがムグミカを詩女と認めない口実の一つとなっている）。一方で、マグダルが何者なのか、なぜ超帝國北都「マグダル」の名を与えられたのか、先代詩女ムグミカは全てを知悉していたという。その他の事柄については#ミノグシア連合（ハスハ連合共和国）／アトール聖導王朝を参照。
なお、彼女の退位後も新たな詩女が就位することが確定している。

## ドラゴン・ネイチャー
ボォス星のカステポー地方を聖域とする完全無欠の生命体である。指の数は6本。生物の形質は退化にて減ることはあっても増えることはないという事から、人間を含む脊椎動物の5本指を超える存在であることを示唆している。肉体は3次元に存在することから寿命を持つが、精神はより高次元の存在であり不滅だという。そのために一定期間の後に転生し、幼生となってまた成長を繰り返す。ただしクローム・バランシェの研究によるとそれは成長ではなく、遺伝情報体から変化していく「個体進化」であり、それを応用したのが複数の情報体を持つファティマ・アウクソーである。ドラゴンはおとぎ話にも登場することから有史以前から存在していたことになる。
AD世紀にボォス星へ入植してきた人類が我が物顔の振る舞いを見せた時、突如ドラゴンが現れ都市を攻撃し、ドラゴンと人類は全面戦争の直前にまで至った。事態はヤーン・バッシュ王女の奔走により、炎の女皇帝が謝罪したことで収拾されたが、その時に反省した人類はドラゴンとある契約を行い、それ以降カステポーは如何なる国家統治も許されない土地になった。ボォスの至る所に存在する不自然な地形は、全てドラゴンが作り出したものである。
存在するのはL.E.D.、ジェット、サンダー、フェザー、アースの5種5体。ドラゴン・ドロップと呼ばれる極めて希少な宝石を分泌し、人間やファティマに与えることがある。また、ボォス星の伝説ではそれら5体のドラゴンを統べるより高位な存在も居ると伝えられている。
なお、新設定においてはセントリーに差し替えられている。
L.E.D.ドラゴン
1本の角と白と赤のカラーリングが特徴の最強のドラゴン、ドラゴンの盟主である。この姿になると食事はしないうえに呼吸も必要がないという。L.E.D.ミラージュのデザインとカラーリングの元となっている。4100年に育ての親アトロポスとの約束を果たしデルタベルン星を消し去ることになる。3030年現在は幼生に転生している。
すえぞう
L.E.D.ドラゴン→セントリー・ライブの転生した姿。本来の姿に成長した暁には再び最強の生物となるらしいのだが、騒がしく何にも役立たない手間のかかる迷惑な生き物に過ぎない。レディオス・ソープ曰く「でっかいペンギンみたいなの」「でっかいニワトリ」。人語を解する知能は持ち合わせるものの、他者をからかうような行動が多く、また物忘れが非常に激しい。テロル・ミラージュのグラン・シーカーにあかんべーをしてアレクトーを仰天させた一方で（リブート第5巻143ページ）、助けてくれたブラフォードに「うっす!!」と握手したことも（リブート第5巻273ページ）。食べ物の好き嫌いも激しく、基本的に野菜や果物と言った自然そのものの食べ物しか口にしない（最弱状態にある現在でもボォス生態系の頂点に座する存在であり、他の動物が彼のために食料を貢いでいる）。必殺技?は「げろブレス」。アトロポスのことは「ねえちゃん」と呼んでいる。一方、ソープやアトロポスからは「すえ」と呼ばれている。苦手なものはラキシス。
転生を予期したアマテラスは、ソープとなってL.E.D.ドラゴンにボォス星カステポーへ会いに行く。ソープは幼生の持つ命の水を求めるシーブル国の軍事行動により殺される が、野獣に死体を食い散らかされているところに偶然、幼生と出会い、ソープは命の水に触れ蘇生する。幼生に連れられてL.E.D.ドラゴンの残留思念と出会い、命の水を代償として幼生を育てうる人物に託すように要請される。伝承ではL.E.D.ドラゴンはフォーチュン（未来）を差すことから「末々」、しかしそれでは立派すぎるので「すえぞう（末三）」とソープが命名した。現在はアトロポスに自分を育てさせている。赤いドラゴン・ドロップを分泌し、アマテラスを通じてファティマ・ラキシスに与えている（二つの破片をそれぞれが所有し、後にラキシスとK.O.G.が時空の彼方に飛ばされた時も、共鳴により唯一二人を結びつける道標となる）。また、この時にアマテラスの力が戻ったことでソープが蘇生するために使った分の命の水がすえぞうの元に返還されているが、第15巻時点で使われた様子はない。
18097年、ジュノーですえぞうと特徴が一部似ている「きれいな動物」に再び転生しているようである。その姿は、後述するフェザー・ドラゴンの幼生「楊貴」に似ている。
新設定でセントリー幼生体となった際に姿形がそれまでの白に赤の二股尻尾から白に黒の2本尻尾に変化し「おきたらこーなってた」となんとなく『世界の改変』が起きたことを自覚している。
ショウメ争奪戦後のセンタイマ襲撃の際に、シル・ヴィスが誤って召喚。なぜかデモンの方に逃げようとするのをカレンが捕獲して投擲するという、あんまりな扱いを受けた。これにはさすがのセンタイマも反応に窮している。
ジェット・ドラゴン
漆黒のドラゴン。ファティマ・バーシャ（＝エスト）を守護する。黒騎士団団長のヤーン・バッシュ王女や黒き死の女神など黒という色に関連性があるのかもしれない。すえぞう曰く、バーシャがヤーン王女にそっくりなため、ジェット・ドラゴンはバーシャのことが好きであるとのこと。
サンダー・ドラゴン
青い美しいドラゴン。メヨーヨ朝廷がアシュラ・テンプル開発のために起こした「壊し屋」事件で、メヨーヨの研究班が搭乗する艦艇を消滅させ、メヨーヨの暴挙を抑止するため尽力したファティマ・静に青いドラゴン・ドロップを与えている。
フェザー・ドラゴン
黄金色のドラゴン。フロート・テンプルの動乱でサタンなどを撃退した。3010年頃に転生していたが、幼生の出現はアトール女皇帝ムグミカにより停められていた。その羽根や鱗は装飾品として希少価値が高く、その名はジョーカーの通貨単位「フェザー」と関係している。
楊貴（ヤンギ）
フェザー・ドラゴンの幼生。ムグミカの血の代償として転生を魔道大戦の勃発まで停められていた。ムグミカがボスヤスフォートに殺害されると同時に幼生は出現し、ムグミカは転生と共に作り出される命の水を用いてナ・イ・ンを召喚した。そしてナ・イ・ンは楊貴に憑依して行動することになる。なお、楊貴としての性格はすえぞうとなんらかわらない（作者のコメントによるとこれは総ての幼生体に共通するらしい）。新設定でセントリー幼生体となった際に姿形が変化し、すえぞう同様になんとなく『世界の改変』が起きたことを自覚している。
アース・ドラゴン
翡翠色と琥珀色のドラゴン。ボスヤスフォートの前にムグミカが倒れ、本来の後継者マグダルも力を失ったことから、ナトリウム・フンフトを一時的にアトール女皇帝に復帰させ、フンフトと楊貴を連れてラーンへと向かう。
花櫚（オーリーン）
アース・ドラゴンの幼生。一見すえぞうより賢そうに見える顔つきはドラゴン・ネイチャーの幼生体の威厳を持っている。ただし、性格はすえぞうとなんらかわらない。イメージイラストのみで本編未登場。

## セントリー
『月刊ニュータイプ』2013年5月号の設定改変以降にそれまでのドラゴンに代わって設定された同様の存在。
幼生や命の水の存在や、ボォス星における人類とのやりとりなどの設定はほぼ変わらないが、「星の意思の具象化」とされ、肉眼や観測機器では全く観測出来ず、特にボォス以外の他の星の人々からは存在自体が疑問視されている物として扱われている。しかし状況によっては目に見える姿を現すことがあり、それらが噂や伝説として各地で語られている。また、システム・カリギュラが求める「ショウメ」とはセントリーの幼生（詳しく該当するのは3031年時でまだ存在していないブラウ・ブリッツの幼生）である。
ライブ・コントローラー
セントリーの主で、物質の王としてあらゆる世界へ干渉が可能な力を持っている。人間にもその姿が見えるが、その姿は不定形で見た者によって全く異なるという。全長は最大22万光年（アンドロメダ銀河の直径とほぼ同じ）。質量は0。
かつてボォス南半球、旧超帝国南都ミギアを消滅させ、その名と同じ「ライブ・コントローラー」と呼ばれている跡を残している。
星団暦4100年、「ノヴァ・フレーム（旧名：クエーサー・フレーム）」によりデルタ・ベルン星を消滅させる。またその時、アトロポスとクローソーとを吸収、昇天させる。
星団暦7444年（ボォスでは55億年後）、再び「ノヴァ・フレーム」を以前以上の規模で放ち、女魔帝ゴリリダルリハをバスター宇宙へと叩き返す。
ブラウ・ブリッツ
雷のブリッツとも呼ばれ、空気やプラズマの実体化したセントリーとされている。攻撃手段としてライトニング・ブラストを放つ。
このセントリーの命の水を使ってセントリーのファティマ「タワー」を生み出せと詩女ムグミカがモラードに託した。
映画「ゴティックメード」ではボルドックス出現前後にカーマイン上空を遊弋していることが確認できる。これはナインおよび歴代詩女との約束を果たすためベリンの警護にあたっていたからであり、もしトリハロンが敗れていた場合はブリッツがライトニング・ブラストを用いてテロリストを一掃していたことが確実視されている。
ショウメ
ブリッツの幼生。すえぞう、楊貴とは異なりほぼ人型の妖精のような姿をしており、人語も堪能（ただしひらがなでしかしゃべれない）。身長は人間の幼児程度だが、ミジンコのように微小なサイズになって身を隠すこともできる。サタンの種類や対抗法の知識もある。
マグマ・ハイブレーション
星の内部の力が実体化したセントリー。旧超帝国東都ハツーダンを飲み込んだ地形変動を引き起こしている。第15巻P148に登場。
カラット・ヴィンダー
光の実体化したセントリー。
パルサー・フローラ
真空と宇宙のセントリーで、主に宇宙空間に現れると言われ、地上から星が見えなくなるほど巨大であるとされている。第15巻P147に登場。

## AD世紀
ユニオI
星団暦以前3500年頃に成立した「超帝國ユニオ」の初代統制ユニット。人ではなく、特定のメインユニットも存在しない人工の統合機械であり、人類の情報から世界の全てと宇宙の観念に至るまでを取り込んだ恐るべきソフトウェアをもって星団内に普遍的に存在する形で「超帝國ユニオ」という統治機構を管理統制していた。後に自らを強化発展させたユニオ2、そしてディストピア化した超高度情報化社会をリセットしてもう一度人間が幸せに生きてゆける世界を作り出すための統制ユニットであるユニオ3＝ナインを産み出す。「それ」と、ナインの時代とが、超帝國とジョーカー人類にとっての最盛期であると言われている。
アーハト（緋紫の皇帝）
超帝國8代目泰皇帝。ナ・イ・ンは彼の抽出子であるという。AD世紀5000年代にスタント遊星と共に現れたサタン達を迎え撃ち、懐園剣を持って魔王タンツミンレを撃破している。
新設定においてはセントリーとの調停のためにナインが復権する直前の総帝であった。
ネッド・スバース（ナッカンドラ・スバース）（- 2499）
レーダー太陽王の元で2000年以上凍結されていた超帝国皇帝団最後の純血の騎士。ヘリオス騎士団には所属してはいないものの、剣聖である。覚醒後はカラミティのスパチュラー国で圧政に苦しむ人々を助けるためにレジスタンス活動をしていたが、当時「騎士」は敵味方問わず破壊と殺戮を繰り返す「シバレース（呪われた騎士）」として人々の間で恐れられていたため、騎士の証である額の「ハイブレン・コントロール」の紋章をバンダナで隠し、武器もブラスターを使用するなどして自分が騎士であることを隠して行動していた。AD8383年、公安部隊との戦闘直後に現れたスパチュラー総統ヨー・タイインのハイブレン能力により行動を制御され囚われの身となるも、その時3000年ぶりに星団に帰還したナ・イ・ンと焔星緋帝騎士団によりスパチュラー国は一夜にして滅ぼされ、スバースも救出される。その後スバースはナ・イ・ンによってハイブレン・コントロールを取り除かれ、レディオス・フォーカスライトの元に引き取られた後、「ザ・ナッカンドラ・ビュー・スバース」の名前を与えられ、再度凍結される。
星団歴2200年後半に突如目覚め、各国を放浪。その道中にリチウム・バランスと出会い、自らの遺伝情報を研究対象として提供した他、アトール女皇帝エダクダの助力も得て騎士の血を薄めることで人間との間にも子供をもうけることが出来るよう調整を受ける。リチウム・バランスはスバースから受けた遺伝情報を元に星団初となるファティマの調整を開始、生まれた4体のファティマは当初全てスバースの所有となった（以降、全てのファティマの胚はスバースの遺伝情報が組み込まれて製造される）。また、その当時に開発されたクルマルス・ビブロス、バイロン、ヴァイ・オ・ラの3騎のモーターヘッドも全て彼が所有していた。他にも時のバキンラカン聖帝から星団歴初代の剣聖として認められるなど、真に伝説と言える騎士。デルタ・ベルン星グリース王国の天照王家直属のダイバーだったサローン・バスコとの間に2女をもうけ、星団歴2499年没。
彼が後世に残した子孫には、長女ネリスの家系から剣聖デューク・ビザンチン、ヘリデ・サヤステを輩出した他、後述のバスコ家系と婚姻した系統よりオルカオン・ハリス、ピッキング・ハリス“スパーク”、ベルベット・ワイズメル、ママドア・ユーゾッタ、次女アラドの家系からルース家系のデイモス・ハイアラキ、ミッション・ルース、マロリー・ハイアラキ、バスコ家系の慧茄・ダイ・グ・フィルモア、エラニユース・ダイ・グ・フィルモア5世、ボルサ・バスコ・アトールと、非常に強力な騎士及びダイバーが名を連ねており、「純血の騎士の家系」と称されている。
デミライト・バーシャ（- AD8383）
「デミライト」とはAD世紀末期に製造されていた半生体アンドロイドで、人工的にその思考と行動に制御を加えられたサイボーグ・ロボットであり、骨格や大脳は機械、外見は生体細胞からなるハイブリッド・ヒューマンでもある。感情的なものはもつが自分の思考というものではない。
バーシャは超帝国、炎の女皇帝の作った最期の騎士、ネッドをサポートするために当時のフィルモア帝国が持っていた数少ないアンドロイドである。ファティマと違って、超帝国とネッドの命令ならば戦闘にも参加する。
ヨー・タイイン（- AD8383）
超帝國の血を引き、ハイブレン能力を有するカラミティ星の重工業国家スパチュラーの総統。選民思想と極端なまでの潔癖症の持ち主であり、天然由来の素材はシルクやナイロンすら汚物扱いする（ただし、この辺りは星団暦の一般人も大差ない）。自国内で職にあぶれスラム化した多数の移民に対し「不潔と犯罪の温床」と称して徹底的な弾圧を加えていた。200年前にカラミティ星から追放処分となった暴君・ディー・カッツエー皇帝をスパチュラーに受け入れ、皇帝の艦隊を利用することで、遙か昔に滅亡したファロスディ・カナーン超帝國の復活と自身の帝位への即位、並びにカラミティ星の統一を企図していたが、同時期にスタント遊星より3000年ぶりに帰還した本物のファロスディ・カナーン超帝國皇帝「ナ・イ・ン」とその艦隊の攻撃を受け、自身の野望とスパチュラー国はバスター・ランチャーの業火の中に消えた。

## 超帝国ユニオ
ヘリオス・ナイン（ナ・イ・ン、ナイン・ユニオIII、アッセルムラトワ・ディスターヴ=ファロスディー・カナーン）
「炎の女皇帝」の呼び名を持つ、AD世紀5000年頃に誕生した超帝國の3代目統制ユニット。遍在していたユニオに一個の人間としての形をもたせた存在である。無限の卵子を産み出す卵巣と、ランダムに精子を生成する精巣とを体内に備え、生殖行為無しで総帝を含む超帝國皇帝や超帝國剣聖を含んだ騎士をいわば「兵隊蟻（シバレース）」「働き蟻（リッター）」として生み出す能力を備えた「女王蟻」の役割も備え、星団歴の時代にも残る多くの高度な技術や兵器を作り出す一方で一説には百億人とも称される大粛清を行って階級制の昆虫型社会システムを構築した。また、戦闘力においてもあらゆる騎士や魔道士を上回っている。AD世紀6755年に一度退位するが、AD世紀7500年代のボォス（カーマイン）におけるドラゴン（セントリー）との講和時に総帝として復帰する。その後、五人のヘリオス騎士団剣聖とともにスタント遊星へと旅立ち一旦人類史からは姿を消すものの、AD世紀8383年にカラミティ星スパチュラー国を滅ぼした際、星団に帰還した。その頃には既に光子結晶に精神を移しており、救出したスバースはその後天照家初代皇帝レディオス・フォーカスライトに託している。以後は騎士の遺伝子を一般人の中に広げて社会システムを昆虫型から平等型へと戻すととともに、超帝國の科学技術を徐々に消去し続けている。
魔道大戦の勃発と同時にアトールの巫女ムグミカ自身により自らの死をもって召喚され、自称超帝國純血の魔道士ボスヤスフォートを「ついでに」撃退（ハスハ王宮を焼き払うにあたり、ナイン自身はボスヤスフォートを完全に無視している）。現在はフェザー・ドラゴンの幼生「楊貴」に憑依している。しかしナ・イ・ンが召喚された意図は魔導大戦の終結ではなく、アマテラスという神と人類との対決に備えることだった。なお、MHエンプレス（GTMカイゼリン）は彼女の姿を模したものである。
ヤーン・ダッカス =バッシュ・ザ・ジェットクイーン=（旧設定ではヤーン・バッシュ）（タタラスティ・イ・ヤーン・バッシュ、ヤーン・バッシュ・カステポー、ユニオIV・ヤーン・カステポー）
超帝國宗家の王女で、旧ボォス星皇帝。超帝國皇帝団黒騎士団の長を務める騎士であり、パラ・ダイバーでもあった。ナ・イ・ンの実子であり、母から超帝國宗家の女帝の称号で超帝國そのものを指す「ユニオ」の名を引き継ぐ。また、ダグラス・カイエンの遺伝子上の母親である。
彼女自身の称号と彼女が率いた黒騎士団にあやかり、ジョーカー星団歴上で間接的に「黒騎士」と非常に深い関わりを持つ。ファティマ・エスト（あるいは黒騎士）の紋章である「三つ巴」は、元々彼女の紋章である。また、黒騎士を搭乗者とするMH「バッシュ・ザ・ブラックナイト」（新設定でGTM「ダッカス・ザ・ブラックナイト」）の名も、彼女の名から採られたもの。彼女の容姿とファティマ・バーシャ（仕えるべき黒騎士がいない状態のエスト）は酷似していて、そのためか漆黒のドラゴン、ジェットドラゴンの庇護を受けている。
AD世紀のボォス星でドラゴン達と人類とが一触即発の事態になった際にドラゴンとの共存を説き、アッサラム・スキーンズを説得して味方につけ、炎の女皇帝の理解を得て和睦を実現した。その功績によってスキーンズとの子を産むことを許されるが、純血の騎士同士の自然交配による受精卵は母体を破壊するほど強力なものだったために叶わず、受精卵はL.E.D.ドラゴンに託された。
新設定ではGTMフェイスラ・シュッツイエンを愛機とし、ファティマ「ニーヴ」をパートナーとして存命中。

### ヘリオス剣聖騎士団
ナインによって生み出された「働き蟻」である騎士たちのうち、最高傑作とされる八人の剣聖によって構成されるナイン直轄の親衛騎士団。女性団員はミキータ・オージェとアルゴン・プロミネンスの二人。全員が「人の姿をしたなにか」と呼ぶべき常軌を逸した戦闘力を持ち、総計で100億人もの反乱分子を粛清している。セントリーとの講話が成ったのちにナインとともに星団を離れるまでは、人生のほとんどを凍結状態で過ごし、必要時にのみ「起動」されて戦闘に赴くのが常であった。
アッサラム・スキーンズ =“ザ・ディグツァイト”
超帝国剣聖にして実質的なリーダー。ヤーンの夫で、ダグラス・カイエンの遺伝子上の父親。超帝国本星の焔星（エンシー）親衛騎士団筆頭騎士。身の丈2.5mあまりの長身だったとされる。孫となるマクスハルト・フォラス、さらに後述する歴代総帝と酷似した容貌であったという。得物は卒塔婆型のガット・ブロウであるが、のちに懐園剣・雄剣を得る。
AD世紀8383年の星団帰還時には親衛騎士団を率いてスパチュラーを滅ぼし、帰還する騎士たちの労をねぎらうと共に、星団を離れる際に残してきたネッド・スバースの健在を知って安堵していた。この時はナ・イ・ン同様光子結晶に精神を移した姿であった。
新設定ではヘリオス剣聖騎士団のリーダー格で女皇帝付きの地位にある。格上のため、騎士団7剣聖には含まれない。
アマンダ・アルゴン =“プロミネンス”
超帝国剣聖。ヘリオス剣聖騎士団7剣聖の一人。星団暦の時代にマドラ・モイライに転生して現れている。戦闘兵器として生きる恐怖から逃れるために「子供を持ち、幸せな家庭を持つ」ことを求め、そのためにデコース・ワイズメルを襲撃し力ずくで性行為に及ぶ。その後剣聖ミス・マドラの人格が出現したことで、プロミネンスの意識はマドラの体から消え去った。
ナオ・デュオ=“クルマルス”
超帝国剣聖。ヘリオス剣聖騎士団7剣聖の一人。
魔導大戦の時代にはガマッシャーン共和国のナオ・リンドー・レイスルとして存在している。
ミキータ・恋・パルトラバーナー=“オージェ”
超帝国剣聖。ヘリオス剣聖騎士団7剣聖の一人。ナインの側近を兼ねていたため、表立った行動は他の剣聖よりも少なかった。女皇帝付という恵まれた立場のため、封印や「オペラ」の影響で情緒不安定気味だった他の剣聖達とは異なり、精神的にも非常に安定していたという。戦闘方法も半ばハンデのように徒手空拳で闘っていた他の剣聖達と異なり、GTMを駆ることが常であった。
魔導大戦の時代にはバーナー・レンダウドを名乗り、ベラ国の戦いでナオに力を貸した後、アマテラスに見つかったことでミラージュ騎士となった。
ララファ・ネーデルノイド =“ジュノーン”
超帝国剣聖。ヘリオス剣聖騎士団7剣聖の一人。記録によっては名前が記されていないこともあり、それによって剣聖の数などの認識に齟齬が生じており、特殊な立場だったことがうかがえる。
かつて剣聖ハリコン（カモン・ピアノ）として星団に存在していた。魔導大戦の時代にはコーラスIV世の内に再構築されつつある。
コロッサス=“バング”
超帝国剣聖。ヘリオス剣聖騎士団7剣聖の一人。全身にタトゥーの入ったドレッドヘアの黒人男性。プロミネンスやクルマルス同様、ガット・ブロウを用いず素手で戦う。
本来は気さくな男だったが、長期に渡る「オペラ」やマインドコントロールの影響と、一般市民の怯えた目からくるストレスにより絶えず頭痛や吐き気に悩まされており、笑顔も失っている。
キーラ=“ネプチューン”
超帝国剣聖。ヘリオス剣聖騎士団7剣聖の一人。
フラーマ・テレキス =“アトール”
超帝国剣聖。ヘリオス剣聖騎士団7剣聖の一人。
ファルク・バビロン・ログナー
超帝國「剣客」。ナイン側近にして、ヘリオス剣聖騎士団の実質的な指揮官。その正体はバビロン王ログナーとは異なるカラミティ・ゴーダース帝のクローン。超帝國騎士団の記録には一切残っていないものの、モナーク・セイクレッドには確実に記録があり、そこから現在の「ワルツ・エンデ」も記憶を継承していることから、実在していたことは事実である。
超帝國総帝
ヤーンが退位した後、星団各地を統治する10人以上の皇帝達を統合管理していた「働き蟻」の主で、ナイン直系の支配階層でもある。彼らと皇帝団（含ヤーン）はナイン直系の血族として「ファロスディー・カナーン・トライブ」あるいは「ファロスディー・カナーン」と呼ばれる。
「雄蟻」として生み出されたことからも分かる通り、（ナインを除けば）全員が男性である。「人間としての要素も兼ね備えた支配装置」であったナインとは異なり、彼らは完全に人間として生み出された。歴代14人の総帝がいたとされる（うち一人はセントリーとの講話・調停のため帰還したナイン）が、記録には殆ど残っていない。実際超帝國の頂点として君臨していたのもうち数名のみとされる。表には顔すらも秘匿されていたが、スバースによれば全員恐ろしいほどの美形であったという。9人目であるナインを除き、全員ドイツ語の数字が名前となっている。
それぞれが超帝國剣聖を3〜4人支配下に置いていた。また、剣聖が暴走した際の抑止力として、彼らと同等の戦闘力も所有していたという。

## タイカ（泰華）宇宙
猫系種からの進化（地球人やジョーカー人が猿系種から進化したのと似た類型進化）で誕生した人類、タイカ（泰華）人の宇宙。ジュウヨウ（十曜）亜族とアンカー（闇華）亜族の2大勢力に分かれて10万年あまり戦争を続けている。
タイカ人は地球人やジョーカー人よりもはるかに精神力が高く進化しており、自然界や星のエネルギーを具現化できる（わかりやすく言えば魔法を使える）がジュウヨウ亜族とアンカー亜族とでは使い方が異なる（アンカー亜族は物理的な物体「奇子体(ヴァンク)」を作り上げそれらを使役する）。精神力以外にも地球人やジョーカー人より個別種の差が大きく外見は虎や猫ほどの差がある者が多い。基本的にはアンカー亜族のほうが大柄で強靭な肉体をしている。そういった差異から同じ系統の人類ながらも自分や相手を「亜種」「亜族」と呼んでいる。
シルヴィスの時代においてはアンカー側が優勢であったがU.R.I.ユライヒ登場以降はジュウヨウ側が優勢となっている模様。また、第5巻及びショーメ争奪戦時でのU.R.I.ユライヒの時代においては両亜族共に自然界や星のエネルギーを具現化できる力は特定の者にしか扱えなくなっている模様（以下、ニュータイプ2020年6月号〜8月号、2021年9月号デザインズ記述と本編に準拠）。

### ジュウヨウ亜族側
U.R.I. ユライヒ・エルトナ
「ユーリヒ」とも発音する。MXことマキシマム・ハルトフォラスとシルヴィス・レス・ヴィナースの子孫として出現した存在で、タイカ宇宙の2大勢力のひとつ、ジュウヨウ皇帝団の大権使「光の使者」。人類消滅兵器であるMMT（マジカルミューテーション）のひとつ「デモン」を駆る。長髪長身、頭上に光輪を頂く非常に美しい姿をしている男性ではあるが、その目的は自分自身を含めたタイカ宇宙の人類と文明総ての破壊で、人類総てが消え去った世界での永遠の平安を得ることが最終目的。その目的の本質をすり替え「タイカ宇宙の永久の平安」を唱え太古からのジュウヨウ亜族やクエーサー人からの熱狂的支持を得ている。アンカー亜族や賛同しない同ジュウヨウ亜族からは冷酷非情な独裁者とされている。星団歴ではもはや計り切れないほど遥か先の未来、次元・時空を越えてK.O.G.と共にタイカ宇宙を訪れたカレンとの対立と対決の末に結ばれたことで何等かの変化があったことがカレンより示唆される。後に全能神となり、星団歴2992年のフロートテンプル動乱の際にはラキシスを護るため、カレンと共にジョーカー宇宙にも出現した。その際、本来の姿とは別に全能神の姿と思われる4つの眼を持つ巨大な異形の姿で現われている。
シルヴィス・レス・ヴィナース
U.R.I.ユライヒが出現する4万年以上前の時代にタイカの民を治めていたジュウヨウ大権使〈ヴィナース〉にして巫女。敵対する勢力・アンカーによるMX（マキシマム・ハルトフォラス）不在を狙った侵攻の際アンカーの魔太子の襲撃を受け、自害し果てようとした瞬間、シルヴィスの祈りの声を聞きつけて出現したジョーカー宇宙の全能神・天照大神によって救われた。その時に天照大神は、シルヴィスらジュウヨウの民が崇める神が自分の娘のカレンであることを示唆し、また、遥か4万年先の未来にタイカ宇宙に出現するカレンを受け入れ、保護するようにとの願いをシルヴィスに申し伝えた。アンカーに対抗しうる力を得るため、アンカーの大権使シルミラーにジョーカー宇宙より召喚されたがなぜか時代を遡ってジュウヨウ側に出現したMXことマキシを味方につけガードナー（守護者）とし、長きに渡る戦いの日々の中で互いに結ばれるようになる。
死後はMXと同様、高次元体に転生して天照大神やU.R.I.ユライヒ達と共に全宇宙を見守る存在となるが、同じく高次元体に転生したアンカー側となお戦い続けている。
MX
アンカーの大権使シルミラーにより魂をすくい上げられたが、なぜか太古のシルヴィスの時代のジュウヨウ側に出現したマキシのタイカでの名。シルヴィスのガードナー。その戦闘力はアンカーの魔太子ルシファーが彼の不在を狙ってしかジュウヨウに攻め入れないほどに強力。詳細はマキシマム・ハルトフォラス参照。
カル・リス、ヴォン・リル
シルヴィスの時代のジュウヨウの行政・司政の最高指導者である熾権使を務める巫女達。アンカーの襲撃の最中に脱出を促されるも、最後の神託を受けようとしていたシルヴィスを待ち続ける。
ログナー
シルヴィスの時代から4万年後のU.R.I.ユライヒ登場以降のジュウヨウ皇帝団最高軍団長。姿・性格はF・U・ログナーに似る。
U.R.I.ユライヒの戴冠式において人類消滅兵器MMTを渡す任務を遂行するため、最短距離だが光や通信の一切通じない"魔女のアスタロッテ海"と呼ばれる超空洞の通過を決断する。
デ・デル・ディギャオ
MMT輸送の任務を行う船の副官。カレンを乗せて出現したK.O.Gの発する救命信号をキャッチする。首を270度回転させることが出来る。
クエーサー人
宇宙の中心から最も離れた天体クエーサーの民。高度に進化した超人類（スーパーサピエンス）であり、肉体を自由にコントロールして真空や絶対零度でも活動し、機械と直接融合して意のままに操るなどの能力を持つ。U.R.I.ユライヒの出現により彼に賛同しジュウヨウに協力、人類消滅兵器MMTデモン、グライフ、そして本来意図していなかったバイナスをそれぞれ製作した。

### アンカー亜族側
シルミラー(シルヴィス・ミラー)
U.R.I.ユライヒの時代でのアンカーの大権使でジュウヨウ亜族出身。その姿と性格はかつてのシルヴィスに似る。ジュウヨウの大権使「光の使者」U.R.I.ユライヒからタイカ世界を守るためカレンと共に戦っている。スタント遊星攻防戦で戦死したマキシをすくいあげた人物。懐園剣雌剣の真の所有者。
カレン
次元・時空を越えてK.O.G.と共にタイカ宇宙を訪れジュウヨウ大権使U.R.I.ユライヒのもとにきたが、彼の真意が自分自身を含めたタイカ宇宙の人類と文明総ての破壊と知りアンカー側についてU.R.I.ユライヒと戦う。詳細はカレン参照。
魔太子ルシファ・センタイマ
シルヴィスの時代でのジュウヨウの敵勢力アンカーの大権使。強力な魔導力の持ち主。MXの不在を狙ってシルヴィスを襲うが天照大神に退けられる。死後はシルヴィスとMX同様、高次元体に転生。フロートテンプル動乱の際にはジョーカーに出現してラキシスを襲うが、U.R.I.ユライヒとカレンに撃退された。ショーメ争奪戦でヴィーキュルを退けた後に「オバケ」としてヴィーキュルの作った異次元空間のひずみを利用して割り込み、奇怪な化け物（実は通常とは異なるプロセスで奇子化されたアンカーのモノノフ達）を率いてモイラやシオの番人達を瞬殺。勢いを駆ってラキシスに襲いかかった奇子体達はしかし本気を出したラキシスによってたちまち全滅し、センタイマ自身による攻撃もジョーカーや謎の巨大な7本指の手に阻まれている間にシルヴィスが救援に駆け付ける。まだまだ余裕があるつもりのセンタイマは「余興」と称して事もあろうにMMT「デモン・ダ・インプレッション」と融合（コンサート）し遊星兵器と化した懐園剣・雌剣を振るうが、対するシルヴィスはラキシスが未来で得る予定のしもべ達を次々に召喚。ビュランコートの攻撃によりコンサートを解かざるを得なくなったセンタイマは鞘に戻った懐園剣・雌剣を手に取るも、MXとの一騎討ちに敗れると潔く敗北を認めて撤退した。ショーメ争奪戦にて戦いの舞台としての星を創った理由は、先のヴィーキュル戦は高次元の時空で高次元存在による戦いだったため力を調べるには意味がなく、ラキシスが三次元の世界ではどのくらい力をもつ存在なのか確かめたかったとのことだがその真意は不明。
何を考えているかわからない人物であり、それは高次元体「無の神」となった後でも変わらない。
ヴォージュ・トー、ウーリィ・ラー
アンカーの双子の熾権使。本来はシルミラーの部下でカレンの味方。「オバケ」ことルシファーに召喚される。
モノノフ「ジョーニン（上忍）」「ブショー（武将）」「ツワモノ（強者）」
アンカーの武士。ジョーカー星団の騎士に相当する存在。ショーメ争奪戦でヴィーキュルを退けた後にヴィーキュルの作った異次元空間のひずみを利用して割り込み、ラキシスを襲撃した奇怪な化け物の正体。目玉のようなものは頭脳に直接情報を送るスキャナー。「オバケ」ことルシファーの幻惑と加護のおかげで姿が見えないほどの速さでマドラ、ツバンツヒ達を仕留めたが、通常ならツバンツヒ達と同等の強さ。本来はカレンの味方で、奇子化のときはライオンやゾウ、サイに似た姿になる。
スケダチ
別名「ハイレグの美少女」。正体はショウメ・タワーで、たまにタイカ世界に「散歩」してはアンカーの「スケダチ」をする。詳細はタワー参照。
モノノフ「イェーガー」
身軽さと素早さを武器に戦う女性型のモノノフ。本来奇子化したときはイタチのような姿となるが、ラキシス襲撃の際は醜いコウモリのような姿をしていた。スケダチを崇拝し、彼女と同じハイレグ姿で戦う。業が深い。

### MMT(マジカルミューテーション)
ジュウヨウ皇帝団大権使「光の使者」U.R.I.ユライヒ・エルトナが開発しクエーサー人に建造させた人類消滅兵器。外神（そとがみ）とも呼ばれる。全高約9m、自重約4.5t。戦闘力はこのサイズにしてZ.A.Pに匹敵するうえに外部からのエネルギーを遮断する電荷的なイオンバリアをもっており、元素の持つ電子や陽子、中性子を不活性化させるフィールドを発生させ自らの装甲として敵からの攻撃を無力化または中和してしまう。操縦はコンサート（融合）によって操縦者が意識すらも一体化(印象転化)することで行われるが、制御不能による暴走の危険もはらんでおり、まさに諸刃の剣的な兵器でもある（これが外神と呼ばれる所以となっている）。
グライフ
クエーサー人の使用するMMT。21騎建造された。クエーサー人の力をもってしても暴走の危険をはらんでおり、実際頻繁に暴走し、制御するデモンがいない場合同士討ちを始めることすら珍しくない。そのためデモンによって破壊されることも多々ある。
外神の印象 デモン・ダ・インプレッション
U.R.I.ユライヒの使用するMMTにしてタイカ宇宙の最終兵器。その名のとおりの悪魔であり、邪悪な外神そのもの。U.R.I.ユライヒはこの機体と配下のグライフでアンカー亜族や賛同しない同ジュウヨウ亜族を殺戮していった。この機体を倒せるのはバイナスのみだが、通常バイナス出現時には印象転化コンサート不可能となり出現できなくなる。ショーメ争奪戦では「オバケ」ことルシファーが召喚し使用していたが、大権使であれば使用可能であるとのこと。
女神の感傷 バイナス（ヴィナース）・レス・センチメンター
カレンの使用するMMT。クエーサー人が意図せずに作ったとされているが実際には「式神オフェロス（懐園剣）」の力と意思を取り込んでアンカーが生み出した。デモンとはあらゆる反対属性を持ちデモンを倒せる唯一のMMTだが、デモンが出現すると通常印象転化コンサート不可能となり出現できなくなるので、デモンより先に出現させられれば戦わずしてデモンを封印できる。第6巻での星団歴2992年のフロートテンプル動乱の際にはデモンとバイナスが同時に出現していたが、これは両者が敵対していなかったためで、通常はなんらかの条件が必要となる。

## ヴィーキュル サタン (S.A.T.A.N.)
星団の歴史に度々登場する異生物。「ライフ・ウォッチング・オーバーロード」の別名も持つ。女性型は「サタネス」と呼ばれる。6本の指、外骨格、角と翼と尾、MHに匹敵する巨体を持ち、強力な兵器を扱う異形の怪物。
今までに幾度となくジョーカー太陽星団に現れ、その度にドラゴンを始めとする神々と人類が協力して撃退してきたという。フロートテンプル動乱の際には封印の解けた異界の扉からコマンダー達が出現、メル・サッチャーやアマテラスのミコトを含むダイバーズ・パラ・ギルドと交戦した。L.E.D.ミラージュの本来の仮想敵であり、スタント遊星におけるミラージュ騎士団の謎の戦闘もサタンとの戦いであった。
物理法則の異なるバスター宇宙の存在であるため、その肉体はジョーカー宇宙とは全く異なる素粒子から構成されており、ジョーカー宇宙に出現した場合次第にエネルギーとして分解され崩壊・消滅してしまう。それを防ぐために体の周辺に特殊なフィールドを構成しており、このフィールドの耐用時間が彼らのジョーカー宇宙での活動限界時間となっている。
ヴィーキュルの社会は女性を支配階層においた階級制である。ジョーカー星団に現れる標準層は男性型の「コマンダー」あるいは女性型でより強力な「ハイ・コマンダー」と呼ばれるクラスで、彼らが実体化するためにはまず「スレイヴ」ついで「ソルジャー」と呼ばれるガス状の触媒（生命体ではない）を大量に湧出させ、次元特性を定着させる必要がある。コマンダーは転移・実体化するにあたり、肉体をジョーカーの歴史や科学技術と同化させる。そのため彼らの基本形状は出現のたびに変化し、また時代ごとの兵器と同等以上の性能を獲得している。さらにごくまれに、固有の名前を持つ支配者階層である「ジェネラル（ジェネリック・オーバーロードとも）」と呼ばれる個体が現出することがある。その戦闘力は極めて強大であり、ジェネラルを相手にする場合、前述の通り最低でもL.E.D.ミラージュ→Z.A.PクラスのMH→GTMに搭乗した強力な騎士の一団がいなければまともに太刀打ちすることすらできない。ナ・イ・ンですら油断をすれば致命傷を負いかねず（このときはカラミティ・ゴーダース帝のクローンが身を挺して庇っている）、超帝國剣聖騎士を超えるマキシでさえもラドナリスリビオンとの戦いで戦死している。
一方で、ジョーカー宇宙においてはサタンたちを殺すことはできない。なぜならば、たとえ彼らを破壊したとしても速やかに「以前の時空」から元の身体を転移させてくるからである。よって、時空の創生と転移・滞在とに用いられているエネルギーを攻撃により奪い続け、バスター宇宙へと追い返すほか、サタンを倒すすべはない。
また、ジェネラルの上位には女魔帝が存在し、さらにその上位にはこれらを産み出す「ヴィーネンクリーガン（女王蜂）」のクラスが存在する。加えて、女魔帝ゴリリダルリハが時の狭間でラキシスとショウメとを襲った際には、「センチュリオ」と呼ばれるコマンダーの倍は巨大な女性型のサタンが三体、親衛隊としてついていた。
太剛神（アクト・リジット・オーバーロード）モイキュード
ジョーカー太陽星団にサタンを送り続けている存在。バスター宇宙の創造者で、カレンとU.R.I.との間で宇宙間大戦争を行う相手とされている。死後（時系列が意味をなさない神々において、「いつ」という概念は意味をなさない）、「物理と精神の世界を超えよ」という言葉を遺すが、サタンたちはこれを曲解し、「命の水」をジョーカー宇宙から奪うという誤った目標を建てるに至っている。
O.P.Q.L（オピクル）
ボォスのドラゴンの活躍を描いた伝説に登場した、命の水を求めてボォスはカステポーの王国にやって来たサタン達ことヴィーキュルの王（ジェネラル）。
伝説の中ではアイエッタ姫が命と引き替えに召喚したドラゴン達によって撃退されているが、太古の時代では壊園剣を持つカラミティ・ゴーダース・フーバーク大帝によって倒されたという。
ノストスバスムス
オーバーロードの一人。AD世紀6000年頃にジョーカー太陽星団へとやって来た。超帝国剣聖アッサラム・スキーンズによって撃破された。
タンツミンレ
オーバーロードの一人。AD世紀5000年代には当時の懐園剣所有者であった超帝国皇帝アーハトに撃破され、その後星団暦3225年にスタント遊星と共に再び現れることになる。
星団歴2020年にドウターチップを得る直前の最後のログナーを倒した者でもある。ただしログナーは炎（ほむら）を助けようとした結果であったと話している。一方、懐園剣に残る記憶ではこの時ログナーによって倒されている。
ダリスドゥバーズ
オーバーロードの一人。魔帝とも。10万年前の太古の時代にアズデビュート・デルタベルン・モンソロン大帝とモナーク・セイクレッド武士団によって撃退された。
カリストチェル
遥かな時空で超帝國剣聖ララファによって倒された。
ジュエルス・ゴリリダルリハ
星団暦3037年→星団暦7444年のショーメ争奪戦時に出現した女魔帝で、懐園剣で倒されたジェネラルたちを部下と呼んだ。MGPのバスターランチャー三連射とスイレィの「ノヴァ・フレーム」によって撃退された。その際に思うところがあったのか、ラキシスの髪に残留思念を取り付け、世界の様子を観察し3069年に実体化を果たしラキシスの配下に加わる。その時の小型GTM並みのサイズと異様な風体を繕うため大きめの人間程に身長を縮め、収光帝が用いた色の典星舎の衣装をアマテラスから得た。
ラドナリスリビオン
星団暦3225年スタント遊星攻防戦にて出現したヴィーキュルの王で、天照率いるミラージュ騎士団と炎の女皇帝率いる「セブンソード」剣聖騎士団連合と戦った。この戦いでミラージュ騎士剣聖マキシが戦死したが、ヴィーキュルに突如出現したオーバーローデス“ヴィーネンクリーガン”ディアブラとラキシスにより収められ和平が成立。ここにサタンとの戦いが終結することとなった。
オーバーローデス“ヴィーネンクリーガン”モナーク＝アスタローテ
サタンことヴィーキュルの最高存在だった人物。クラウン銀河ベルストラル星系で失われた生命を捜索中、当時モナーク・セイクレッド捜索中だった炎の女皇帝と出会い、そのモナーク・セイクレッドがヴィーキュルの存在をも記録していることに興味を持ち行動を共にしていた。第9巻に登場した時は巨大な甲冑とマスクを身につけており、足のように見えたのは尻尾。ジュエルス・ゴリリダルリハの生母でもある。ミラージュ騎士団第3期レディ・スペクター参照。
大君主バフォメート
階級はヴィーネンクリーガンより上で太剛神モイキュードに次ぐ階位にいる模様。星団暦3037年→星団暦7444年でのショーメ争奪戦を見守り、その後魔太子ルシファーによる攻撃を巨大な掌によって防いだ。ミラージュ騎士団第3期ビクトリー参照。

## 自己進化機械
セリウム大銀河オリンポス星系において超古代に作られた兵器。自己進化システムを持ち、ハーモイド・システムを凌駕するジェネレーター、銀河を軽く消滅させれるほどのエネルギーを扱える遊星駆動（プラネタリドライブ）システムを搭載している。プラネタリドライブはのちにMGPにも搭載される。
マンティコア
未来のラキシスが従える下僕の一体。惑星オリンポスの機械生命体ボーグ・ジェネレートの一種。現行文明の人々から「陸神」として恐れられる。四脚の獣型をしており、肩部にエネルギー砲二門を備える。通常はラキシスの胸のブローチの中に収まっている。
クフィル・インペリューン
未来のラキシスが従える下僕の一体。惑星オリンポスの機械生命体ボーグ・ジェネレート「インペリューン」の一種。現行文明の人々から「空神」として恐れられる。巨大な翼と長い尾をもち、高速で飛行することが可能。マンティコア同様、通常はラキシスの胸のブローチの中に収まっている。
ビュランコート
「式神オフェロス」の称号を持つ惑星オリンポスの機械生命体。出現するたびにその姿は変化する。未来のラキシスが従える下僕の一体にして、ボーグ・ジェネレートのうちでもマンティコア、クフィルを超える最終破壊兵器とされる。ラキシスの接触により数億年の眠りから目覚める。他の二体と違って文字通り「神」の域にまで自己進化しており、あまりにも強大過ぎることから、懐園剣・雄剣とラキシスの胸のブローチの2つに分けて封印されている。このため、召喚には懐園剣・雄剣が必須であるが、懐園剣は次元・時代・宇宙を無秩序に移動するため、召喚出来る機会は限られる。

## 神々・超存在
しばしば物語に割り込んでくる人知を超えた説明不能の存在。存在そのものからその行動に至る全てにおいて、人類の理解できる意義や意味自体が無いものとされている。
宇宙そのものを創造する力を持ち、時間を含むあらゆる法則に影響されない存在だが、基本的にその宇宙に干渉する行動は起こさないようである。
全能神やその僕など、序列が存在する場合もあり、対立し争う神々もいる。
天照大神
全能神の一人、ジョーカー宇宙の創造主。星団暦7777年に天照帝とラキシスが"融合"して現れた姿で、星団暦の世に自らを発生させ、その後ジョーカーを出現させるように仕向けている。
タイカ宇宙では、アンカーと戦うシルヴィスを助け、またU.R.Iの狂気の暴走を防ぐために娘カレンを送り込んでいる。
ジョーカー
ジョーカー太陽星団の神。天照大神のプログラムによって星団に召喚され、以後不完全な天照の監視役と人智を超えた存在への対処役とを務める。詳しくはミラージュ騎士団参照。
ポーター
元モラード・ファティマだったが、死亡後にジョーカーがジョーカー宇宙の知識データの教育者兼パートナーとして復活させた、いわば作られた神。現世と常世を「運ぶ者（ポーター）」。ラキシス・ガードであり、ジョーカーに匹敵する戦闘力と宇宙全体に関する知識とを持つ。"ARCH"スイレィのペルソナの一つでもある。
サラマンデル、コボルト、ジルフェ、ウンディーネ
ジョーカーの僕である四大精霊。ジョーカーと共に出現し、襲われていた天照の命を救う。子供っぽい性格をしている。
ルシファー
赤子の頃の天照が召喚した強力な異次元の騎士。名前が似ているが、タイカ宇宙のアンカーの長ルシファー・センタイマーとは別の存在である。別に悪いことはしていないが、見た目が悪かったせいか、ジョーカーによって一撃で倒される。
如来 マニウ
シャフト、ズームとの戦闘中にラキシスが発生させた次元回廊を通って現れた存在。ラキシスを引き込もうとしてフェザー・ドラゴンによって撃退されたように見えたが、実は放浪期のラキシスの僕のひとりであり、単純にラキシスに会いに訪れただけであった。第6巻での次元回廊は本来彼女らの能力。
天の川銀河に存在する異次元空間「タバラチ」の神であるが、ジョーカーであるスペクター曰く「封化ウィルス完全体」に過ぎず、「リン酸有機生命体」のオーバーロードと共に進化の袋小路に入った下等な存在としている。
"ARCH" The Water Dragon（翠怜【スイレー】）
"アーク" ザ・ウォータードラゴン。ドラゴン達を統率する異界の全能神であり、ボォス星に5体のドラゴンを残したとされる伝説上の存在でジョーカーの分身。L.E.D.ドラゴンの転生に際し、アマテラスをボォス星に呼び寄せたがため結果的にフロート・テンプル内に惨事を招いてしまったことを気に掛け、フェザー・ドラゴンと共にフロート・テンプルに降臨。サタン達を撃退した後、ラキシスに一連の騒動について謝罪し、犠牲となって息絶えた侍従や騎士達を蘇生させた。詳しくはファティマ ポーター参照。
ドラゴン→セントリー達の主であるが、彼らに対して命令権は持たない。セントリー達がスイレィに従うのは彼女の指示が適切かつ的確だからである。それを別としても、アークである彼女は時間と空間を自在に操る能力をもっており、エネルギーさえ十分ならば創造以外のあらゆる行為を実現できる。現世を維持し、常世からの干渉を防ぐのがジョーカー宇宙でのスイレィの役割である。
門神（ゲートキーパー）
高位の存在となったアトロポスとクローソーの姿。強力な力を持つ神々の門番。
メイトリィーア・ラキシス
ラキシスの真の本体。超高次元存在であり、三次元世界のラキシスに対して何か手を伸ばすことはない。姿が存在しないため、作中に登場することもない。
カレン
星団暦7777年、アマテラスとラキシスとの間に誕生した長女。U.R.Iを翻心させタイカ宇宙を救った全能神であり、フォーチュン宇宙を創造することが示唆されている。未熟な両親を心配し、ジョーカー宇宙に対しても様々に手を差し伸べている。だが立場的に色々弱く、自ら力を揮わず指示出しに専念する場合があるためか、第16巻ではとうとうジョーカーに「クソ女神様」呼ばわりを受けてしまった（実際第16巻で一番働いたのはすえぞうを投擲したときだった）。
大神望（おおかみののぞみ）/ ザ・ビヨンド・クラスファー・オーバーマテリアル
天照達神々のさらに上位に当たり、全能神をも越える力であらゆる次元の安定を保っているバランサー。ただし神々との間にヒエラルキーは存在しない。

## その他
モンド・ホータス
星団暦18097年のジュノー星にある太陽王国ルールの竜騎士。ドラゴン・サイレンを駆る。蹟剣・黒曜刀をもち「黒騎士（ブラックナイト）」とも名乗る。人々を連れ去った念導士プラバを追っており、その中には彼の婚約者もいた。プラバ討伐の目的を同じくするバナロッテと共に征伐を果たす。
バナロッテ・ボリショイ・ナフマーニャ
星団暦18097年のジュノー星にあるジー・ボリショイ王国の王女で天馬・ダクシダーを駆る天馬騎士（グライフ・シバレース）。愛称はロッテ。瞳の色から「バイオレット・シバレース（すみれ色の騎士）」とも呼ばれている。弟を目の前でプラバに殺された仇を討つため、モンドと同様にプラバを追ってきた。瞳の色でも分かる通り、シャーリィ・ランダースの子孫。
プラバ・クルガ
念導士。各国を荒らし多くの人々をかどわかした。過去の御伽噺が「科学」を示すものと気づき、さらった人々を使って実験を繰り返していた。このことからダイバーフォースのひとつルシェミ（ただし、かなり微弱）の持ち主だと考えられる。
モンドの婚約者
プラバに連れ去られたモンドの婚約者。本名は不明。親同士の取り決めで決められた仲。モンド自身は楽観できる性分でなく、すでに亡くなっていると思っている。
プラバを追う道中でモンドが出会った老婆は実は彼女であり、変わり果てた姿ながらプラバの目こぼしを受けて生き続けていた。再び転生したLEDドラゴンの幼生を連れていた。再びモンドに一目逢えればという願いが叶えられた事により命を捨ててモンドの窮地を救いプラバを滅ぼした。
カリコちゃん
モンド・ホータスが訪れた村の少女なのだが、それだけでなく異なる時と場所にも同じ姿で現れるモブキャラ。アトロポスが訪れたカステポーの市場、ラキシスとツバンツヒが訪れたベラ国の市場、映画「ゴティックメード」での惑星カーマインの市場などで登場が確認できる（前記の通り、同一人物ではない）。